# Débuts de l'écriture en Mésopotamie
Vous lisez un « article de qualité » labellisé en 2023.

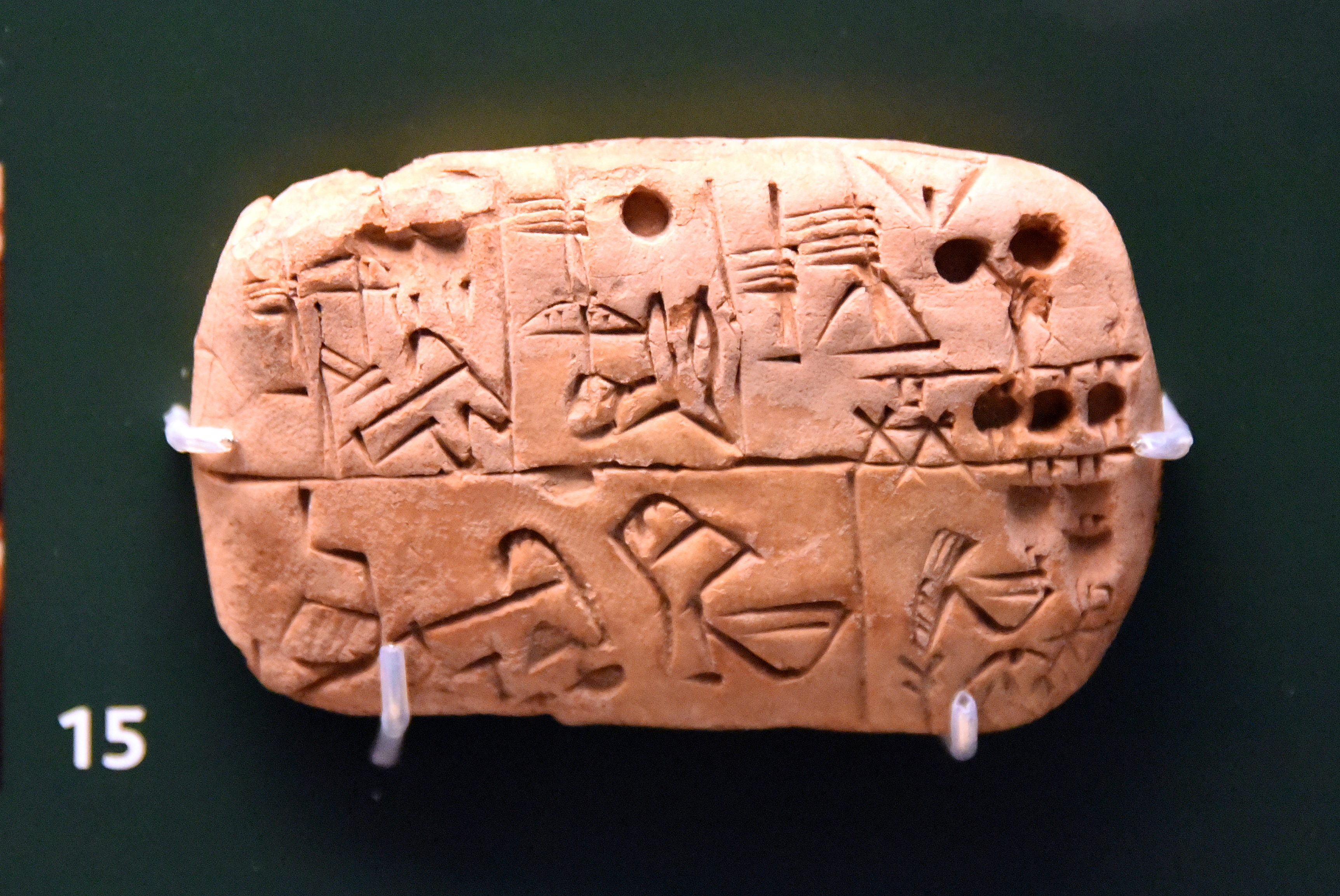
Tablette administrative proto-cunéiforme relative à la distribution de rations. Provenance inconnue, phase Uruk III (v. 3200-3000 av. J.-C.). British Museum.

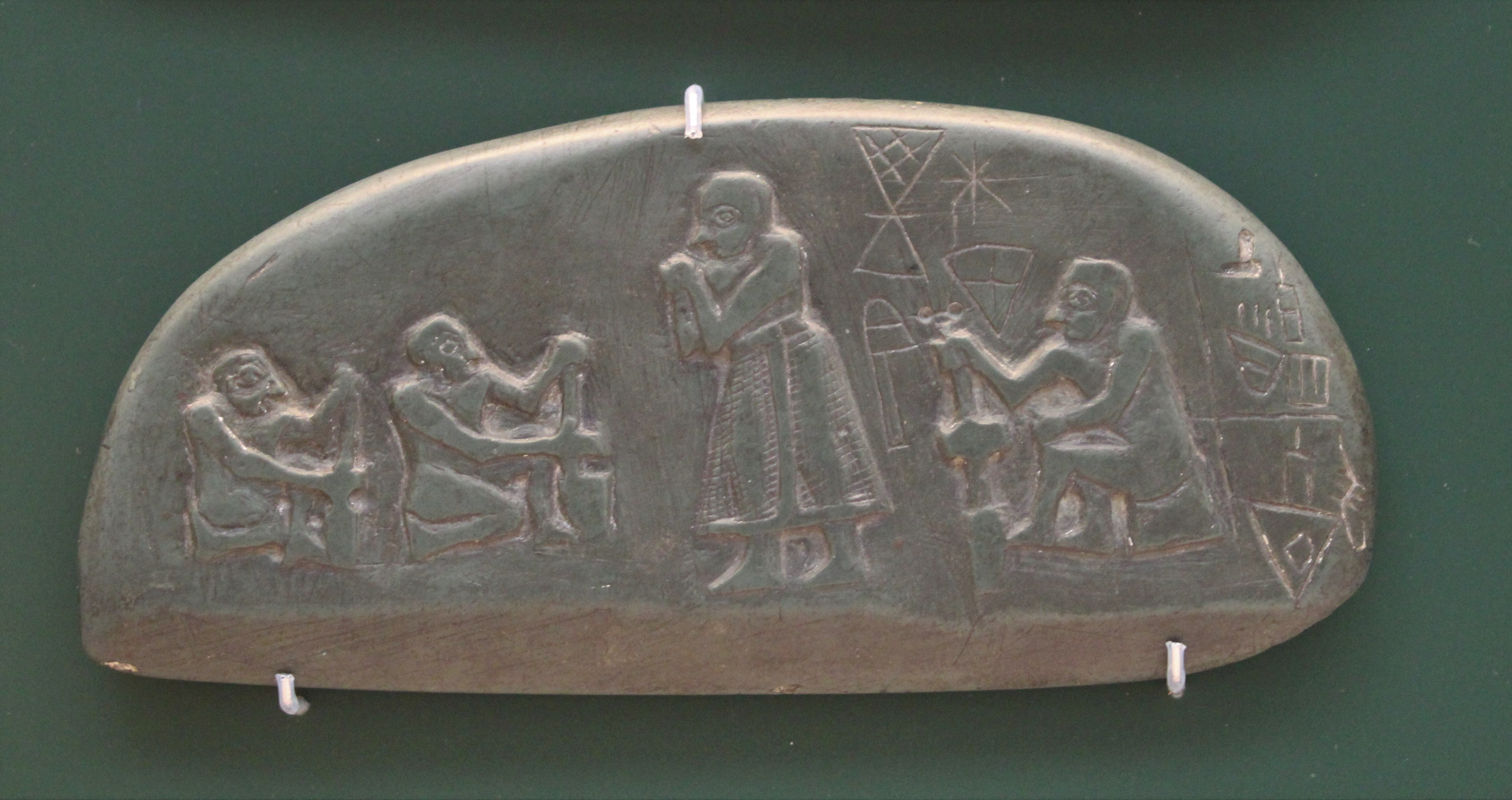
Plaque en pierre, un des deux « monuments Blau », avec une inscription en signes archaïques, rapportant peut-être une vente de terre. Provenance inconnue, v. 3000 av. J.-C. British Museum.

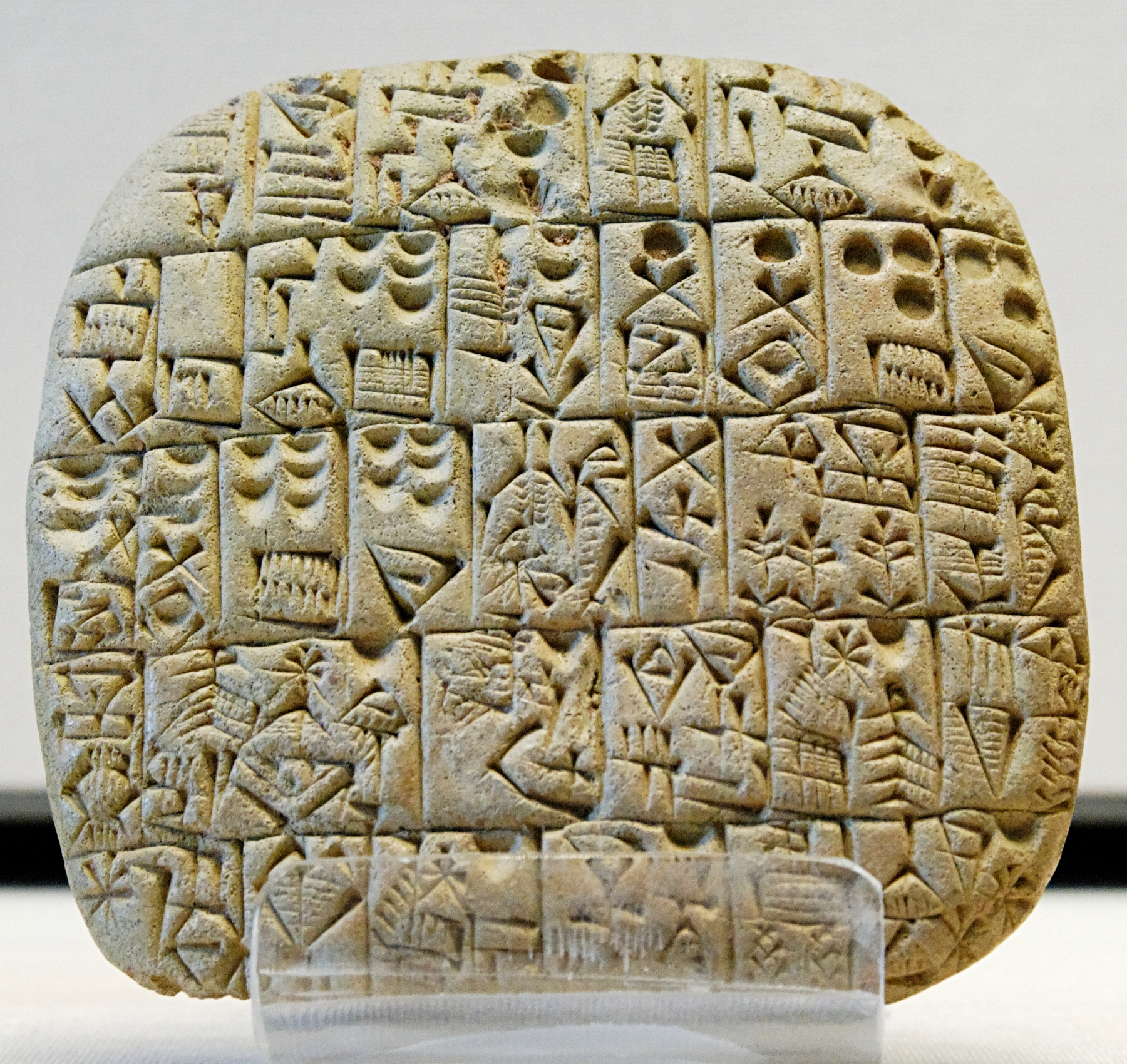
Tablette en écriture cunéiforme archaïque concernant la vente d'un champ et d'une maison. Shuruppak, v. 2600 av. J.-C. Musée du Louvre.

Les débuts de l'écriture en Mésopotamie se produisent entre 3400 et 3000 av. J.-C., et sont avant tout documentés par des tablettes d'argile provenant de sites du sud mésopotamien, en premier lieu Uruk, la principale agglomération de la période. Cette écriture archaïque, documentée par un corpus de plus de 5 000 textes, est couramment appelée « proto-cunéiforme », car elle est l'ancêtre de l'écriture cunéiforme qui se développe en Mésopotamie et dans le Proche-Orient ancien, mais s'en distingue par sa graphie plus linéaire et son absence ou quasi-absence de signes phonétiques. La connaissance de cette écriture archaïque a considérablement progressé à la fin du XXe siècle grâce aux travaux d'une équipe de l'université libre de Berlin en charge de l'édition des textes archaïques d'Uruk, même si ces avancées sont loin d'avoir dissipé toutes les zones d'ombre ou établi le sens de tous les signes archaïques.
Le proto-cunéiforme est un système d'écriture ou de proto-écriture reposant sur un ensemble de signes numériques, qui renvoient à des systèmes métrologiques divers, employés en fonction de ce qui était quantifié (objets discrets, surfaces, volumes, durée), et de signes logographiques (un signe = un mot) qui ont pour beaucoup une origine pictographique (des dessins de la chose qu'ils désignent). Les textes sont essentiellement de nature administrative ; ils enregistrent des mouvements de biens entrant ou sortant des magasins des institutions de l'époque, les quantifiant et indiquant les personnes et bureaux impliqués dans ces opérations. D'autres tablettes sont des inventaires de signes organisés de façon thématique, ancêtres des listes lexicales caractéristiques de la tradition littéraire mésopotamienne.
Il est généralement admis que l'écriture a une origine comptable. Elle serait créée en premier lieu pour les besoins de l'administration qui se développe considérablement dans les derniers siècles du IVe millénaire av. J.-C., durant la période d'Uruk récent, considérée comme le moment d'apparition de l’État et des villes (la « révolution urbaine»), et donc des institutions administratives et des instruments de gestion et de comptabilité. Sont identifiés plusieurs instruments de comptabilité et d'enregistrement de l'information qui semblent avoir servi de précurseurs à l'écriture : des jetons de comptabilité (ou calculi), des bulles-enveloppes d'argile les contenant, et des tablettes numériques sans pictogramme qui semblent être une évolution des précédentes. L'invention de l'écriture est généralement mise au crédit des Sumériens qui vivent dans les cités du Sud de la Mésopotamie dans les phases les plus antiques de l'histoire, mais il n'y a aucune certitude à ce sujet, étant donné que les plus anciens textes écrits n'ont pas pour vocation de transcrire une langue et ne contiennent quasiment pas d'indices sur la langue parlée par ceux qui les ont écrits.
L'apparition de l'écriture est un événement qui a eu un impact considérable sur les sociétés humaines, même si elle n'a pas forcément été perçue comme révolutionnaire au moment de son invention. Elle sert traditionnellement à marquer le basculement de la Préhistoire à l'Histoire, même s'il faut plutôt caractériser le changement qui se produit à cette période par l'ensemble des évolutions politiques, sociales et culturelles qui sont liées à la « révolution urbaine ». L'écriture s'étoffe progressivement au cours du IIIe millénaire av. J.-C., qui voit le développement de l'écriture cunéiforme à proprement parler, caractérisée par ses signes en forme de « coins » ou de « clous », et son association de signes logographiques et phonétiques, rapprochant l'écriture de la langue parlée, ce qui permet notamment son adaptation à différentes langues (sumérien, akkadien, élamite, éblaïte, etc.).

## Les précurseurs de l'écriture

Le Moyen-Orient durant la seconde moitié du (époque de l'« expansion urukéenne »).

Les recherches sur les origines de l'écriture dans le Proche-Orient ancien ont identifié un ensemble d'instruments administratifs non-linguistiques qu'elles considèrent comme des « précurseurs » de l'écriture,,,, témoignant d'un contexte plus général de développement des techniques d'information. Ce sont des supports qui comportent des symboles ou signes transmettant une information. Ils ont à tout le moins préparé le terrain pour l'invention de l'écriture et ont pu servir d'inspiration au moins pour l'aspect de certains signes. Ils ont été identifiés sur des sites archéologiques datés de plusieurs siècles, voire de millénaires, avant l'apparition de l'écriture, et pour la plupart ils coexistent avec elle par la suite. Les études se concentrent néanmoins surtout sur les changements qui s'opèrent durant le IVe millénaire av. J.-C., celui de la période d'Uruk (v. 3900-3200/3100 av. J.-C.), et plus précisément l'Uruk récent (v. 3600/3500-3300/3200 av. J.-C.), lui-même subdivisé entre les phases d'Uruk VI, d'Uruk V (v. 3500-3350 av. J.-C. selon la fourchette retenue par la Cuneiform Digital Library Initiative, ou CDLI) et d'Uruk IV (3350-3200 av. J.-C.).

### Les jetons
Les jetons ou calculi sont de petits objets en argile et en pierre attestés dans à peu près tous les sites de la période précédant l'apparition de l'écriture au Proche-Orient, peut-être dès les alentours de 8000 av. J.-C. Ils sont au cœur des études de Denise Schmandt-Besserat sur l'origine de l'écriture, et à sa suite ils sont couramment considérés comme des instruments de comptabilité. Les plus anciens sont sans décor (jetons « simples »), ceux de l'époque d'Uruk (jetons « complexes ») disposent en revanche de marques et incisions, dont certains rappelleraient des signes du répertoire proto-cunéiforme. Leurs formes sont diverses (coniques, ovales, arrondis, etc.). Certains ont des trous servant à les enfiler, d'autres sont inclus dans des bulles d'argile. Tous les exemples retrouvés ne sont probablement pas des outils de comptabilité, loin de là, certains ayant été dégagés en dehors de tout contexte administratif plausible, notamment des tombes d'enfants. Il ne faut donc probablement pas y voir des outils comptables courants des temps préhistoriques, même si dans quelques sites néolithiques tardifs au moins l'usage comptable est probable (Tell Sabi Abyad). Pour des exemplaires de l'époque d'Uruk, l'usage comptable et le lien avec les premières tablettes écrites semblent manifestes. Les jetons restent en usage durant les périodes postérieures, jusqu'à la première moitié du Ier millénaire av. J.-C..

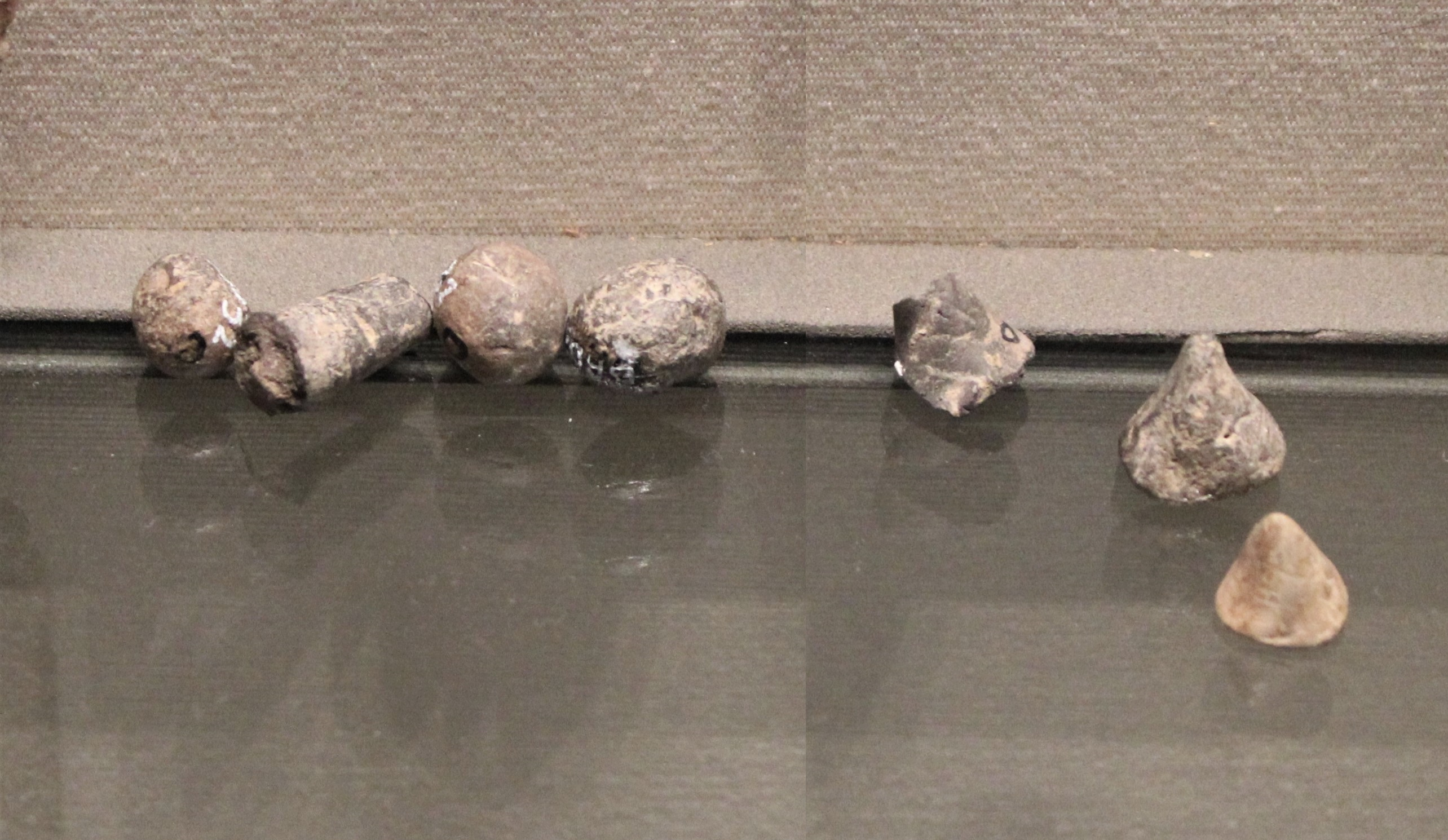
Jetons simples mis au jour à Jarmo, v. 7000 av. J.-C. Musée du Louvre.
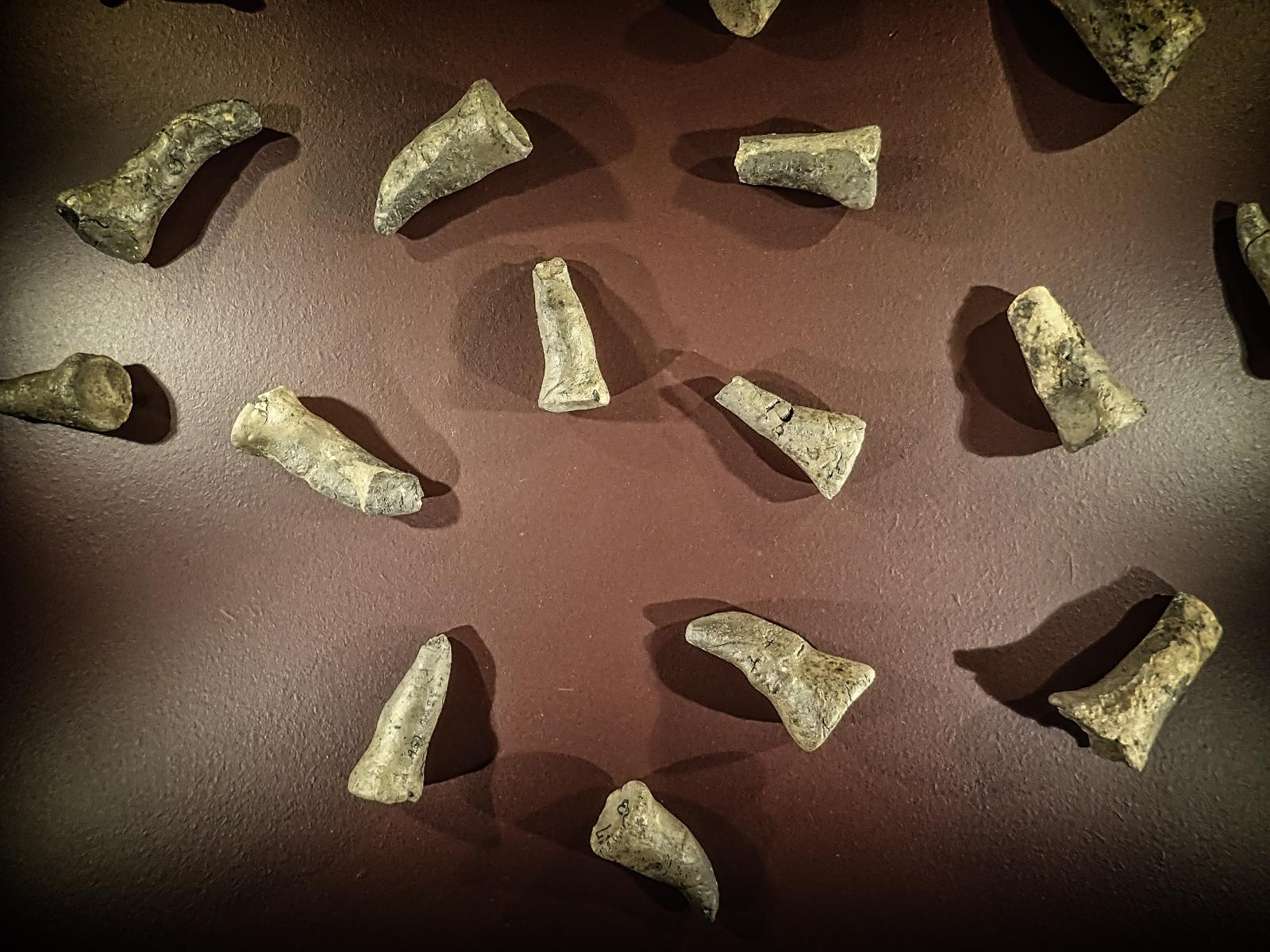
Jetons provenant de Tepe Gawra, v. 5000-4500 av. J.-C., Penn Museum.
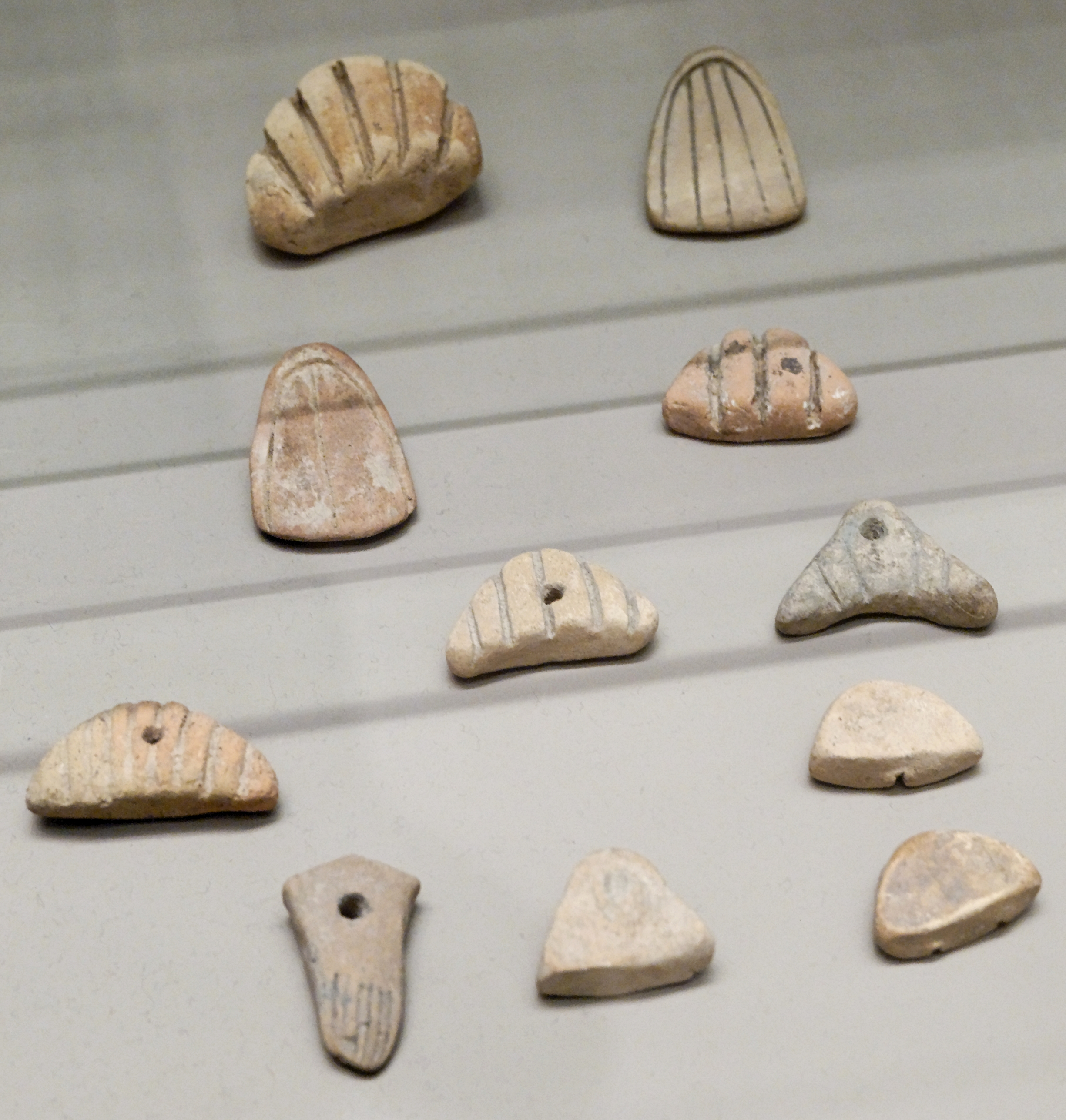
Jetons de comptabilité mis au jour à Suse, v. 3800-3100 av. J.-C. (Suse II) Musée du Louvre.
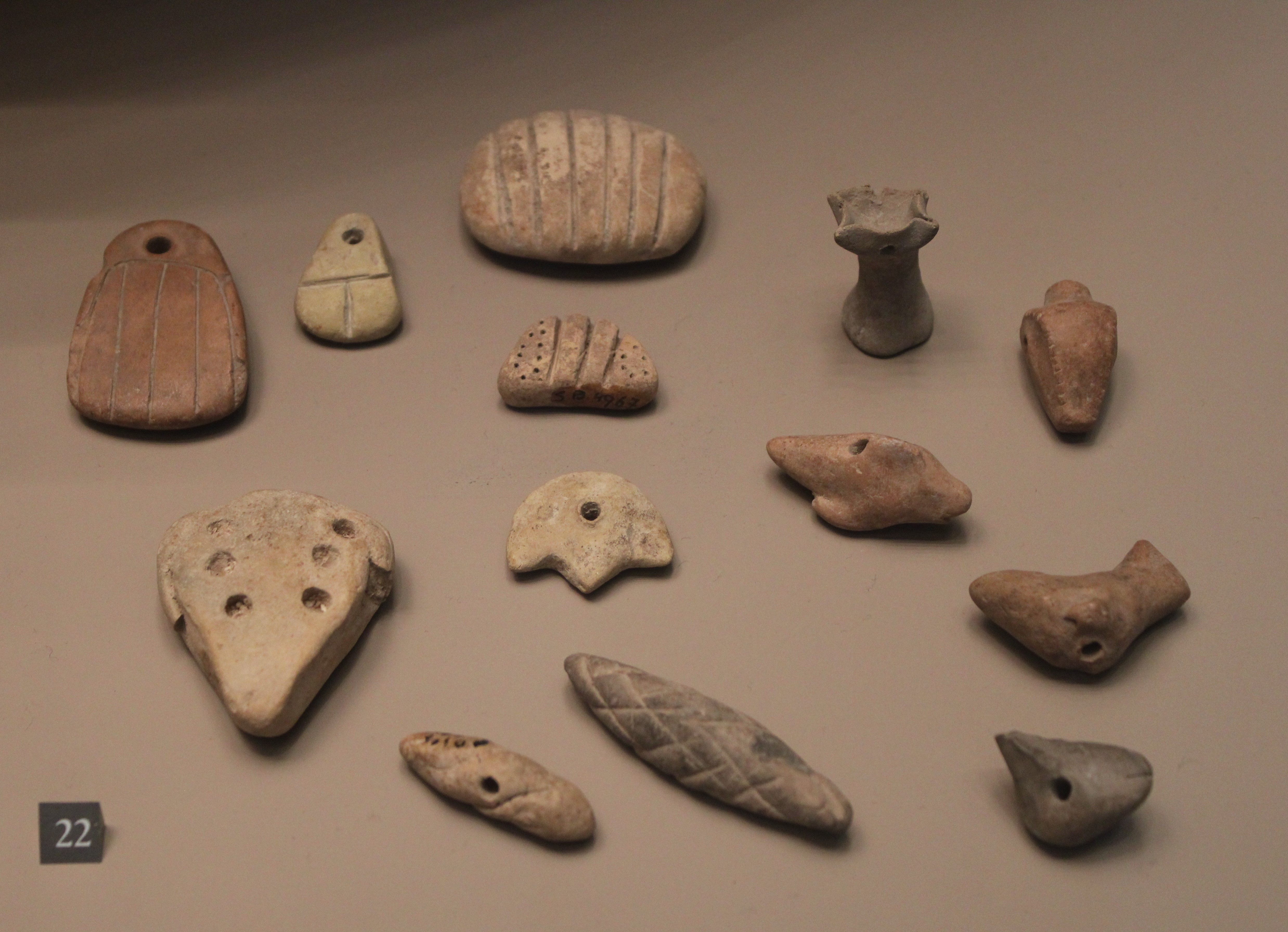
Jetons de comptabilité de formes diverses : jarre, tête de bélier, pain et objets non identifiés. Suse, v. 3800-3100 av. J.-C. (Suse II) Musée du Louvre.
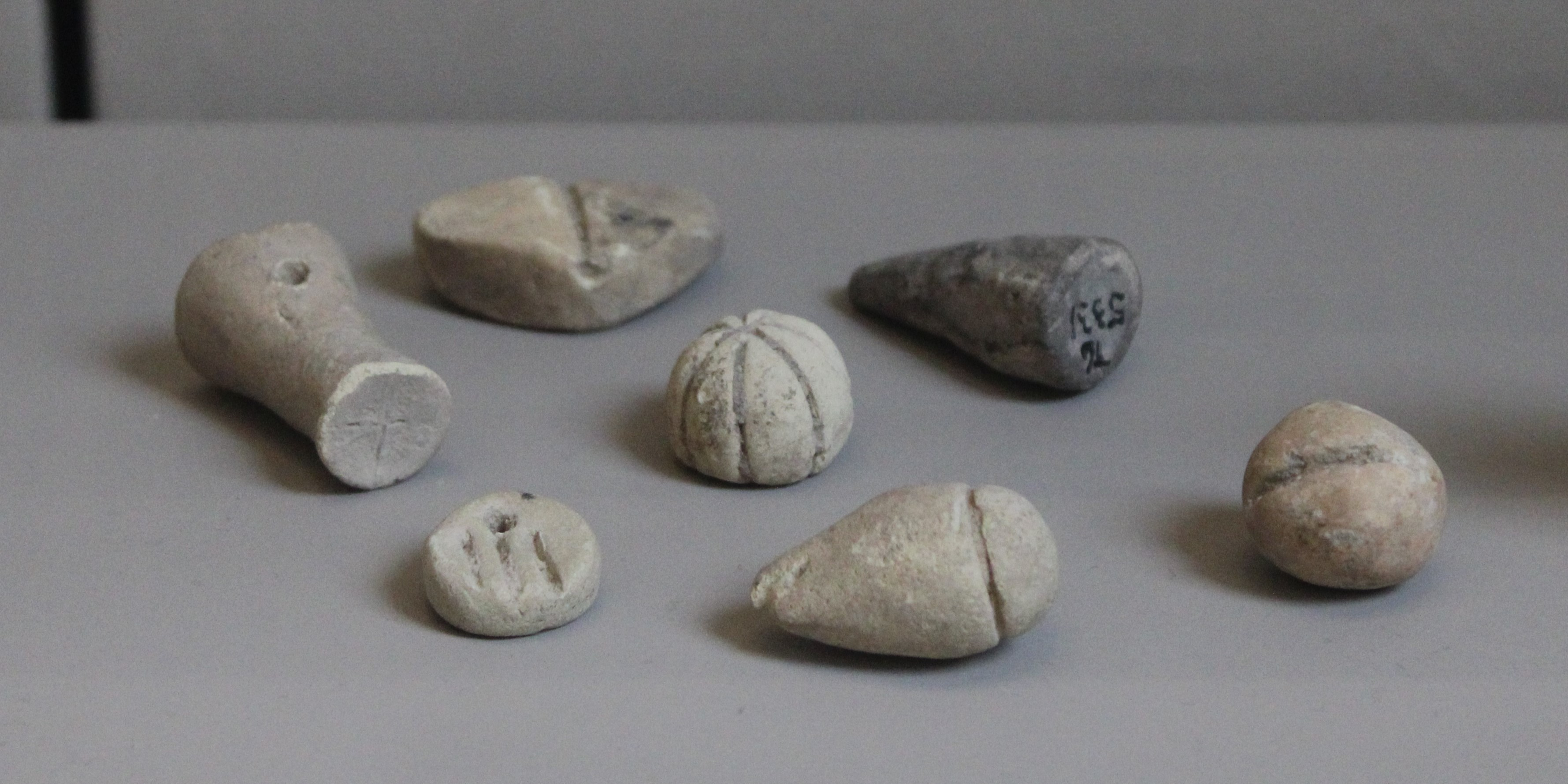
Jetons de comptabilité mis au jour à Tello (Girsu), v. 3500-2900 av. J.-C. Musée du Louvre.

### Les bulles-enveloppes
Les « bulles » ou « enveloppes » d'argile sont liées aux jetons. Il s'agit de « boules d'argile sphériques, creuses, qui contiennent un certain nombre des jetons précités, qui ont également été imprimés sur la surface extérieure scellée des boules ». Beaucoup ont également sur leur surface des impressions de sceaux et des encoches numériques. Les plus anciennes remontent au milieu du IVe millénaire av. J.-C. (phases Uruk VI/V), dans des contextes précédant directement le moment où apparaît l'écriture. Elles ont été retrouvées à Uruk, Tell Brak, Habuba Kabira, Djebel Aruda, Chogha Mish, Tepe Yahya, Tepe Sofalin, et surtout à Suse (184 exemplaires). Leur usage est là encore généralement interprété comme comptable et numérique, puisqu'elles doivent servir à accompagner le transfert de biens : en rompant la bulle afin d'examiner son contenu, on vérifie qu'aucun bien n'a été perdu lors du transfert. Mais le fait est que la plupart ont été retrouvées intactes. Dans certains cas plus précisément étudiés pour Suse, le contenu des bulles et celui des marques imprimées sur leur surface correspond, ce qui a conduit Pierre Amiet à proposer que la bulle fonctionne comme une sorte d'enveloppe qu'il n'est pas forcément nécessaire de rompre pour en vérifier le contenu (du moins tant qu'il n'y a pas de litige). Les bulles restent également en usage durant plusieurs millénaires,,,.

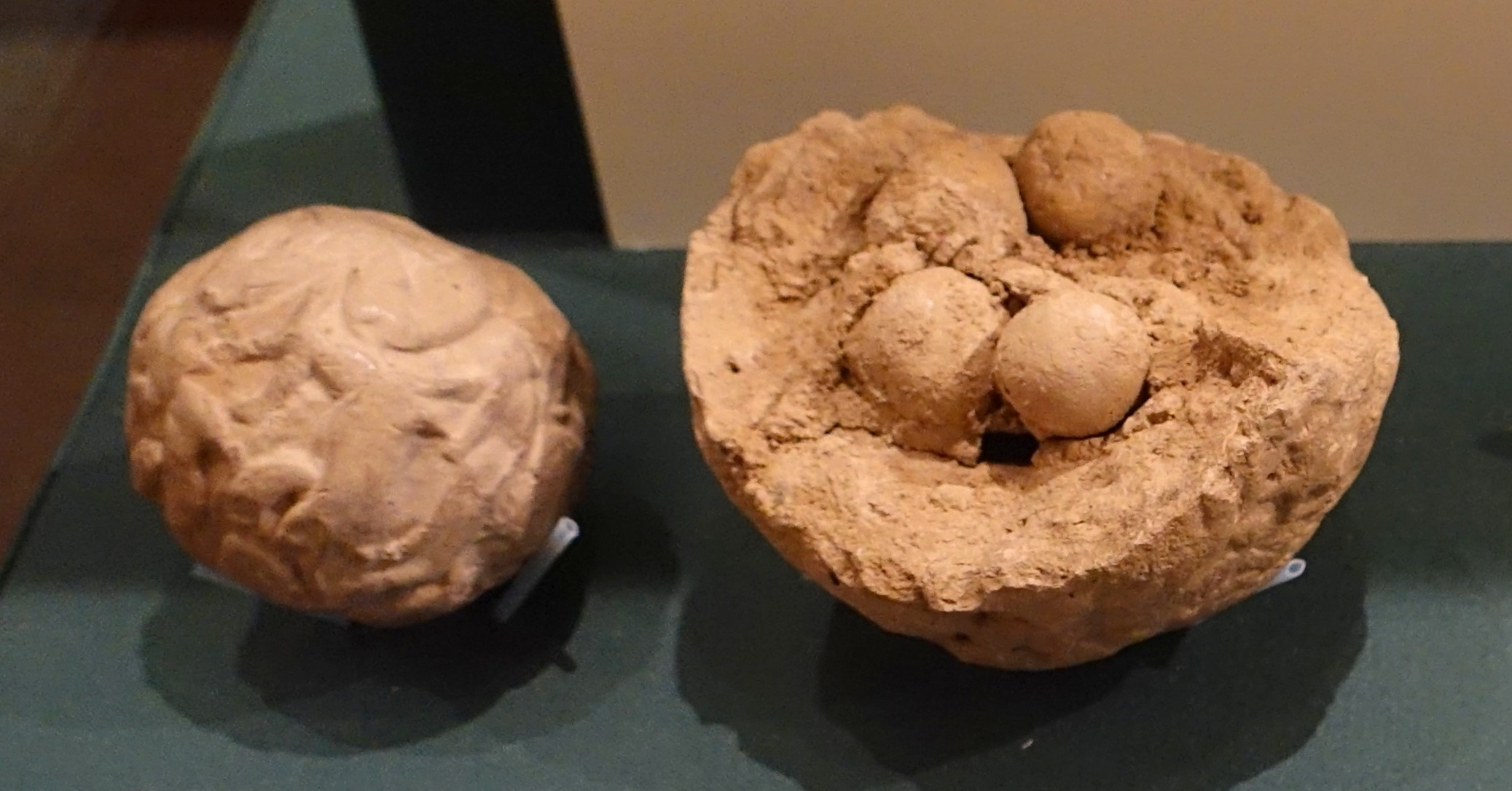
Deux bulles d'argile, une complète avec une empreinte de sceau à sa surface, l'autre brisée avec les jetons visibles. Musée de l'Institut oriental de Chicago.
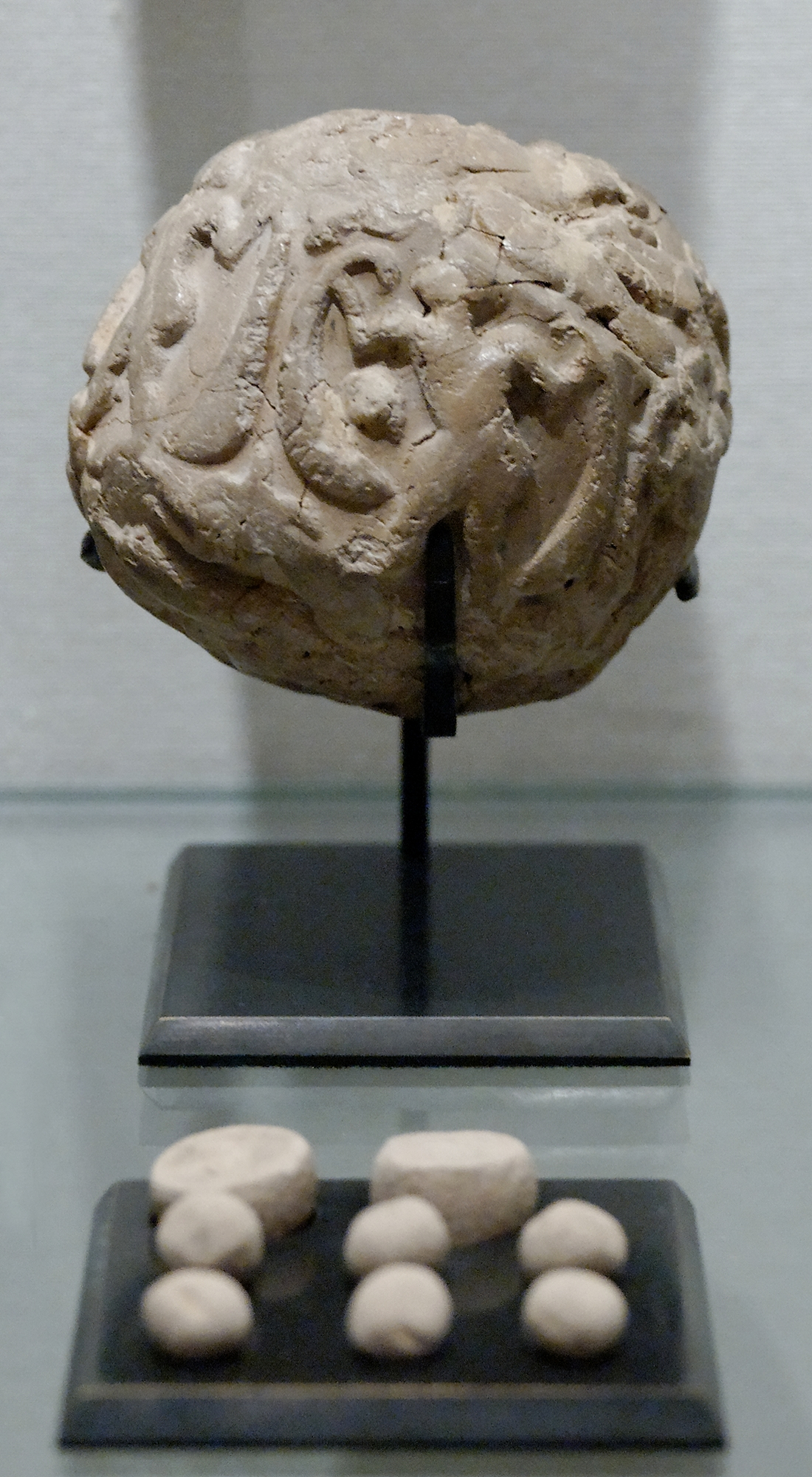
Bulle-enveloppe brisée et ses jetons de comptabilité, période d'Uruk récent, provenant de Suse, Musée du Louvre.
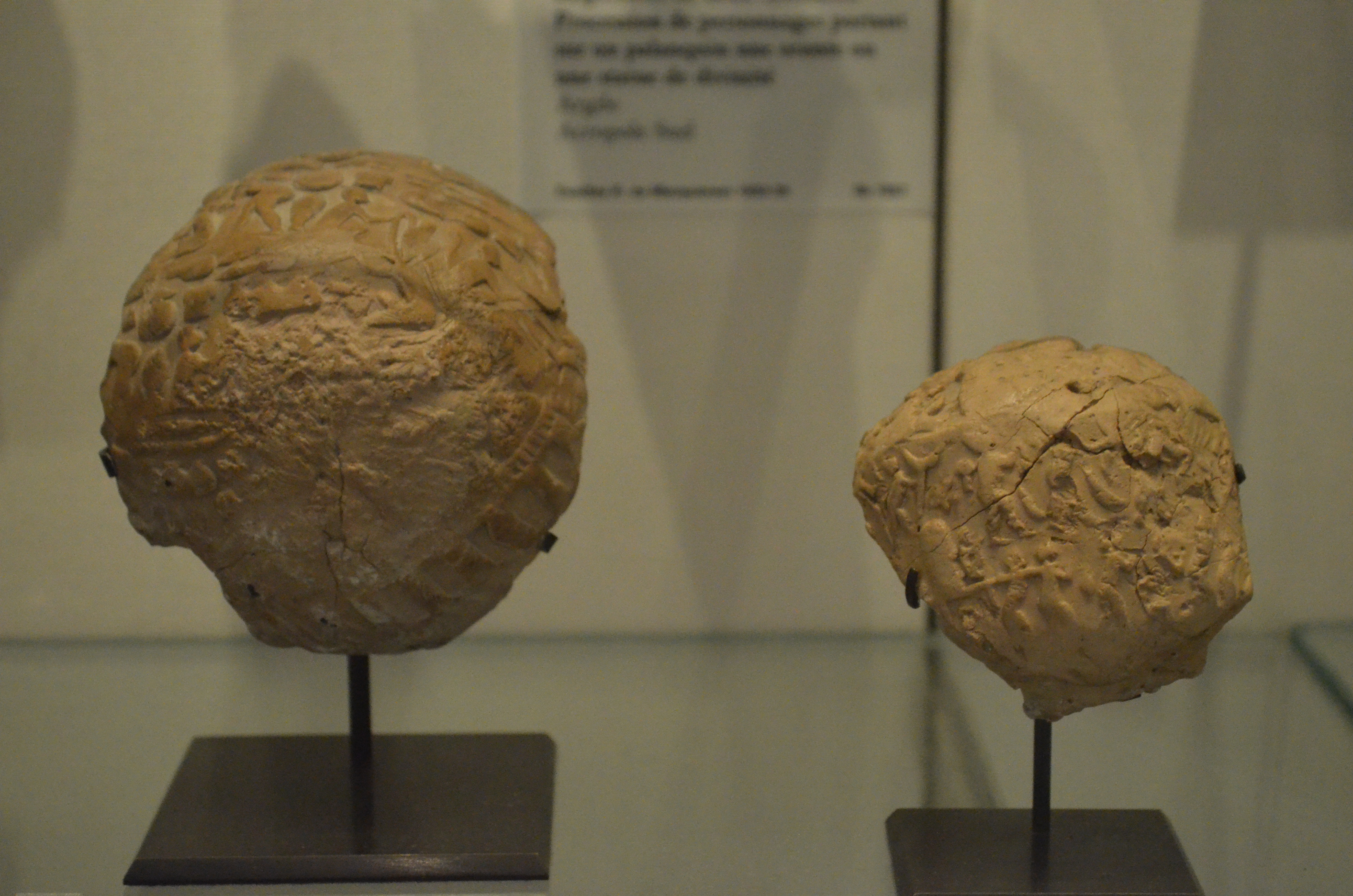
Deux bulles d'argile avec impressions de sceaux-cylindres, période d'Uruk récent, provenant de Suse, Musée du Louvre.

### Les tablettes numériques
Les tablettes dites « numériques » apparaissent au même moment ou un peu plus tard que les bulles d'argile scellées (elles coexistent dans des niveaux archéologiques), dans les mêmes endroits : Uruk, Habuba Kabira, Djebel Aruda, Mari, Ninive, Khafadje, Chogha Mish, Suse, etc. Les spécialistes les datent de la période correspondant au niveau V du secteur de l'Eanna d'Uruk (ou « Uruk V », v. 3500-3350 av. J.-C.). Les tablettes numériques se différencient des bulles par le fait qu'elles ne contiennent pas de jetons, mais sont des morceaux d'argile aplatis sur lesquels des jetons sont imprimés ou des signes numériques sont inscrits, souvent accompagnés d'impressions de sceaux. Ces mêmes signes se retrouvent sur des bulles d'argile, ce qui rend difficilement contestable le lien entre les deux, et il est admis que les signes numériques dérivent des jetons imprimés sur les bulles-enveloppes, certains signes numériques au moins ayant été faits par l'impression de jetons dans de l'argile. Les signes faits à l'aide de calames sont des ronds ou des entailles/encoches plus ou moins épais et allongés, ce qui indique qu'ils renvoient à des systèmes de numération différents, manifestement les ancêtres de ceux de l'époque proto-cunéiforme. Mais ils sont mal compris, chaque site semblant présenter des variantes propres,,. Les sceaux imprimés sur les tablettes permettent manifestement d'identifier les institutions ou individus impliqués dans la transaction, voire les produits concernés.

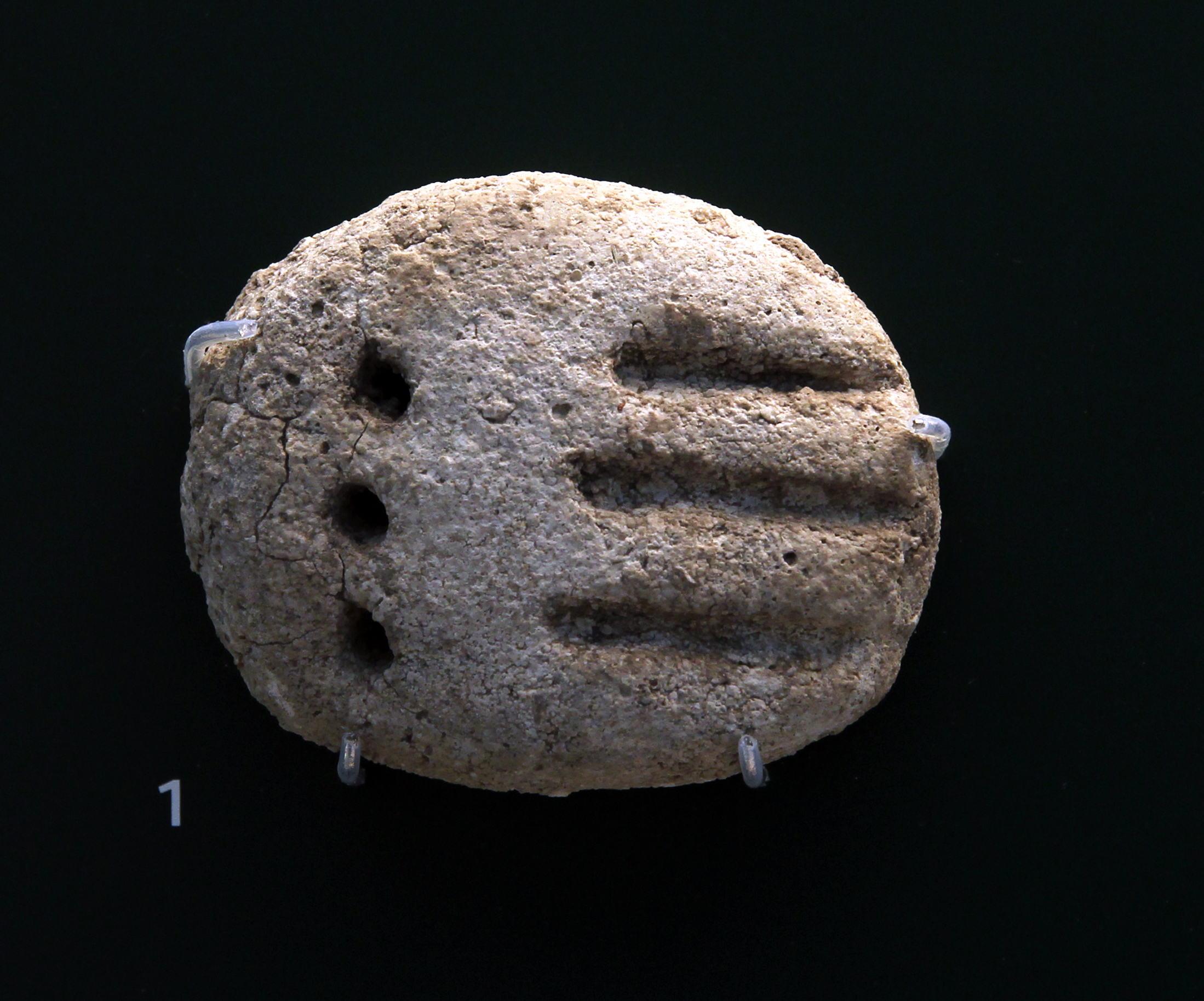
Tablette numérique en gypse provenant de Basse Mésopotamie. British Museum.
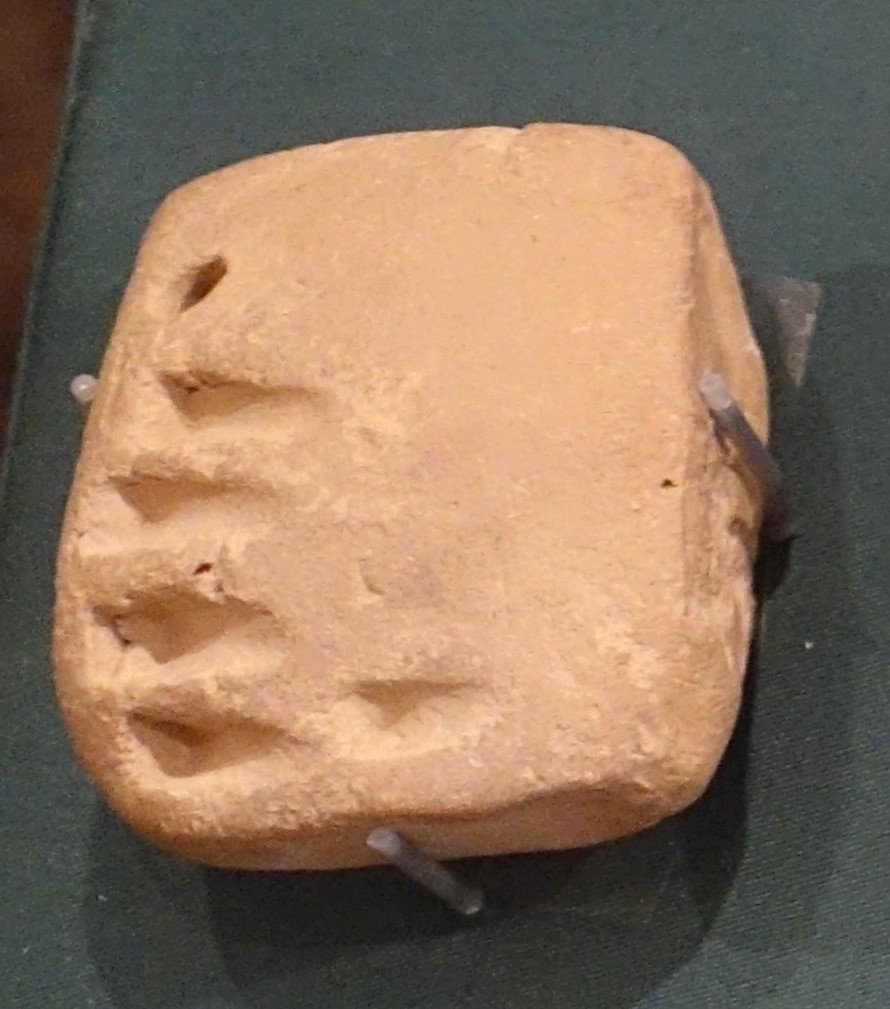
Tablette numérique provenant de Khafadje. Musée de l'Institut oriental de Chicago.
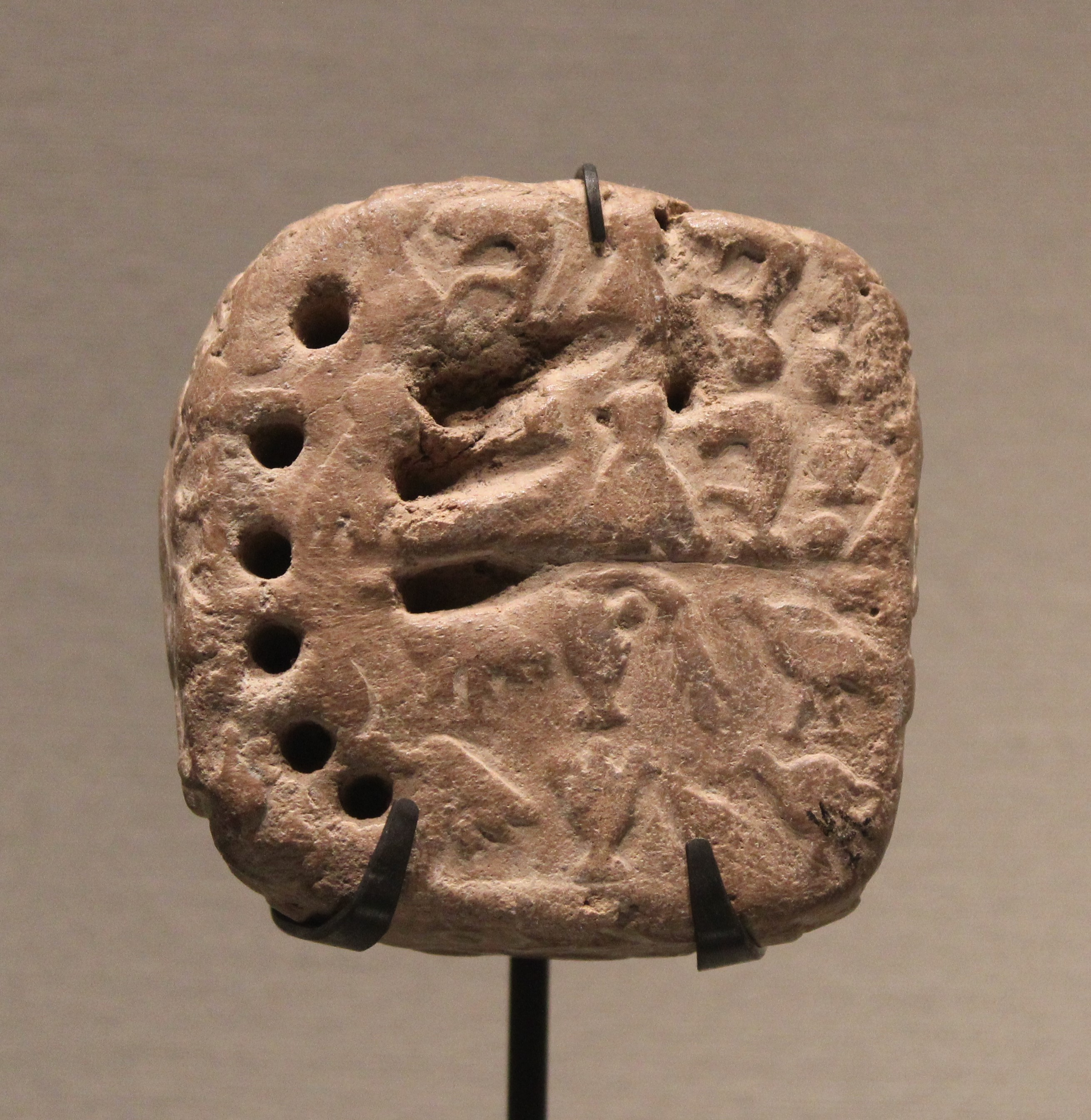
Tablette d'argile avec deux types de signes numériques et l'empreinte de deux sceaux-cylindres. Suse, niveau II, Uruk récent. Musée du Louvre.
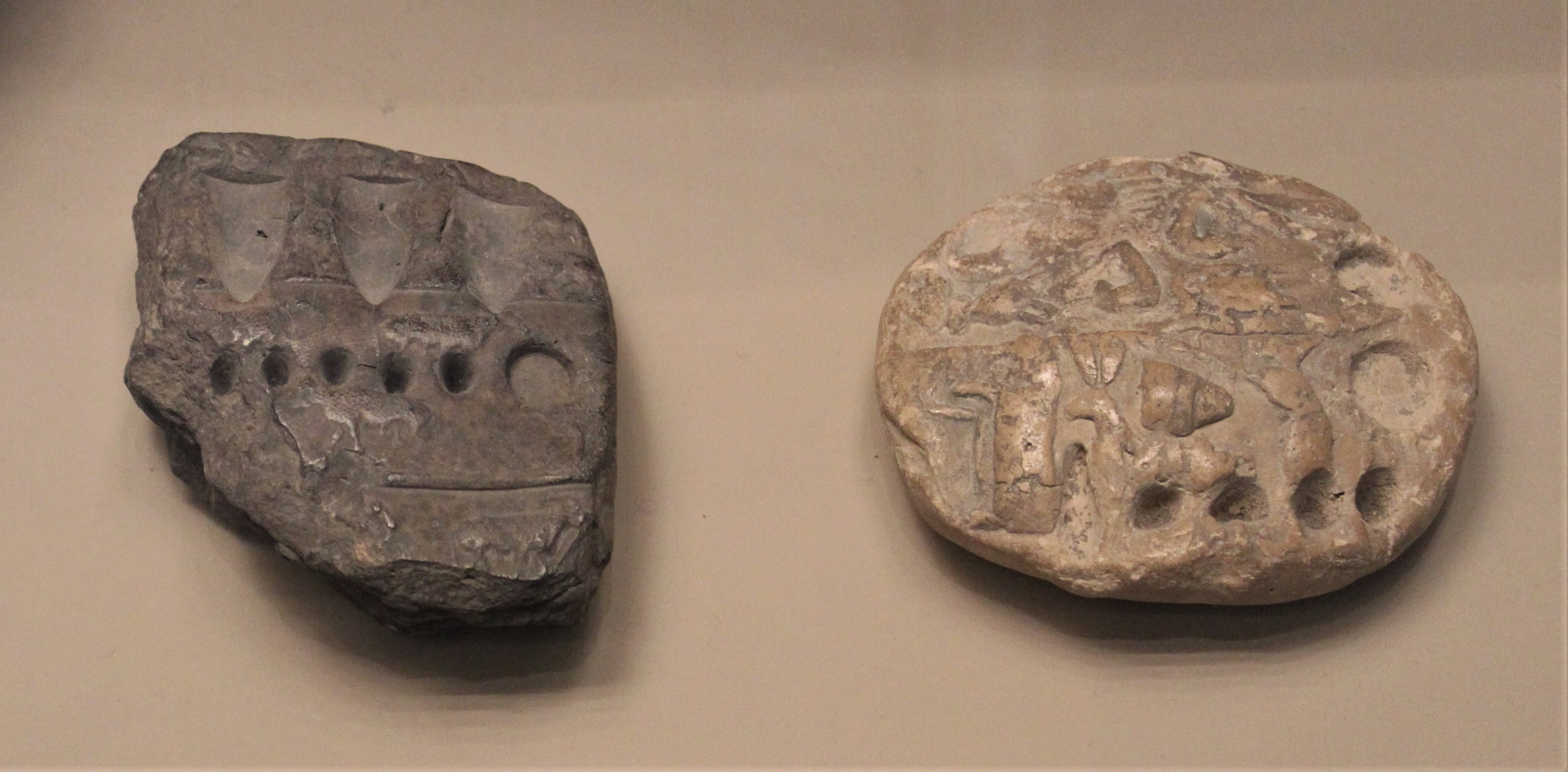
Deux tablettes d'argile avec différents types de signes numériques et des empreintes de sceaux-cylindres. Suse, niveau II, Uruk récent. Musée du Louvre.

### Les tablettes numéro-idéographiques
À Uruk et en Iran (Suse, Godin Tepe) ont été trouvées quelques tablettes comprenant des signes numériques accompagnés d'un ou deux signes idéographiques. Elles ont été surnommées par Englund tablettes « numéro-idéographiques ». Les pictogrammes représentent des objets discrets, donc des produits (et pas de personnes ou d'institutions) : moutons, jarres, fruits, produits textiles. Elles sont datées des niveaux précédant l'apparition de l'écriture proto-cunéiforme (Uruk V, niveau 17 de l'Acropole de Suse). Il s'agirait d'une évolution des tablettes numériques, et du chaînon manquant entre les systèmes numériques évoqués précédemment et les premières tablettes écrites,,.

### Les sceaux-cylindres
Sans être intégrés dans la chaîne des instruments de comptabilité ayant servi d'antécédents aux premiers textes écrits, les outils de scellement apparaissent systématiquement dans les contextes des précurseurs de l'écriture, et sont souvent imprimés sur des bulles-enveloppes et des tablettes numériques. Ils sont peut-être élaborés en Susiane. Depuis l'époque néolithique, des sceaux-cachets se retrouvent sur divers sites du Proche-Orient, mais l'époque d'Uruk voit une évolution fondamentale se produire avec l'apparition des sceaux-cylindres, qui les remplacent au moins à partir de l'époque d'Uruk moyen (au milieu du IVe millénaire av. J.-C.). Comme leur nom l'indique, le motif du sceau est gravé sur un cylindre, de façon à être déroulé sur une surface d'argile en répétant le motif plusieurs fois. On les retrouve sur des bulles-enveloppes, des tablettes, aussi des bulles d'argile servant à sceller des sacs, des jarres ou des portes. Ils fonctionnent comme une « signature » du responsable de la transaction ou du stockage, et dans certains cas leur impression pourrait servir d'accusé de réception. Ils représentent une institution, un bureau ou un individu, certains comportant des symboles ou emblèmes qui semblent identifier un organisme précis, mais dont l'identité reste quasiment impossible à déterminer,.

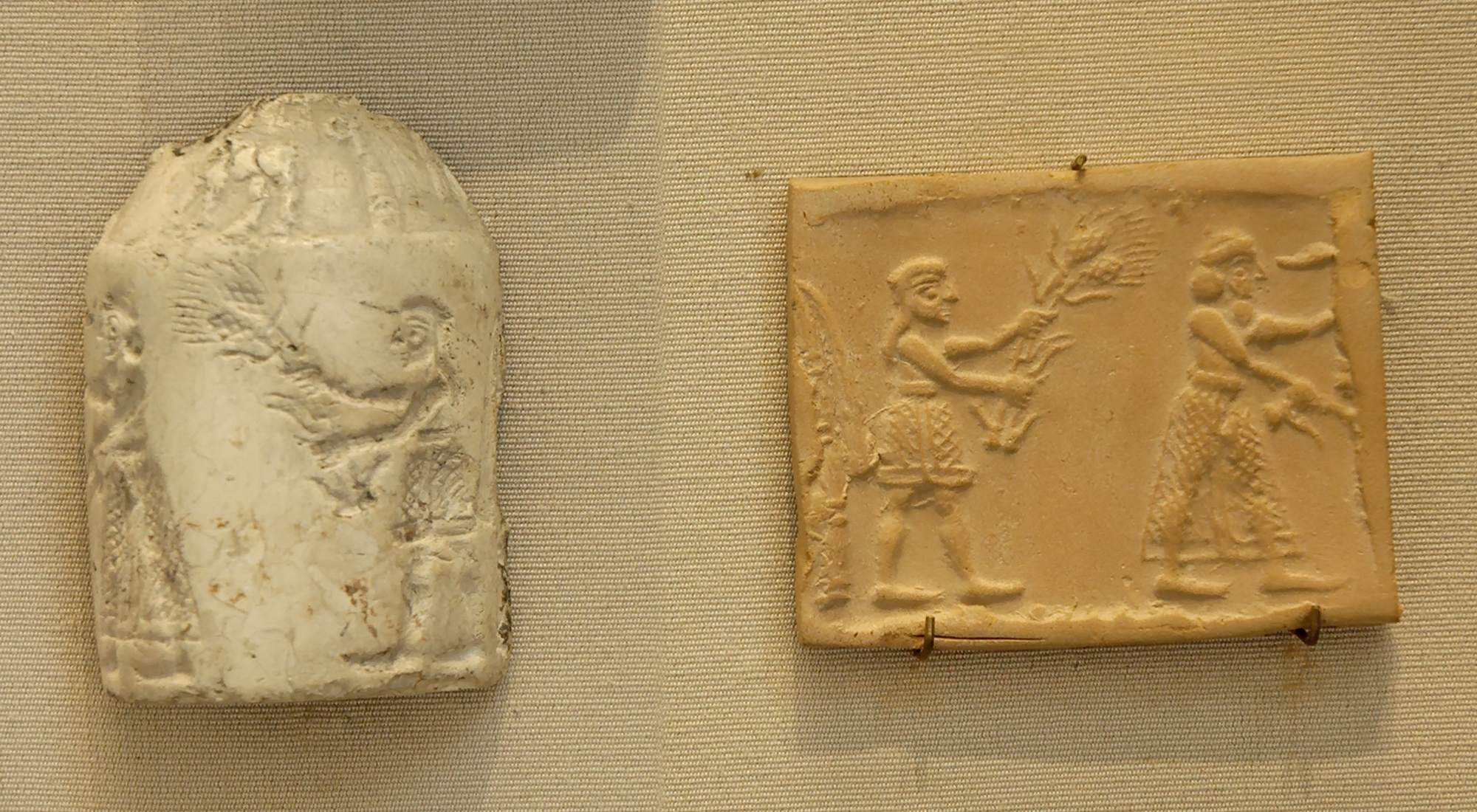
Sceau-cylindre en calcaire et son impression : le roi et son acolyte nourrissant un troupeau sacré, période d'Uruk final. Musée du Louvre.
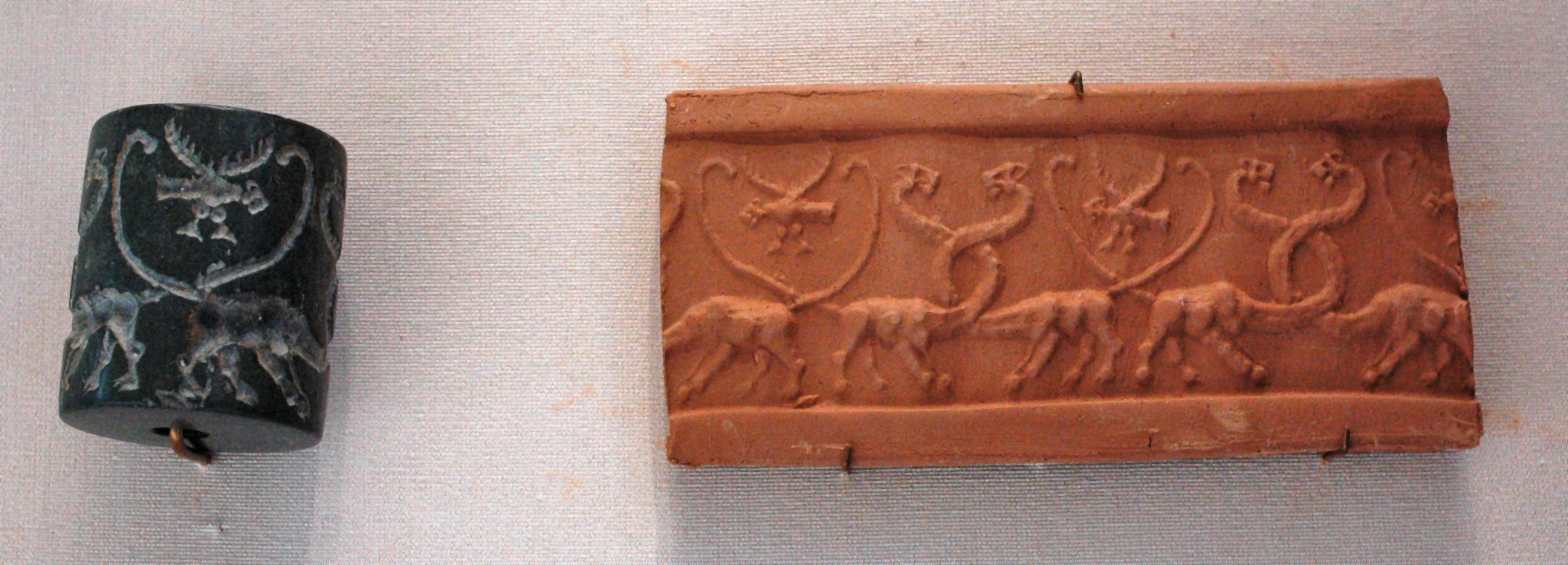
Sceau-cylindre en jaspe et son impression : chimères (« serpopards ») et aigles à tête de lion. Musée du Louvre.
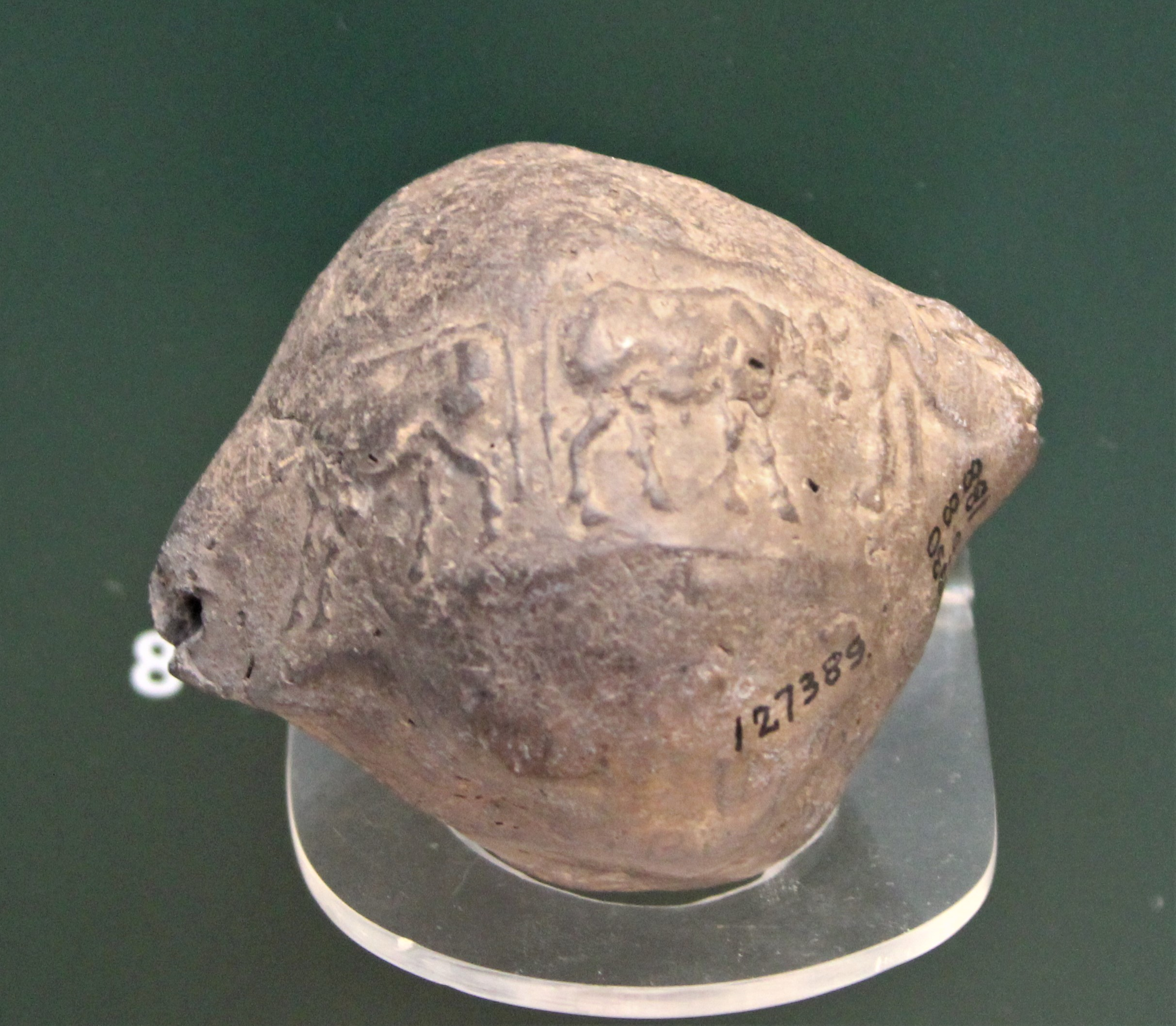
Bulle d'argile mise au jour à Ninive, originellement fixée sur un nœud fermant un contenant, imprimée d'un sceau-cylindre représentant une ronde d'animaux. British Museum.
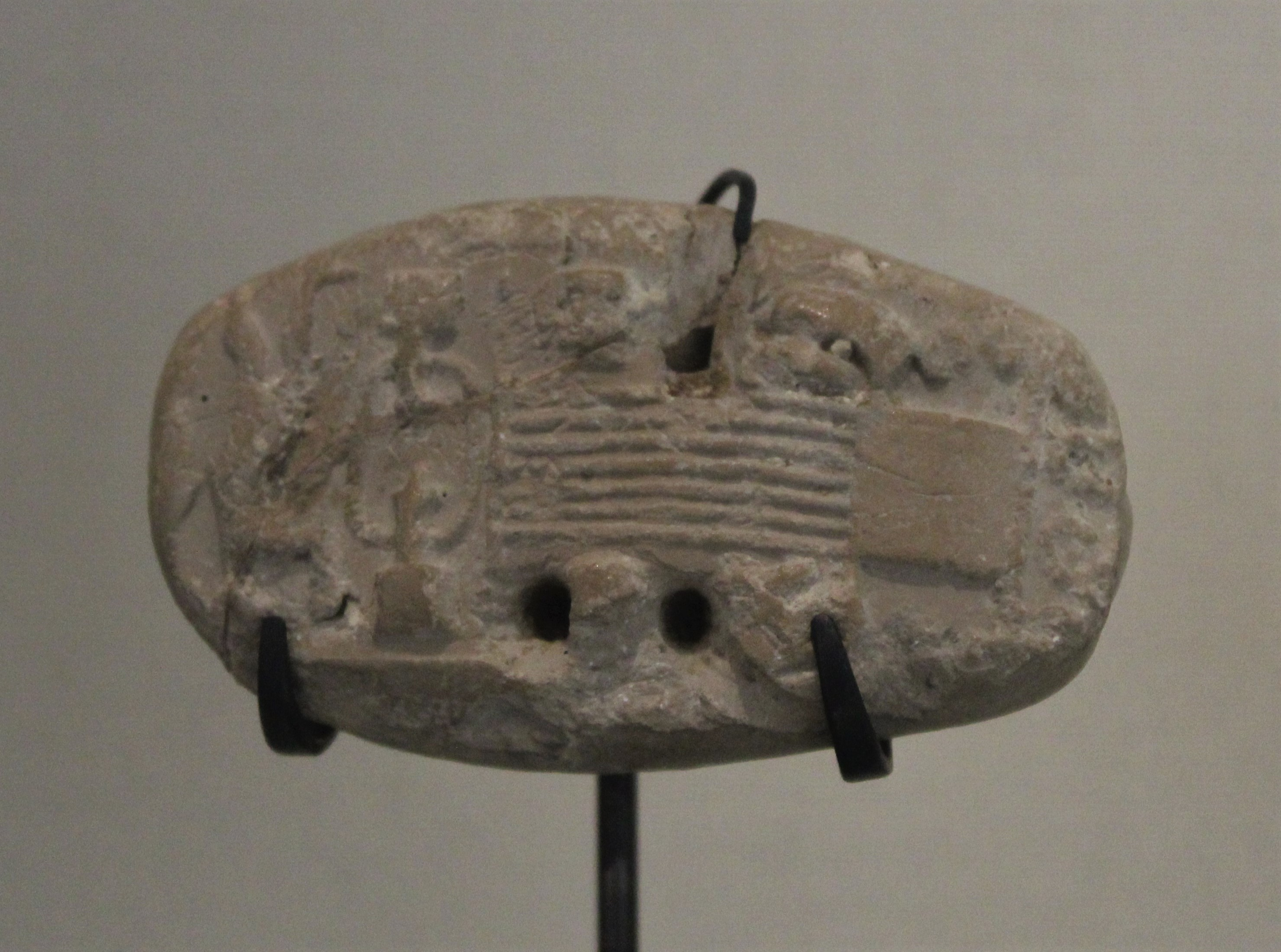
Tablette numérique avec empreinte de sceau-cylindre représentant une scène de tissage. Suse, niveau II, Uruk récent. Musée du Louvre.
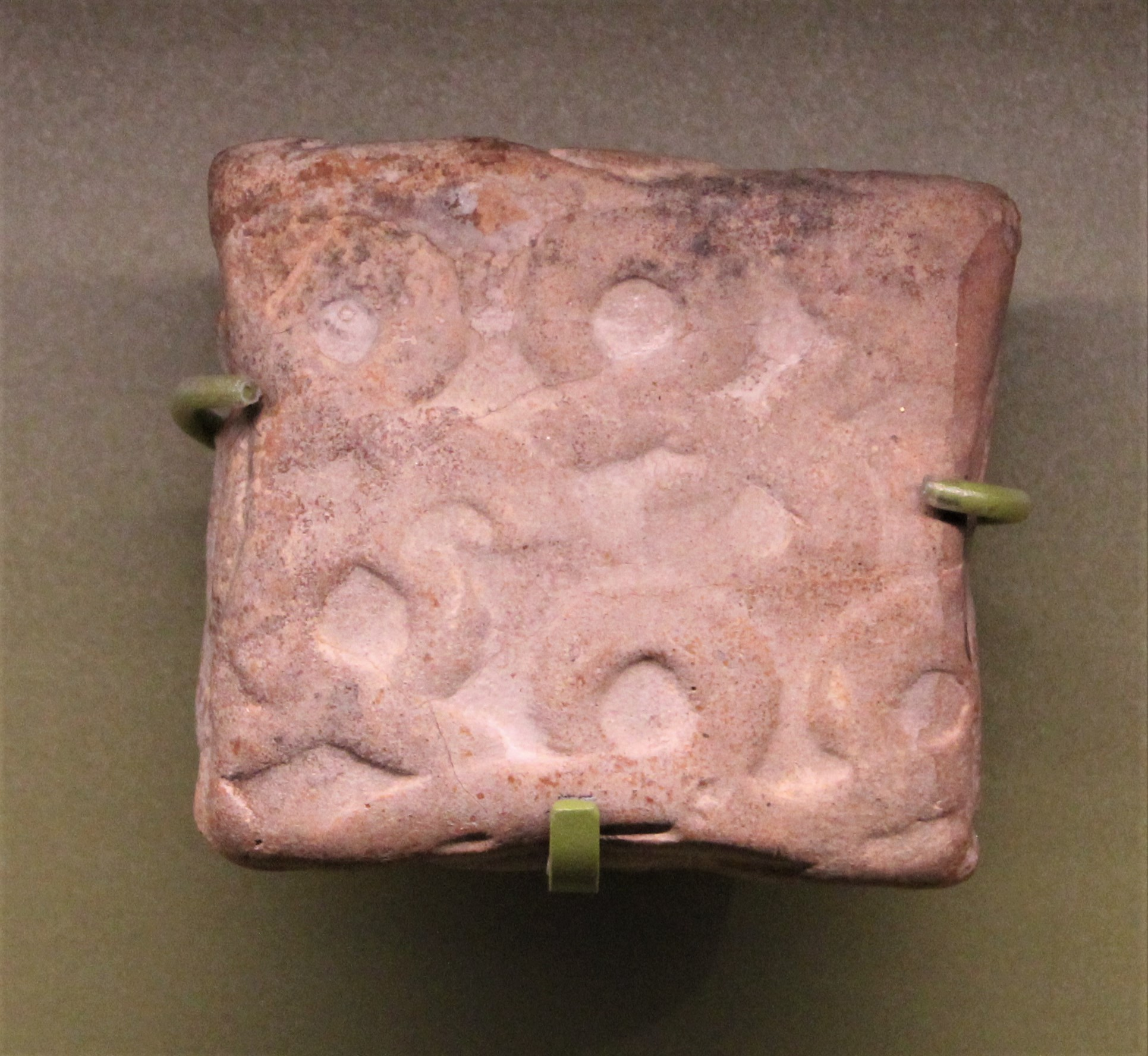
Revers d'une tablette de comptabilité de Djemdet-Nasr (Uruk III), imprimée d'un sceau-cylindre à motifs d'entrelacs. Ashmolean Museum.

### Scénarios d'évolution vers l'écriture
La mise en relation de ces différents outils de comptabilité et d'administration a progressivement abouti à l'idée selon laquelle ceux-ci auraient constitué des précurseurs de l'écriture, ce qui a conduit à l'élaboration de scénarios évolutifs concluant que l'écriture mésopotamienne avait une origine comptable, ou du moins gestionnaire.
À partir les années 1960, Maurice Lambert et surtout Pierre Amiet sont, sur la base de la documentation de Suse (phase II), les premiers à établir un lien entre les jetons, les bulles-enveloppes et les tablettes numériques en tant que témoignages de systèmes de comptabilité précédant l'apparition de l'écriture, et donc les premiers à considérer les jetons et bulles comme des instruments comptables. Une autre étude capitale dans la compréhension des origines de l'écriture effectuée sur la base de la documentation de Suse est celle d'A. Le Brun et F. Vallat à partir d'un sondage stratigraphique mettant clairement en évidence l'antériorité des jetons associés à des bulles d'argile (niveau 19), avant l'apparition des signes numériques sur les bulles (niveau 18), avant les tablettes numériques qui apparaissent tandis que les bulles se raréfient (niveau 17), précédant le niveau au cours duquel apparaissent les signes pictographiques dits « proto-élamites » (niveau 16, séparé du précédent par un hiatus chronologique de durée indéterminée). En revanche à Uruk le contexte archéologique est trop incertain pour clairement établir que les tablettes numériques sont plus anciennes que les premiers textes comportant des pictogrammes, même si c'est le plus probable.
À la fin des années 1970, Denise Schmandt-Besserat développe les propositions d'Amiet et commence à élaborer un scénario évolutif qui relie les jetons, les tablettes numériques et les premiers textes écrits, afin de démontrer l'origine comptable de l'écriture au Moyen-Orient. Elle produit un traitement systématique en 1992, qui prend une importance considérable dans les études sur l'origine de l'écriture, avant d'en donner une version synthétique. Elle propose des interprétations sur les fonctions comptables des différents types de jetons, et identifie spécifiquement et clairement le passage des instruments de comptabilité à l'écriture. Selon elle il existe des similitudes visuelles évidentes entre au moins une cinquantaine de signes primitifs écrits et les jetons « complexes » (décorés). Cela implique donc que les premiers sont dérivés des seconds, tandis que les signes numériques seraient dérivés des jetons « simples » (non décorés). Les jetons seraient des instruments comptables employés depuis plusieurs millénaires, qui à l'époque d'Uruk se complexifient par leur forme comme par leur usage, notamment en étant intégrés dans des bulles et imprimés sur celles-ci. Le fait d'imprimer les jetons rend leur inclusion dans une bulle progressivement inutile, aussi ils disparaissent et sont remplacés par des signes les représentant. La bulle, quant à elle, s’aplatit en une tablette au maniement plus commode qui comporte pourtant autant d'informations.
Ces travaux ont relancé les réflexions sur l'origine de l'écriture, en suscitant de nombreux débats,,. Leur principal apport a été d'imposer l'idée selon laquelle la première écriture (en particulier ses signes numériques) dérive des instruments de comptabilité qui la précèdent. Néanmoins dans le détail les interprétations de Schmandt-Besserat sur la fonction des différentes formes de jetons ainsi que son scénario évolutif du jeton au signe écrit, n'ont pas été retenus, car il a été jugé que ses démonstrations présentent des incohérences, et surtout qu'elles manquent de preuves. Son analyse intègre notamment une partie des jetons qui n'ont probablement pas eu une fonction comptable. En outre, les ressemblances visuelles qu'elle identifie entre les jetons complexes et les signes non-numériques de la première écriture sont pour la plupart jugées peu convaincantes. Cela indique qu'à quelques exceptions près les inventeurs des premiers signes non-numériques ne se sont pas inspirés des jetons. En tirant les conclusions des apports de ses travaux aux études sur l'origine de l'écriture, Englund considère que :

« Bien que l'archéologue [D. Schmandt-Besserat] ait été critiquée pour avoir surinterprété à la fois la systématisation et la différenciation iconique de ces petits objets en argile, il ne fait aucun doute qu'au moins un sous-ensemble composé de plusieurs de ses artefacts géométriques simples représente les précurseurs de l'écriture en Mésopotamie, et donc que le cunéiforme commença par des signes numériques. »

En fin de compte, le lien le plus évident qui ressort de ces différents travaux est la mise en évidence de la filiation entre les bulles-enveloppes contenant des jetons et les tablettes comportant des signes numériques, par l'intermédiaire d'autres procédés successivement mis au point : les bulles sont d'abord employées pour comptabiliser à l'aide de jetons, puis on prend l'habitude d'imprimer des jetons et des signes dessus, et ensuite les jetons disparaissent, la bulle est aplatie pour devenir une tablette contenant des signes numériques. Ces tablettes numériques constituent elles-mêmes un stade intermédiaire entre les systèmes comptables précédant l'écriture et les premières tablettes proto-cunéiformes. Cette chaîne évolutive est probablement à compléter en y intégrant les quelques tablettes « numérico-idéographiques » qui semblent précéder directement l'apparition de l'écriture.
Le site de Tell Brak en Syrie du nord a également livré deux petites tablettes ou étiquettes comprenant des signes pictographiques zoomorphes associés à ce qui semble être des signes numériques. Leur contexte archéologique est incertain mais semble proche de celui de l'invention de l'écriture. Elles dateraient donc de la période d'Uruk récent, mais leur place exacte dans la chaîne d'évolution vers l'écriture est à déterminer : elles pourraient représenter une tradition pictographique locale différente de celle de la Basse Mésopotamie, voire un antécédent à l'écriture,. En l'état actuel des connaissances le nord de la Mésopotamie et la Syrie n'ont assurément livré que des tablettes numériques pour ces périodes, et semblent rester à l'écart des évolutions conduisant à l'apparition des premiers signes écrits telles qu'elles ressortent de la documentation des sites situés au sud, notamment Uruk et Suse.

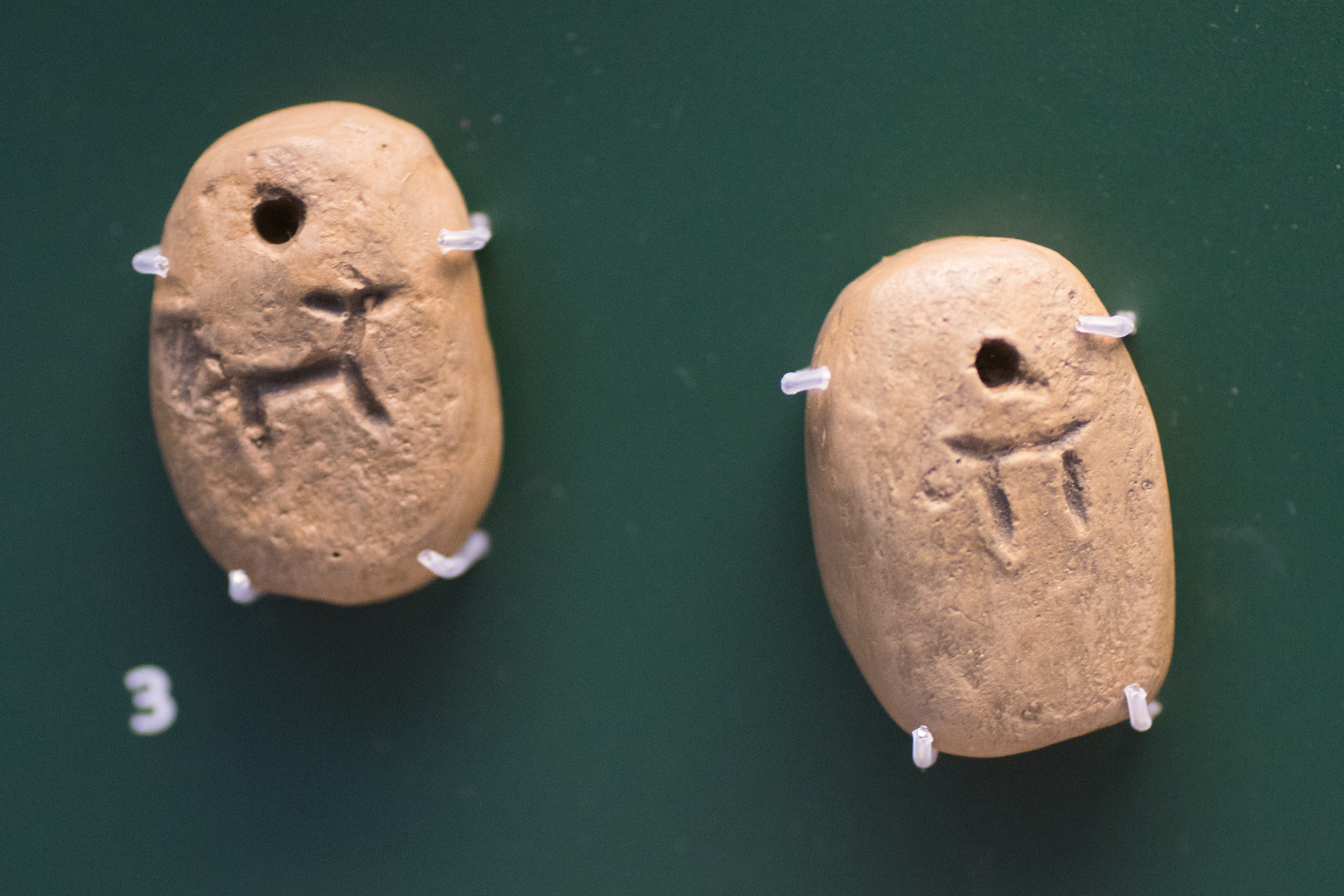
Étiquettes pictographiques de Tell Brak, attribuées à la période d'Uruk récent. Reproductions exposées au British Museum.

Le premier système d'écriture présente une différence fondamentale avec ses précurseurs puisqu'il y ajoute de nombreux nouveaux éléments, les codifie et les intègre dans un ensemble novateur, selon Woods :

« La première écriture, que nous pouvons définir comme la représentation univoque de la parole, emprunta des symboles provenant d'outils administratifs préexistants et de traditions artistiques, ajouta de nombreux éléments nouveaux, et codifia et intégra l'ensemble dans un système qui était fondamentalement différent des systèmes de communication qui la précédaient. »

Le développement des outils de comptabilité semble en fin de compte participer d'une dynamique d'innovations dont relève également l'apparition de l'écriture, qui aboutit à la mise en place de systèmes symboliques élaborés à des fins gestionnaires. Il est, en outre, possible d'élargir les sources d'inspiration de la première écriture aux systèmes de représentation visuelle de l'époque d'Uruk. Selon Cooper :

« Le proto-cunéiforme puise d'une part dans le système fruste de notation numérique des jetons, et d'autre part dans une longue tradition de représentation picturale et symbolique connue notamment par l'art glyptique. »

Les liens entre, d'une part, les premiers signes écrits et, d'autre part, les sceaux-cylindres et leurs images en particulier ont donc été interrogés : les deux participent d'une même volonté d'enregistrer des informations, et d'une réflexion sur la manière de représenter les choses, et aussi l'abstrait et l'intangible. Il y a probablement des influences réciproques,,.

## Les textes proto-cunéiformes
Le système d'écriture archaïque qui apparaît en Mésopotamie dans la seconde moitié du IVe millénaire av. J.-C. est couramment surnommé « proto-cunéiforme », car il est l'ancêtre du cunéiforme mais il s'en distingue par plusieurs aspects. Il est connu par des tablettes provenant majoritairement du site d'Uruk, regroupées en deux ensembles qui reflètent deux stades de son évolution, appelés d'après les niveaux stratigraphiques du site-témoin, Uruk IV (3350-3200 av. J.-C.) et Uruk III (v. 3200-3000 av. J.-C.). Selon une estimation effectuée par G. Selz en 2020 à partir des données relatives aux textes cunéiformes numérisés par la Cuneiform Digital Library Initiative, au moins 1 861 textes et fragments attribués à la phase dite Uruk IV sont connus, et 4 882 textes et fragments attribués à l'Uruk III.

### Découverte et historique des études

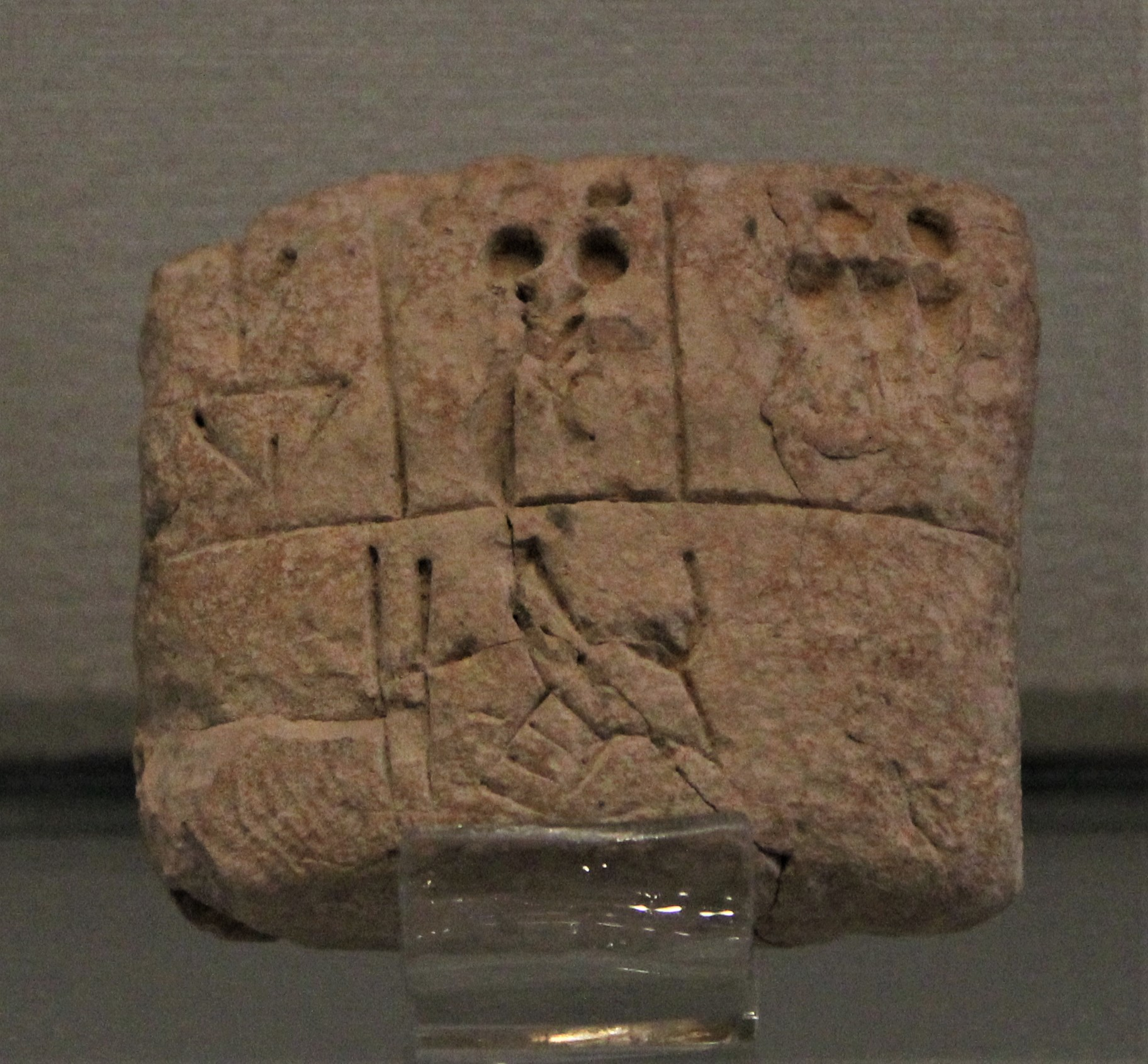
Tablette proto-cunéiforme issue de fouilles clandestines, probablement à Djemdet Nasr, vendue par Géjou au Louvre en 1924.

Les tablettes archaïques de l'époque d'Uruk sont d'abord découvertes sur le marché des antiquités issu de fouilles clandestines. Provenant probablement du site de Djemdet Nasr, elles sont acquises par les fouilleurs allemands actifs sur le site de Fara (Shuruppak) en 1903 puis en 1915. D'autres tablettes issues de fouilles illégales sont acquises par le marchand d'antiquités J. E. Géjou en 1915, vendues à d'autres marchands d'antiquités, au Musée du Louvre ainsi qu'au British Museum. Les premières tablettes issues de fouilles régulières proviennent du site de Djemdet Nasr fouillé par des Anglais à partir de 1925 et sont étudiées par S. Langdon. À partir de 1928, après d'autres découvertes éparses, les fouilles allemandes du site de Warka, l'antique Uruk, mettent au jour des milliers de tablettes de l'époque d'Uruk dont les textes sont contemporains de ceux de Djemdet Nasr et d'autres manifestement plus anciens. Ces tablettes sont étudiées par Adam Falkenstein qui entame leur publication dans Archaische Texte aus Uruk (1936). Un des élèves de Falkenstein, Hans J. Nissen, entame dans les années 1970 un projet d'édition et réédition des tablettes d'Uruk, dans une série qui reprend le nom Archaische Texte aus Uruk (ATU), alors que des textes d'autres provenances paraissent dans la série des Materialen zu den Frühen Schriftzeugnissen der Voderen Oriens (MVSO). Cependant, si ce travail collectif, mobilisant notamment — en plus de Nissen — R. K. Englund, P. Damerow, J. Friberg, M. Green et J.-P. Grégoire, fait considérablement progresser la compréhension de ces premiers témoignages de l'écriture en Mésopotamie, de nombreuses zones d'ombres demeurent encore et les significations de nombreux signes et de textes sont discutées entre les spécialistes,,,.

### Datation et périodisation
La fin du IVe millénaire av. J.-C., période des tablettes proto-cunéiformes, est divisée en Mésopotamie entre deux phases archéologiques et, également en référence aux couches archéologiques, fouillées dans le secteur de l'Eanna d'Uruk : d'abord la période d'Uruk récent, coïncidant avec les niveaux VI, V et IV de l'Eanna, puis la période de Djemdet Nasr, coïncidant au niveau III de l'Eanna, qui lui succède. La césure entre les deux est traditionnellement placée autour de 3100 av. J.-C., mais des études récentes reposant sur le carbone 14 effectuées à partir de restes de charbon du niveau IV de l'Eanna sembleraient plutôt indiquer qu'elle se produit aux environs de 3300 av. J.-C.,. Les datations sont approximatives, et d'une manière générale la chronologie de la période est très discutée et de nombreuses incertitudes ne peuvent être levées.
La plupart des tablettes proto-cunéiformes ayant été retrouvées à Uruk, leur périodisation est établie en fonction de celle de l'Eanna. Mais il est compliqué de les dater en fonction de la couche archéologique dans laquelle elles ont été exhumées par les archéologues : des « contaminations » se sont produites entre les différents niveaux et la plupart des tablettes ont été retrouvées hors de leur contexte originel de rédaction (voir ci-dessous). En outre, dans les anciens rapports de fouilles, les lieux de trouvaille sont souvent répertoriés de façon imprécise. En conséquence, pour dater les tablettes, les spécialistes se reposent avant tout sur des critères paléographiques (les formes des signes, l'aspect des tablettes), qui permettent de définir au sens large deux périodes correspondant aux phases IV et III de l'Eanna,,. Cette méthode est d'autant plus utile que les chronologies des autres sites ayant livré des tablettes contemporaines ne sont pas forcément plus claires et il est souvent très difficile pour cette période de faire coïncider des niveaux archéologiques de sites différents (les tablettes étant du reste un des éléments de datation),.
Si, par convention, la date de 3200 av. J.-C. est couramment retenue comme date de l'invention de l'écriture, les analyses récentes sur la datation des niveaux d'Uruk évoquées ci-dessus incitent à la faire remonter plus haut dans le temps. Les propositions de datation dépendent aussi de la définition donnée à l'écriture par les uns et les autres (voir plus bas). Englund (en 2015) propose une date autour de 3350 av. J.-C. pour l'apparition des signes non-numériques marquant la naissance du proto-cunéiforme, Nissen (en 2016) aux alentours de 3300 av. J.-C., Glassner (en 2020) une invention de l'écriture au cours du XXXIVe siècle av. J.-C..
Schématiquement, les différentes tablettes proto-cunéiformes sont rangées dans deux catégories, suivant le classement opéré en 1936 par A. Falkenstein au regard des critères paléographiques des tablettes. Elles sont dénommées en fonction des phases archéologiques générales de l'Eanna d'Uruk auxquelles elles correspondent, et il n'y a généralement pas lieu d'affiner la chronologie en sous-périodes. Sont donc retenues deux phases de l'écriture proto-cunéiforme,, :
- Uruk IV : il s'agit des tablettes qui sont les premiers témoins de l'écriture proto-cunéiforme, datées de la période d'Uruk tardive[70]. Les tablettes sont de petite taille, les signes sont constitués de lignes continues, droites ou courbes. Il n'y a aucune indication qu'un stade antérieur de cette écriture ait existé : les tablettes d'Uruk IV sont directement précédées chronologiquement par les « précurseurs » vus plus haut, et représentent selon toute vraisemblance le stade le plus ancien de l'écriture[2]. La Cuneiform Digital Library Initiative retient pour dates de cette période la fourchette allant de 3350 av. J.-C. à 3200 av. J.-C.[8]
- Uruk III : il s'agit des tablettes présentant un profil plus complexe, témoignant de l'essor de l'écriture voire d'une série de réformes : le nombre de signes du répertoire augmente considérablement, les traits sont plus brefs, les formes sont moins arrondies et plus linéaires, le format des tablettes devient plus sophistiqué, des conventions d'écriture apparaissent[71]. Ces tablettes sont contemporaines de la période archéologique dite de Djemdet Nasr[70]. La Cuneiform Digital Library Initiative retient pour cette phase la fourchette 3200-3000 av. J.-C.[72]

### Provenance

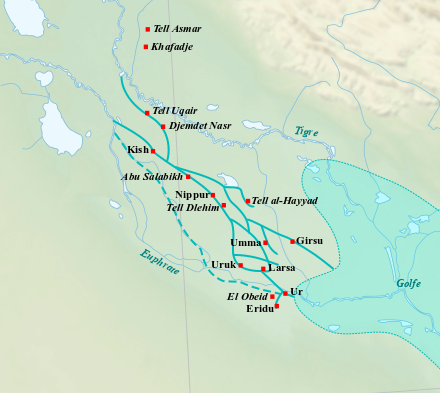
Localisation des sites principaux de Mésopotamie méridionale des périodes d'Uruk et de Djemdet Nasr.

La grande majorité de la documentation proto-cunéiforme provient du secteur monumental de l'Eanna d'Uruk : environ 5 000 textes et fragments datés d'Uruk IV et III. Leur contexte de découverte permet rarement de les attribuer à une période précise : après avoir perdu leur usage administratif, beaucoup ont en effet été mis au rebut ou ont servi de matériau de remblayage lors du remaniement de constructions. Ils ont ainsi été retrouvés au milieu d'autres débris (tessons de poteries, restes d'animaux) dans les fondations de constructions. Néanmoins les groupes de textes et fragments retrouvés à un même endroit forment généralement un ensemble cohérent, ce qui indique qu'ils proviennent probablement d'une même archive,,.

Les constructions du niveau IV de l'Eanna.
Les constructions du niveau III de l'Eanna.

Les autres lieux de trouvaille majeurs sont Umma (Tell Jokha, issus de fouilles clandestines) pour 425 textes et Djemdet Nasr (nom antique inconnu) pour 242 textes datant de l'époque d'Uruk III. D'autres tablettes proto-cunéiformes de l'Uruk III ont été mises au jour sur le site de Tell Uqair, à Kish, peut-être à Larsa (Tell Senkereh), deux tablettes de Tell Asmar, des textes de provenance inconnue, issus de fouilles clandestines et du marché des antiquités, notamment une archive de 85 textes peut-être pillés à Uruk ou Djemdet Nasr et réunis dans une collection et 80 tablettes dispersées dans des collections particulières, publiées conjointement (MSVO 4).

### Supports
Pour les premiers textes écrits comme pour les précurseurs de l'écriture, les habitants du sud de la Mésopotamie ont employé de façon privilégiée les matériaux les plus abondants de leur région, qui sont également utilisés pour la construction et les objets : l'argile et le roseau. L'argile sert à façonner les supports de l'écriture, qui prennent avant tout la forme de tablettes, après avoir aussi servi à faire des bulles-enveloppes. Même si l'argile est de loin le matériau le plus courant, quelques textes sont toutefois écrits sur des tablettes de pierre et il est possible que d'autres supports périssables aient existé. Le choix de ce support qui résiste bien à l'épreuve du temps est à l'origine d'une grande quantité de documentation conservée pour le proto-cunéiforme, quantité remarquable en comparaison des premières écritures d'autres régions du monde. L'instrument qui permet de tracer les signes dans l'argile fraîche est fabriqué à l'aide d'une tige de roseau taillée : le calame. Durant la période de mise au point de l'écriture, les formes de ce calame se sont sans doute diversifiées et, avec le temps, deux configurations finissent par s'imposer : les calames dont l'embout est taillé en biseau qui impriment des marques cunéiformes pour les signes non-numériques et ceux dont l'embout est taillé en rond qui impriment des marques circulaires ou semi-circulaires pour les signes numériques.
Les plus anciennes tablettes proto-cunéiformes dérivent manifestement des tablettes numériques et ont un format simple : elles sont petites, écrites sur une seule face et comprennent un nombre limité d'informations. Les reçus de transactions préservent cette forme peu élaborée. Plus tard, apparaissent des tablettes plus grandes et plus complexes divisées en plusieurs cases organisées en rangées ou colonnes, écrites sur leurs deux côtés.

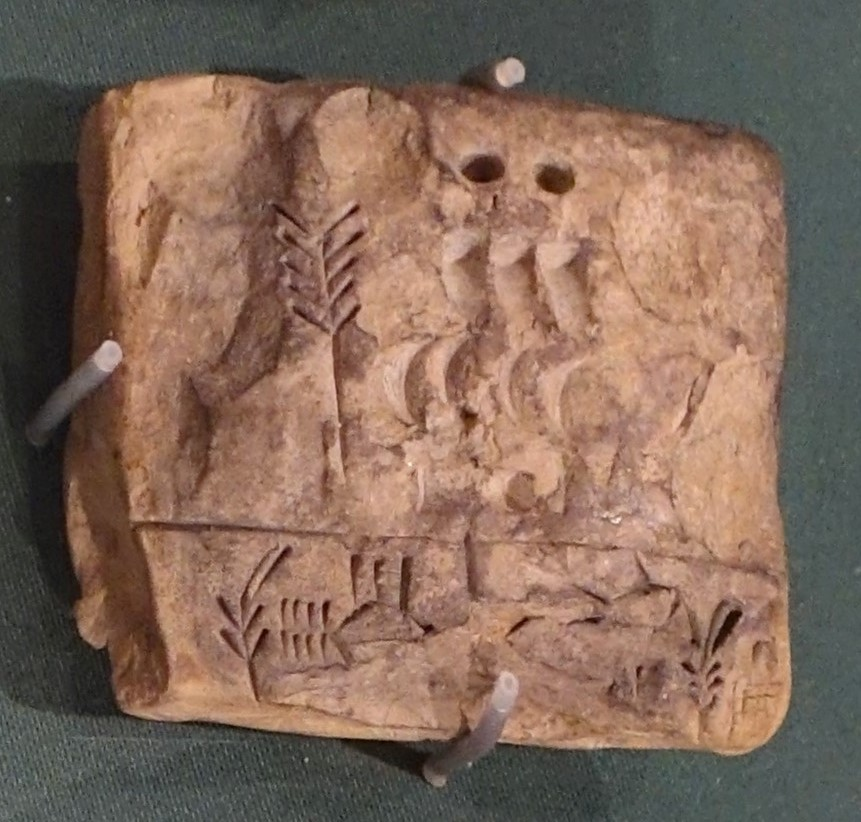
Tablette administrative carrée, Uruk III, Djemdet Nasr. Musée de l'Institut oriental de Chicago.
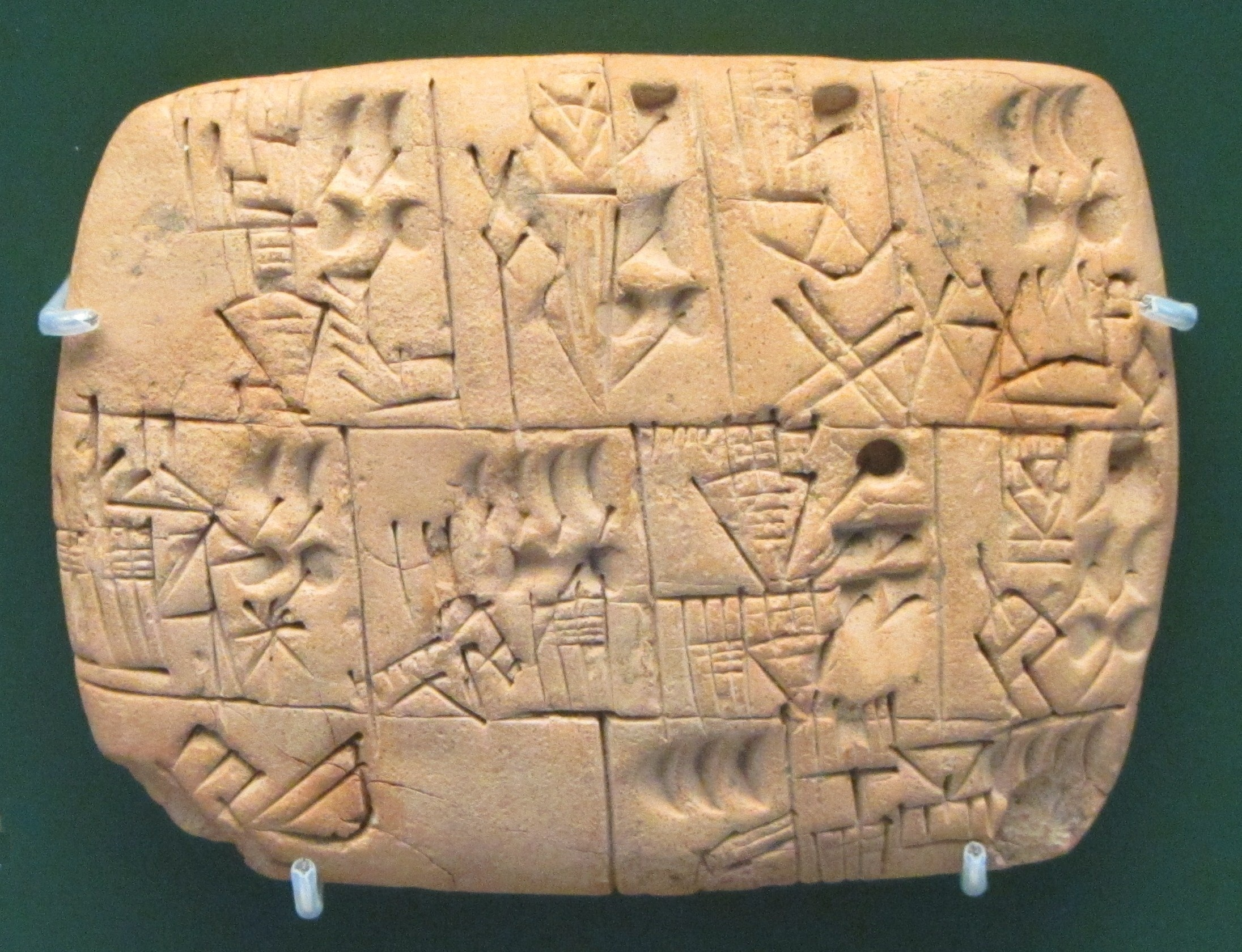
Tablette administrative rectangulaire, divisée en cases et rangées, Uruk III, provenance inconnue. British Museum. Enregistre la distribution de bière, représentée par le signe KAŠ, un vase dont l'intérieur est hachuré. Cinq types de signes numériques sont employés.
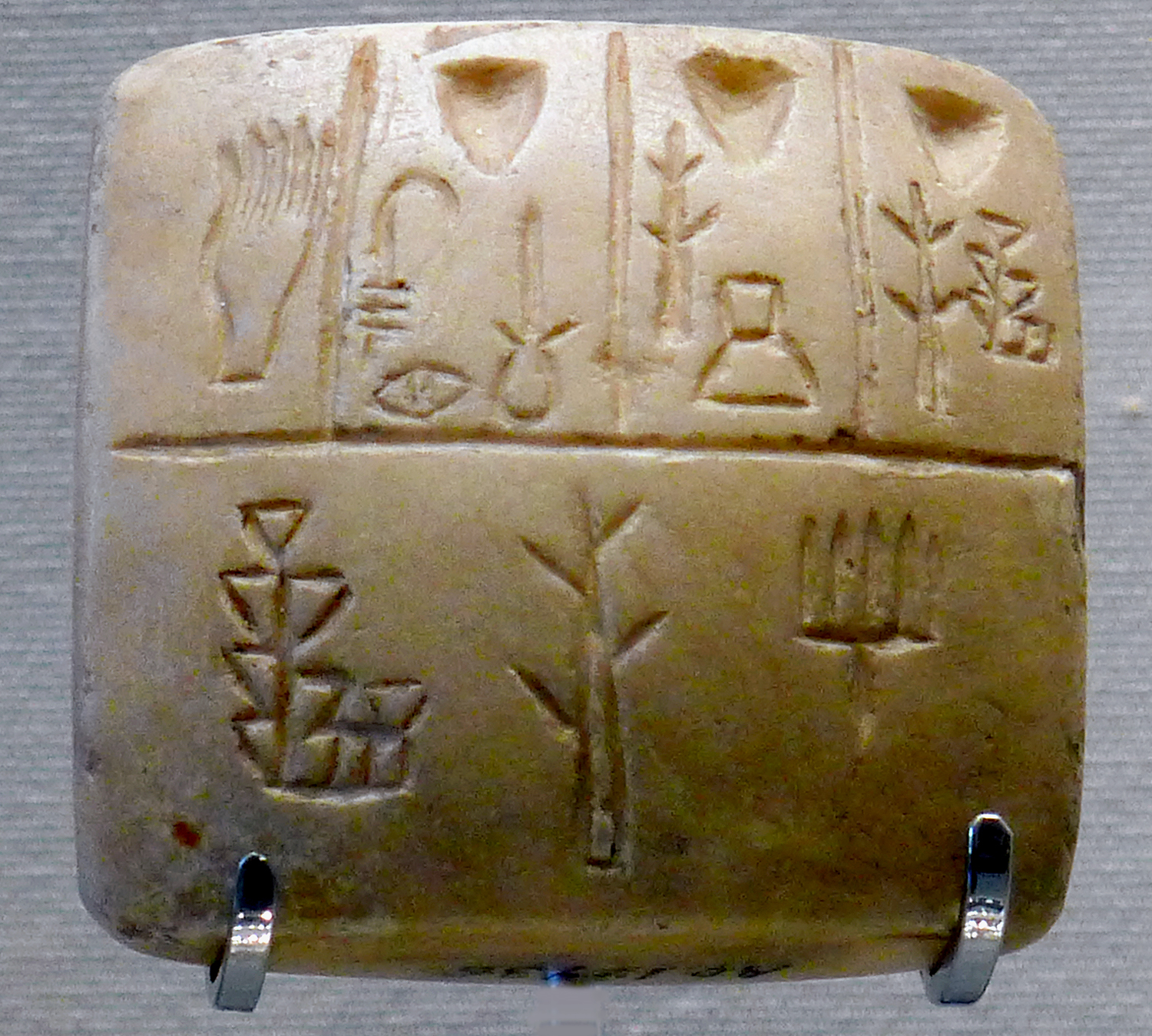
Tablette administrative en calcaire, Uruk III, provenance inconnue. Musée du Louvre. Liste de noms propres sur un registre de personnel (?).

D'autres tablettes d'argile sont bien plus simples : il s'agit de simples « étiquettes ». Elles sont appelées ainsi parce qu'elles sont percées d'un trou indiquant qu'elles étaient attachées par une corde à un contenant. Des inscriptions sur des vases ont également été découvertes.

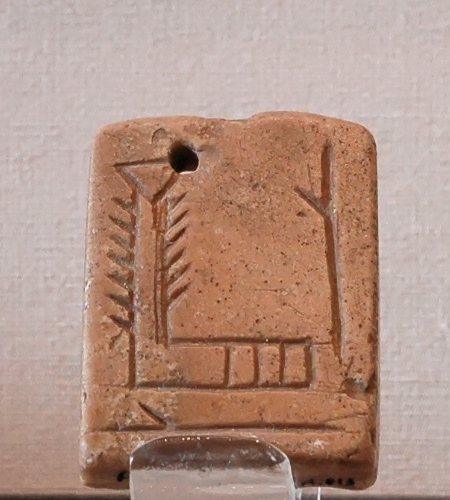
Étiquette avec le signe EN, Uruk III, provenance inconnue. Musée du Louvre.
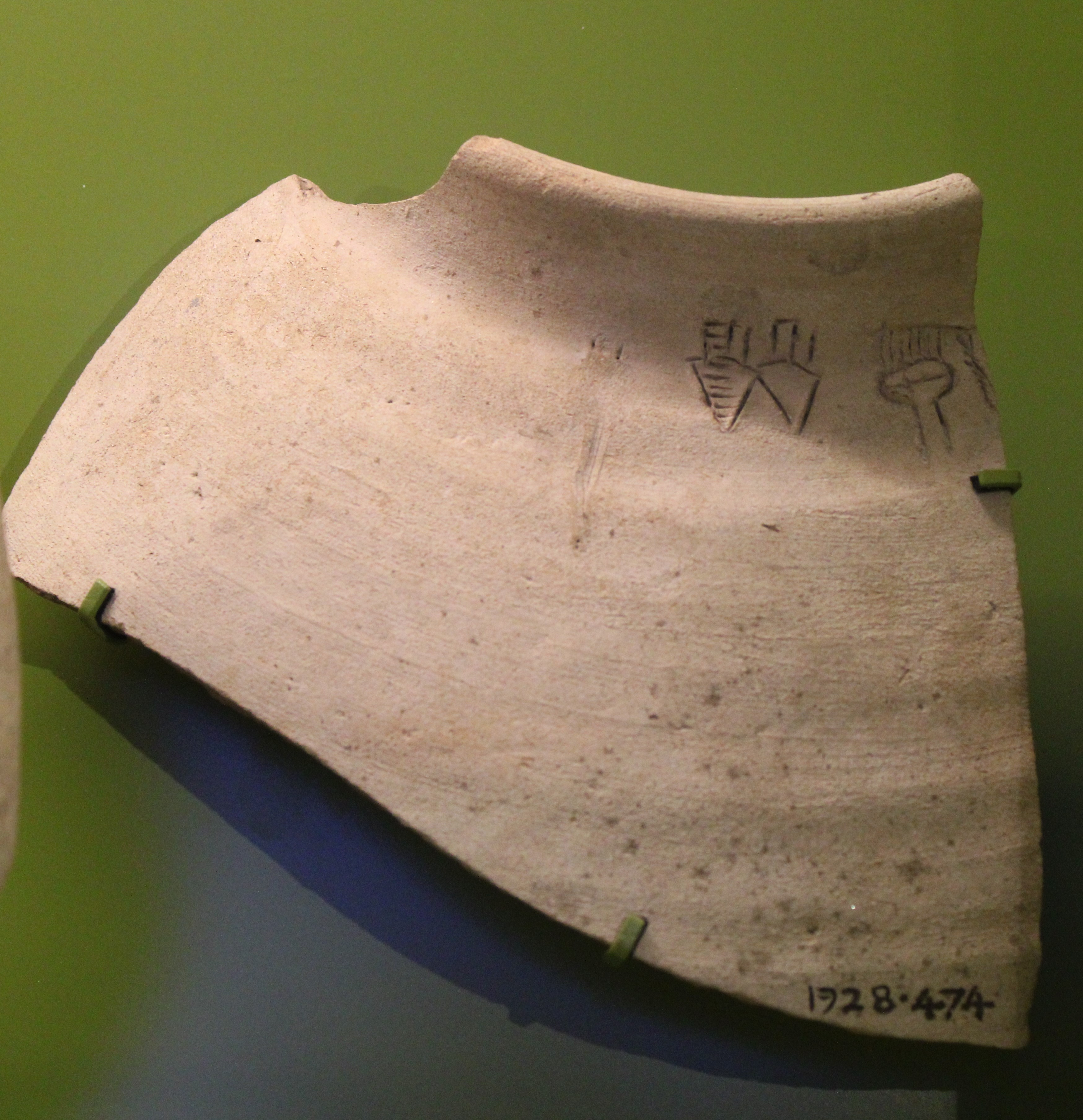
Fragment de vase avec inscription proto-cunéiforme, mis au jour à Djemdet Nasr (Uruk III). Ashmolean Museum. Les deux signes à gauche sont KAŠ « bière » et DUG « vase », ce qui indique le contenu du vase ; les deux signes à droite sont la séquence ENa NEa, probablement un titre ou une profession, le possesseur du vase.

### Nature des textes

#### Textes administratifs
La grande majorité des textes proto-cunéiformes sont de nature administrative, de l'ordre d'environ 85 %.
Les tablettes de l'époque d'Uruk IV, proches des tablettes numériques antérieures, sont généralement petites et écrites sur un seul côté, portent un nombre d'informations limité, sont concises. Elles associent souvent quelques signes numériques à des pictogrammes, en une seule entrée. Il s'agit d'identifier une transaction avec le produit, la quantité et la personne ou le bureau administratif qui reçoit ou expédie le bien. Dès l'époque Uruk IV apparaissent cependant des tablettes plus complexes : divisées en cases et colonnes, elles enregistrent plusieurs transactions, une par section. Certaines incluent, au revers, des notations numériques récapitulant les quantités enregistrées au recto avec l'identification des produits et des bureaux responsables. L'époque d'Uruk III voit une complexification de ce type de tablettes, présentant des récapitulatifs plus développés. Les tablettes tendent à devenir plus grandes, écrites sur plusieurs colonnes, et sur les deux côtés. Les étiquettes — attestées pour les deux phases — qui sont probablement attachées à des produits se singularisent par le fait qu'elles ne comprennent aucun signe numérique, mais uniquement des logogrammes indiquant le contenu ou le bureau responsable du bien auquel elles sont attachées.

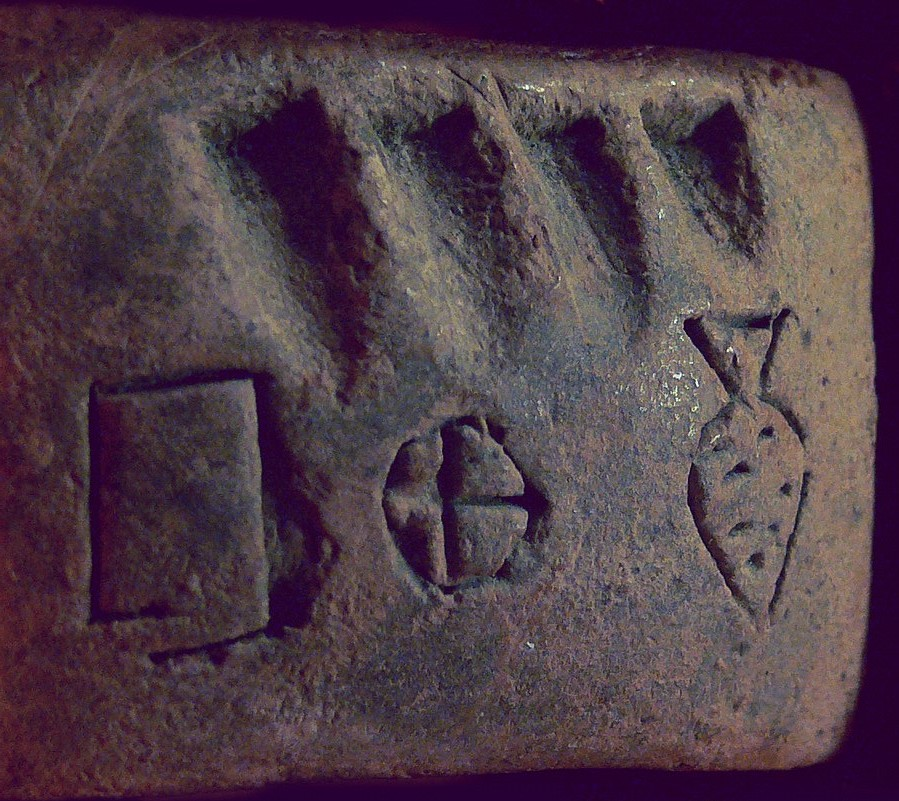
Tablette administrative d'Uruk IV, avec quatre encoches valant chacune 1 (signe numérique N01), de droite à gauche les pictogrammes KAŠ « bière », UDU « mouton », et un autre de sens inconnu (ZATU762). Pergamon Museum.
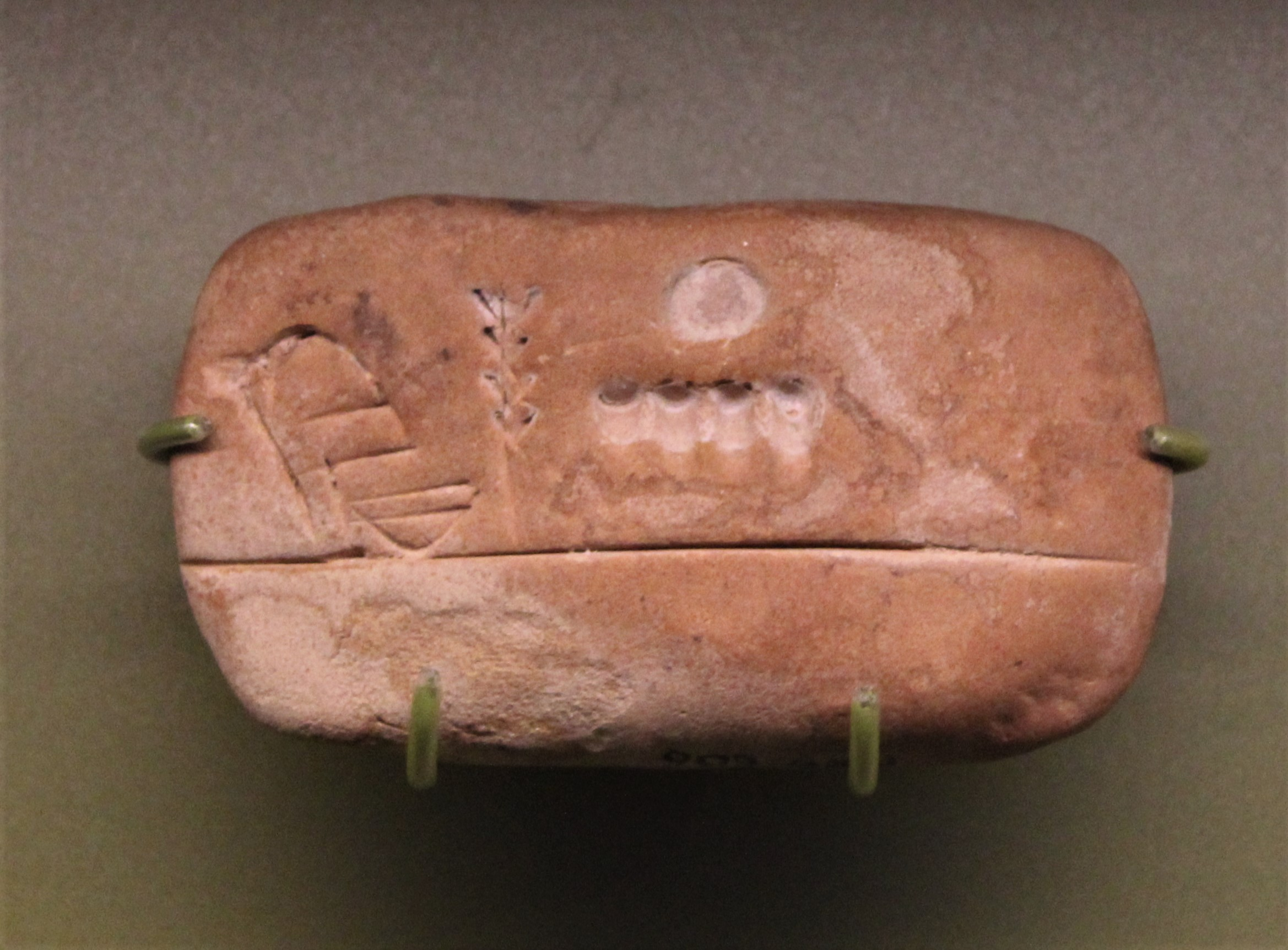
Tablette administrative d'Uruk III, Djemdet Nasr. Ashmolean Museum. Comptabilisation de ration, ici le côté verso qui consolide les données figurant au recto[93] : le signe de gauche associant la tête et l'écuelle indique « versement/dépense » GU7, l'épi à sa droite signifie « orge » ŠE ; à droite les nombres en système de décompte des céréales, le grand cercle valant 60 (N45) et les encoches valant chacune 1 (N01).
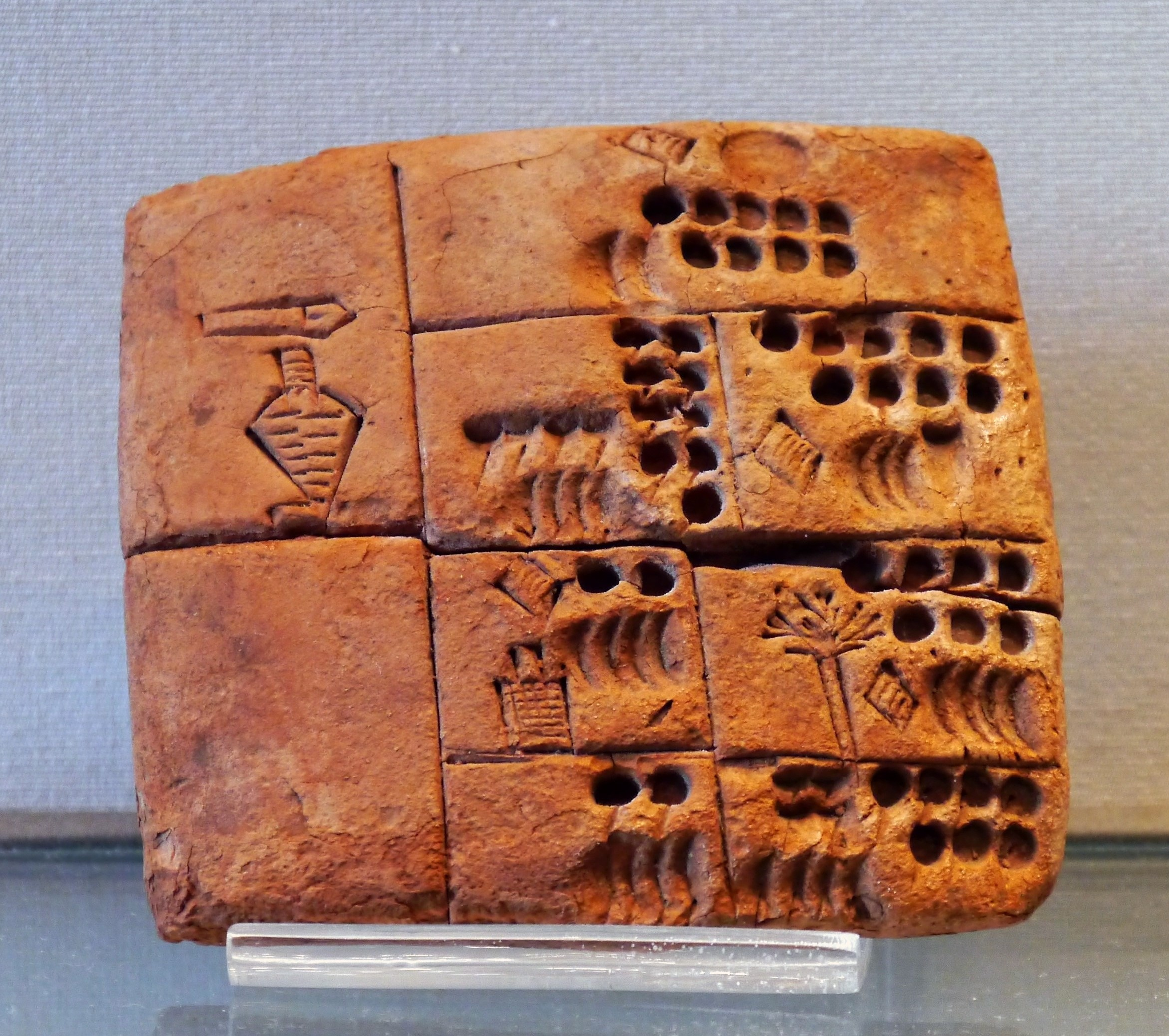
Tablette administrative représentant des comptes de produits servant à fabriquer de la bière ; dans la case en haut à gauche, la combinaison de deux signes KU.ŠIM semble désigner une personne ou un bureau en charge d'une brasserie car elle se retrouve sur d'autres tablettes comptabilisant de la bière et des produits servant à sa production[94]. Uruk (?), Uruk III. Musée du Louvre.
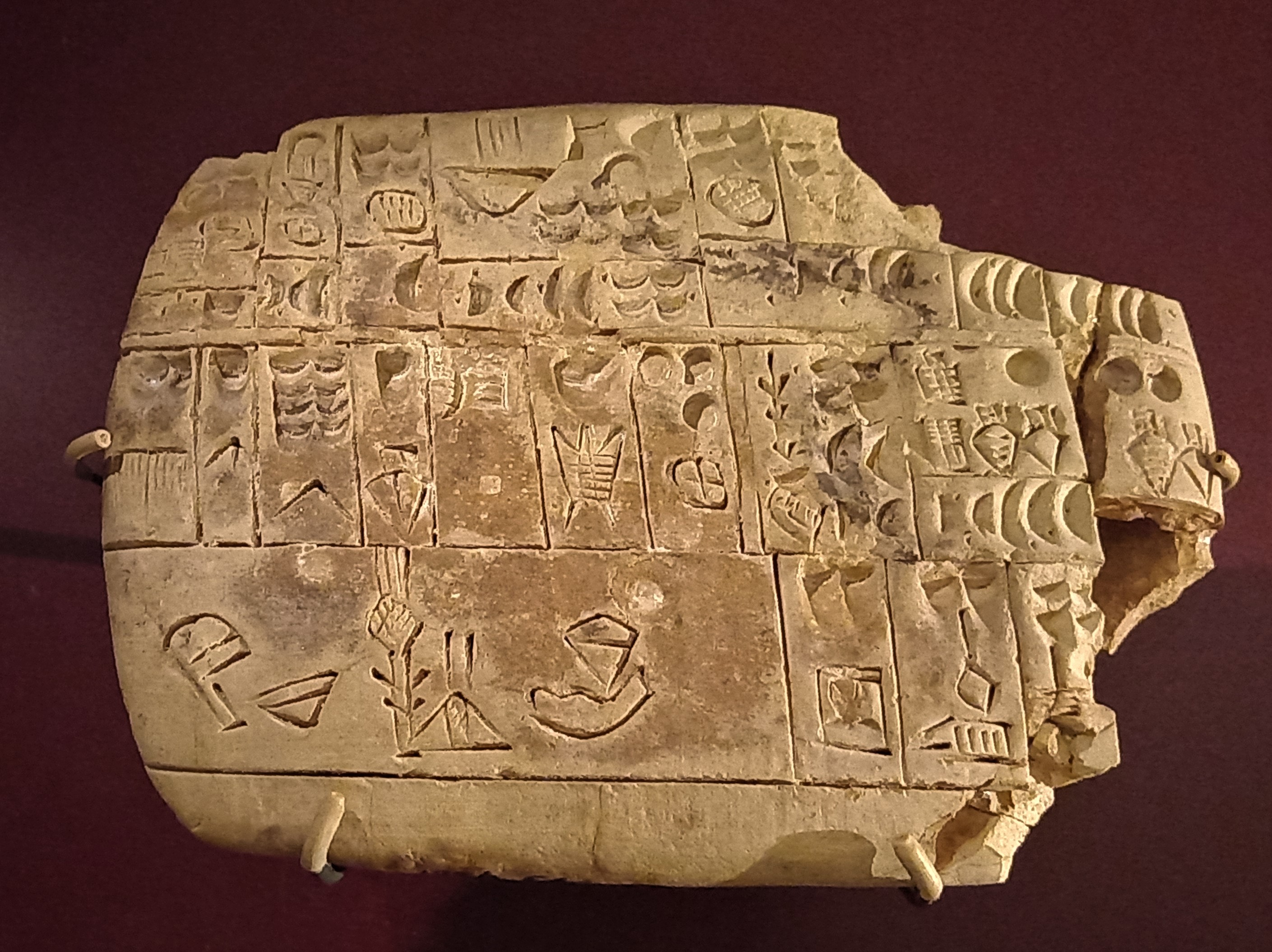
Tablette administrative de l'époque d'Uruk III, Djemdet Nasr. Ashmolean Museum. Opération comptable complexe, avec décompte de rations, notamment en grains, dans plusieurs cases au recto (sur la photographie) et au verso récapitulatifs des données pour chaque produit[95].
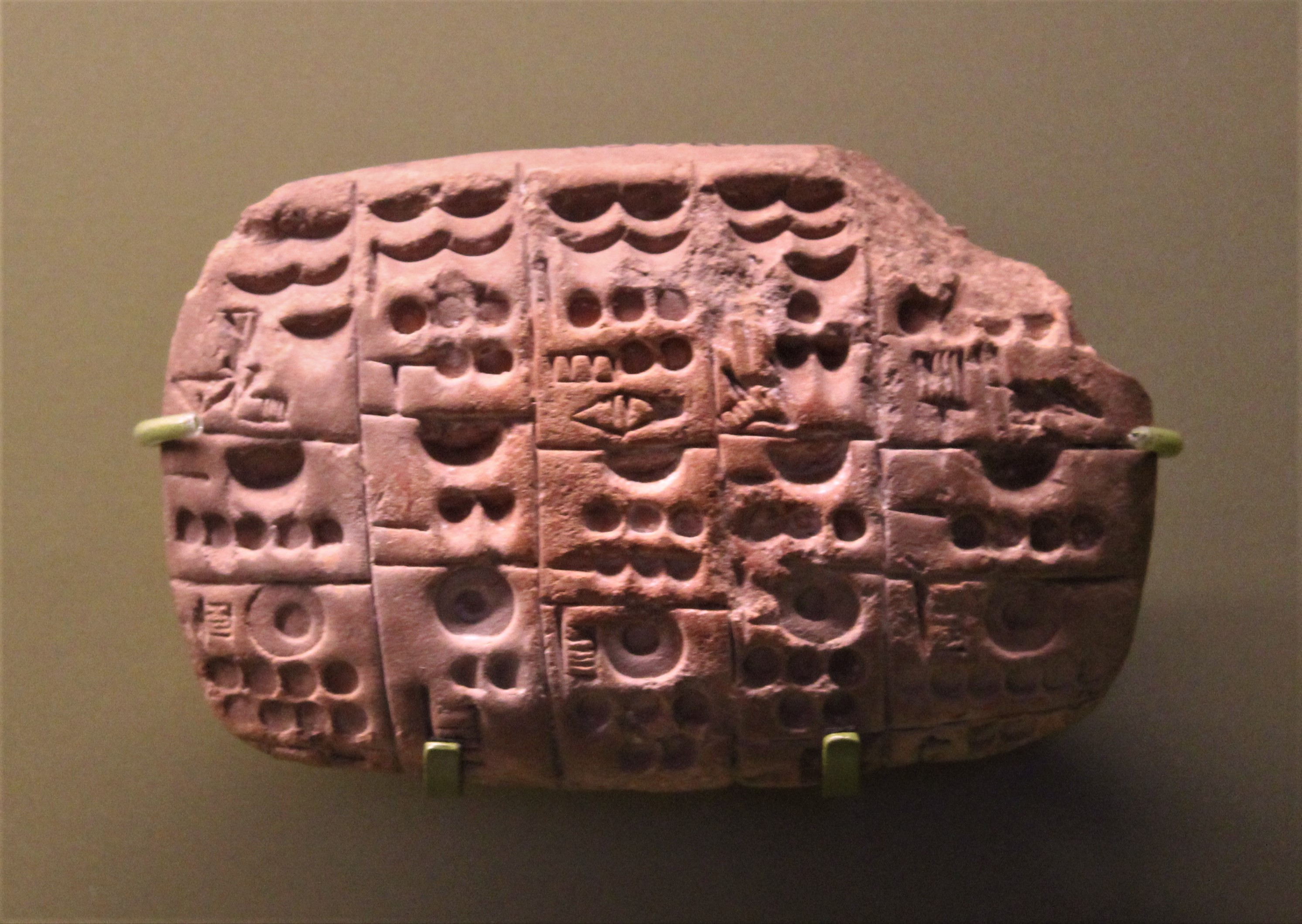
Tablette administrative de l'époque d'Uruk III, Djemdet Nasr. Ashmolean Museum. Calcul et addition des aires de cinq champs. Chaque colonne concerne un des cinq champs, les domaines sont additionnés puis divisés en trois parties ; deux parts (donc 2/3 du domaine) sont attribuées à l'EN (« Seigneur »), un haut fonctionnaire (voire le dirigeant de l’État), et le reste (1/3) est réparti entre cinq autres personnages importants, dont l'un est peut-être l'épouse de l'EN (SAL.EN)[96],[97].

Les tablettes administratives proto-cunéiformes sont des instruments de comptabilisation de mouvements de produits, plus ou moins complexes. Selon le résumé qu'en donne Nissen :

« Les textes traitent de la livraison à un magasin central et de la distribution de produits agricoles de toutes sortes, donc de denrées alimentaires au sens large et d'autres matières premières, ainsi que de la gestion du personnel et de la main d’œuvre. Dans quelques cas, on parvient à identifier les récepteurs comme de hauts fonctionnaires […]. Pour le moment, nous ne savons rien de ceux qui livraient les denrées, bien que cela eût un grand intérêt pour la reconstruction du système économique. »

Ces textes semblent réalisés par des sortes de bureaux, des sections de l'administration en charge d'une tâche précise, comme un magasin à céréales. Ils peuvent enregistrer des totaux sur de longues périodes, pour servir à un contrôle de situation, et peut-être dans un but prévisionnel, par exemple savoir quelle quantité de grains mettre de côté pour les prochaines semailles.
Ces documents remplissent en fin de compte des objectifs semblables à ceux auxquels étaient destinés leurs précurseurs (jetons, bulles-enveloppes, tablettes numériques), à savoir faciliter la gestion du flux ininterrompu et de plus en plus important de produits gérés par les magasins et bureaux administratifs des institutions urukéennes. Mais ils le font manifestement de façon plus complète. Les tablettes administratives ne semblent pas documenter d'autres préoccupations et cela explique pourquoi elles ne fournissent pas beaucoup d'informations sur la structure administrative de leur époque.

#### Listes lexicales
Les tablettes non-administratives proto-cunéiformes sont rangées dans la catégorie des listes de signes ou listes lexicales. Elles constituent environ 15 % du corpus connu, cependant elles sont très inégalement réparties entre les deux phases : elles constituent seulement 1 % du corpus Uruk IV contre 20 % du corpus Uruk III, ce qui témoignerait d'un développement de ce type de tablettes durant cette seconde période.
Comme leur nom l'indique ces textes sont des listes ou plutôt des inventaires de signes, énumérés les uns à la suite des autres, suivant un principe thématique, car ils sont unis par des liens sémantiques,. Ces listes peuvent être regroupées en plusieurs catégories générales en fonction de leur thème, qui sont souvent connues par plusieurs exemplaires : les listes de lieux/villes, les listes d'animaux, les listes de plantes et de produits manufacturés et les listes de personnes/professions. Cela donne des tablettes aisément identifiables par leurs caractères externes : elles sont constituées de petites cases organisées en colonnes, comprenant chacune un signe ou un groupe de signes, accompagné du signe numérique de base du système sexagésimal S (N01).

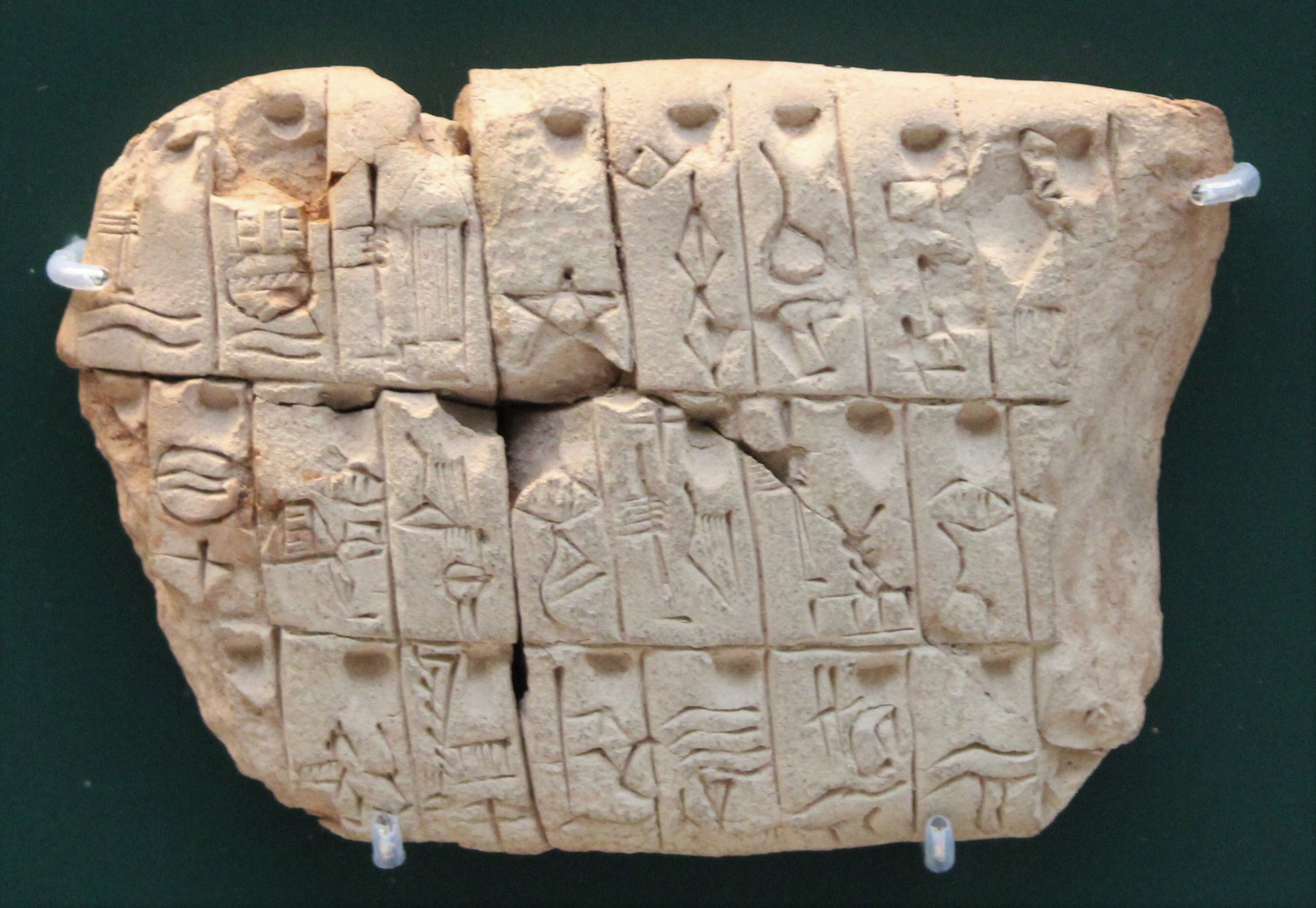
Liste de noms de lieux, Djemdet Nasr. British Museum. Parmi les premières de la liste se trouvent des villes bien connues telles qu'Ur, Nippur, Larsa et Uruk. L'ordre dans lequel elles apparaissent pourrait refléter une hiérarchie mythologique ou cultuelle[105].
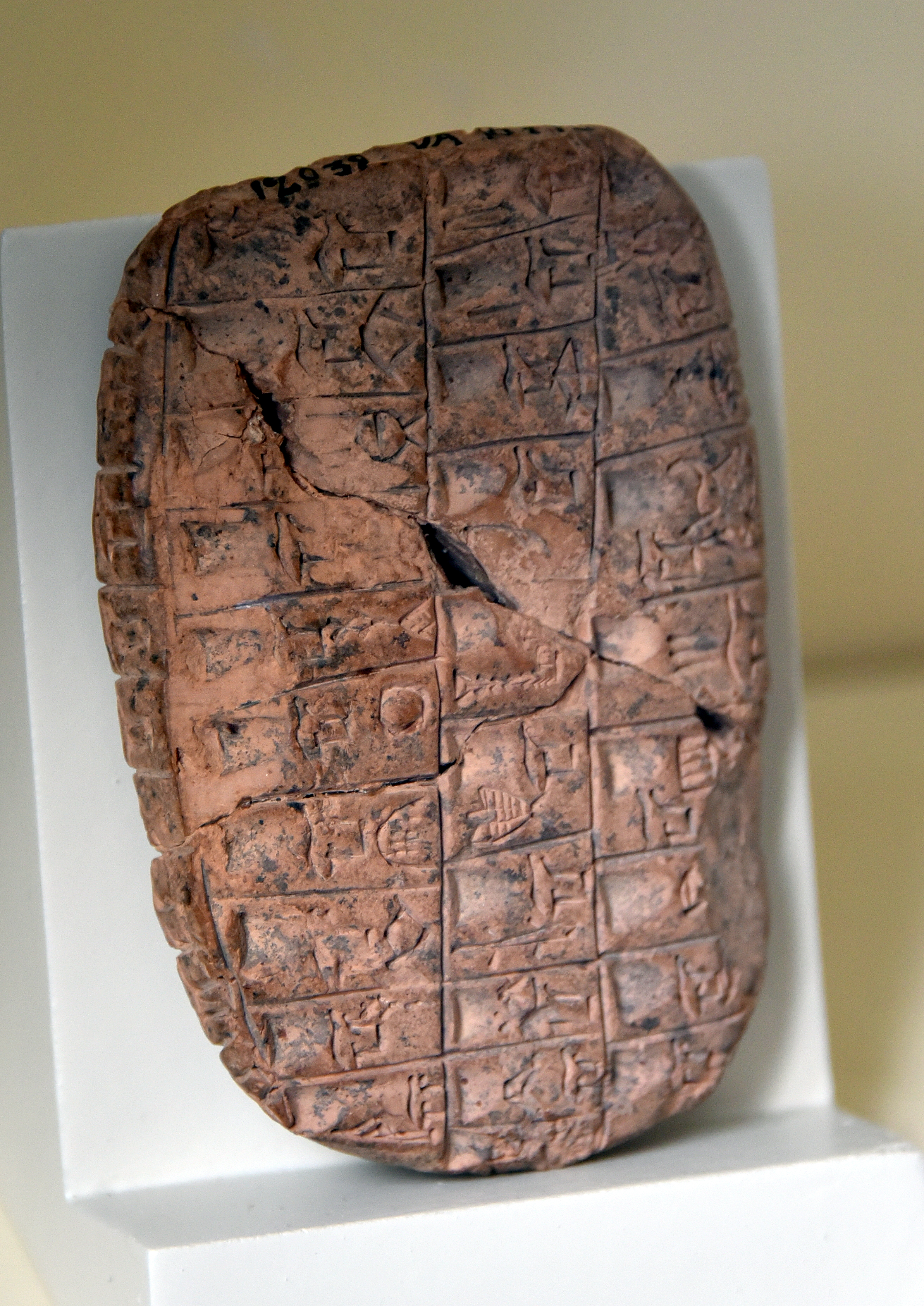
Liste de suidés (ŠUBUR), Uruk. Pergamon Museum. Il s'agit d'un des exemples de listes d'animaux, les autres énumérant des bovidés, des poissons et des oiseaux[106].
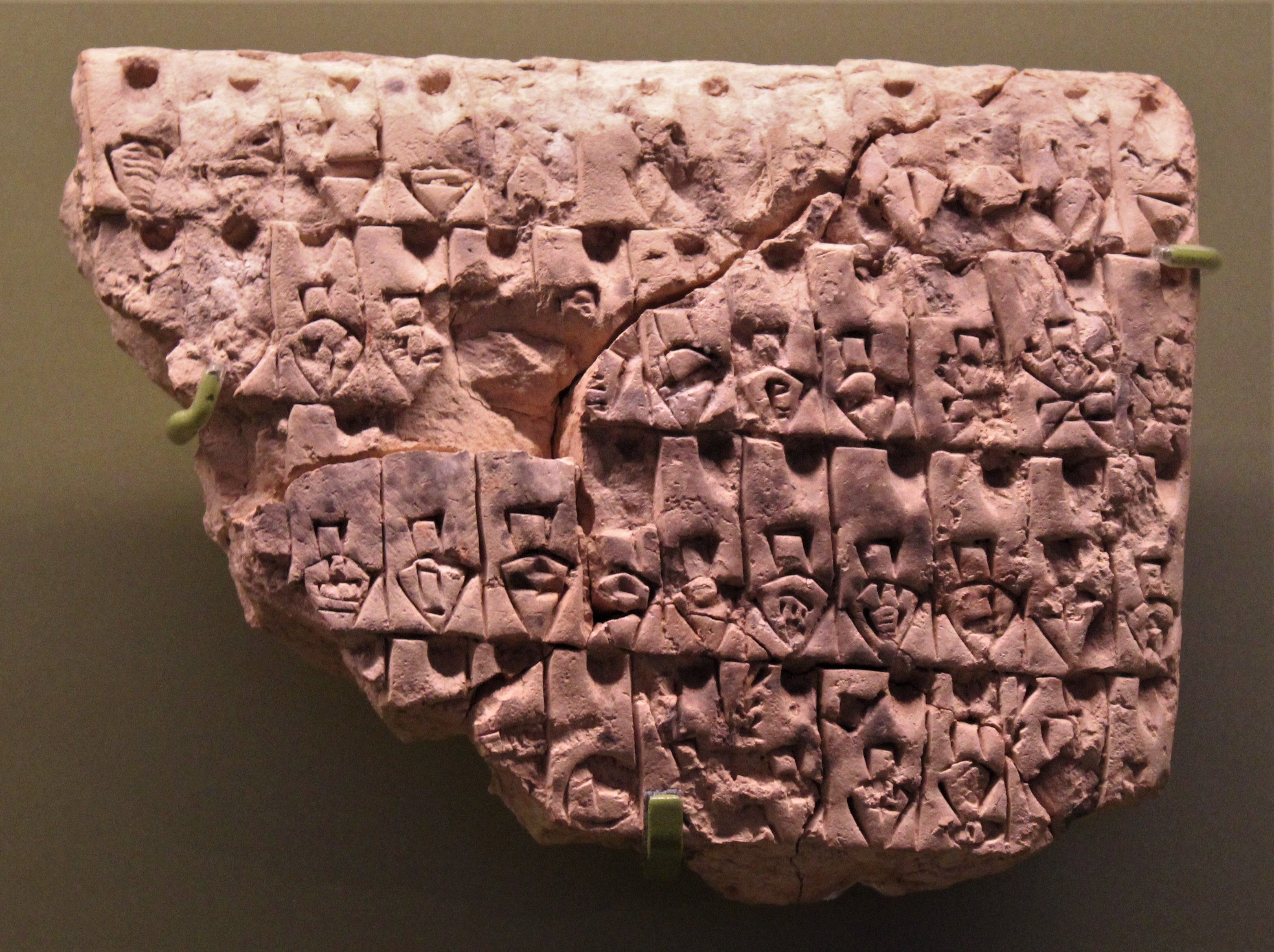
Liste de vases, Djemdet Nasr. Ashmolean Museum. Il s'agit d'une des listes les plus attestées. La première section de la liste, attestée ici, comprend des signes dérivés de celui de la jarre, différenciés visuellement par les signes tracés à l'intérieur du pictogramme, qui permettent de les distinguer en fonction de leur contenu. Les premiers signes semblent désigner des contenants de produits laitiers[107].
Liste de personnes (Lu2 A), version composite réalisée par R. Englund à partir des exemplaires retrouvés[108].

Les listes de personnes comprennent notamment une liste de professions et de fonctions, qui pourrait être organisée suivant un principe hiérarchique : la première fonction listée, celle de NÁM.EŠDA, est, selon Nissen, celle du personnage le plus important à l'époque. Viennent ensuite d'autres personnes dont le nom de la fonction débute par le signe NÁM, signifiant « chef », les responsables de domaines liés à l'administration, qui semblent énumérés l'un après l'autre en fonction de leur importance. Cette liste pourrait donc donner des indications sur l'organisation administrative de l'époque, qui serait déjà imposante et diversifiée.
Ces listes comprennent souvent des signes qui ne sont pas attestés dans les tablettes administratives, ce qui pourrait refléter une volonté de spéculation savante, auquel cas une partie des signes qui s'y trouvent sont en quelque sorte fictionnels. Mais ce point est discuté. Elles semblent bien se focaliser sur l'environnement de l'époque et ses usages économiques. Elles sont probablement employées pour enseigner l'écriture et ses signes pour la rédaction de tablettes administratives. Mais elles servent sans doute aussi à autre chose. Il est constaté que les signes ne sont pas arrangés l'un après l'autre de façon aléatoire, mais suivant un principe de classification déterminé ; par exemple un ordre hiérarchique/honorifique semble exister dans certains cas (liste des personnes, liste des villes). Cela suppose une réflexion préalable sur l'ordre de rédaction des signes dans ces listes. W. von Soden a proposé en 1936 qu'elles servent à enregistrer et à mettre en ordre le monde, idée qui a convaincu certains spécialistes, mais pas tous,. Elles sont quoi qu'il en soit à l'origine d'un type d’œuvre lexicographique caractéristique de la tradition littéraire mésopotamienne, dont plusieurs des compositions canoniques découlent des listes de l'époque d'Uruk.
Un de ces textes se singularise. Il s'agit de la Liste du tribut (ou Liste de mots C), qui combine divers types de signes (nombres, animaux, produits). On a pu y voir la plus ancienne œuvre littéraire connue ou plus simplement un guide de référence rapide récapitulant les éléments les plus employés dans le système de listes.

## Les caractéristiques du proto-cunéiforme

### La forme des signes
Entre les tablettes de la phase Uruk IV et celles de la phase Uruk III se produit une évolution graphique importante. Celle-ci est liée à la manière dont les scribes impriment leurs calames dans l'argile fraîche afin de tracer les signes de façon plus efficace. Cette manière tend à faire disparaître les formes arrondies au profit de lignes droites. Ainsi que l'explique Nissen :

« La caractéristique des textes du niveau IV est qu'après avoir fait une empreinte oblique dans la surface de la tablette, le stylet est ensuite tiré de façon à permettre au scribe de produire des lignes courbes en plus de lignes droites. La technique change à l'étape suivante du niveau archaïque III quand le stylet est imprimé de manière à ce que seules des lignes droites puissent être produites en divisant les anciennes lignes courbes en séries de lignes droites. Cela donne aux signes la forme abstraite anticipant l'aspect du cunéiforme ultérieur. »

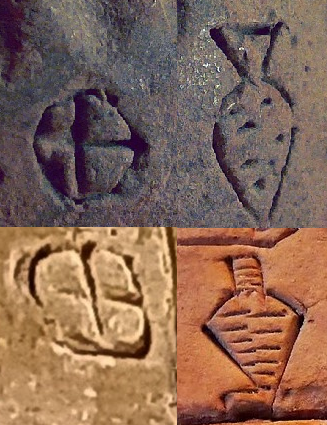
Comparaison de la graphie de deux signes proto-cunéiformes UDU « mouton » (à gauche) et KAŠ « bière » (à droite) sur des tablettes des deux phases : en haut, phase Uruk IV avec formes arrondies ; en bas, phase Uruk III avec réduction des courbes et plus de sections en lignes droites.

Cette évolution, qui se poursuit aux périodes suivantes, a pour conséquence le fait que les signes de l'écriture mésopotamienne perdent progressivement leur aspect pictographique, ce que l'on désigne comme une « perte de l'iconicité ». Ils deviennent plus schématiques, constitués uniquement de lignes droites, constituant de courts segments, avant de prendre par la suite leur aspect cunéiforme caractérisé par la marque de forme triangulaire réalisée lorsque la pointe du calame, taillée en biseau, est plantée dans l'argile. De ce fait, en observant les signes de l'écriture cunéiforme il n'est plus possible de déceler leur origine pictographique quand ils en ont une,. L'évolution de la graphie entre les phases d'Uruk IV et III témoigne peut-être d'une prise de conscience des scribes que l'écriture est autre chose qu'un dessin et qu'elle peut potentiellement enregistrer de nombreuses choses. Ainsi, ils s'attachent davantage à développer le répertoire de signes et à mieux différencier ceux-ci en recourant plus à l'abstraction. Cela, même s'ils n'ignorent pas l'aspect esthétique de l'exécution des signes.

### Les signes numériques et la métrologie

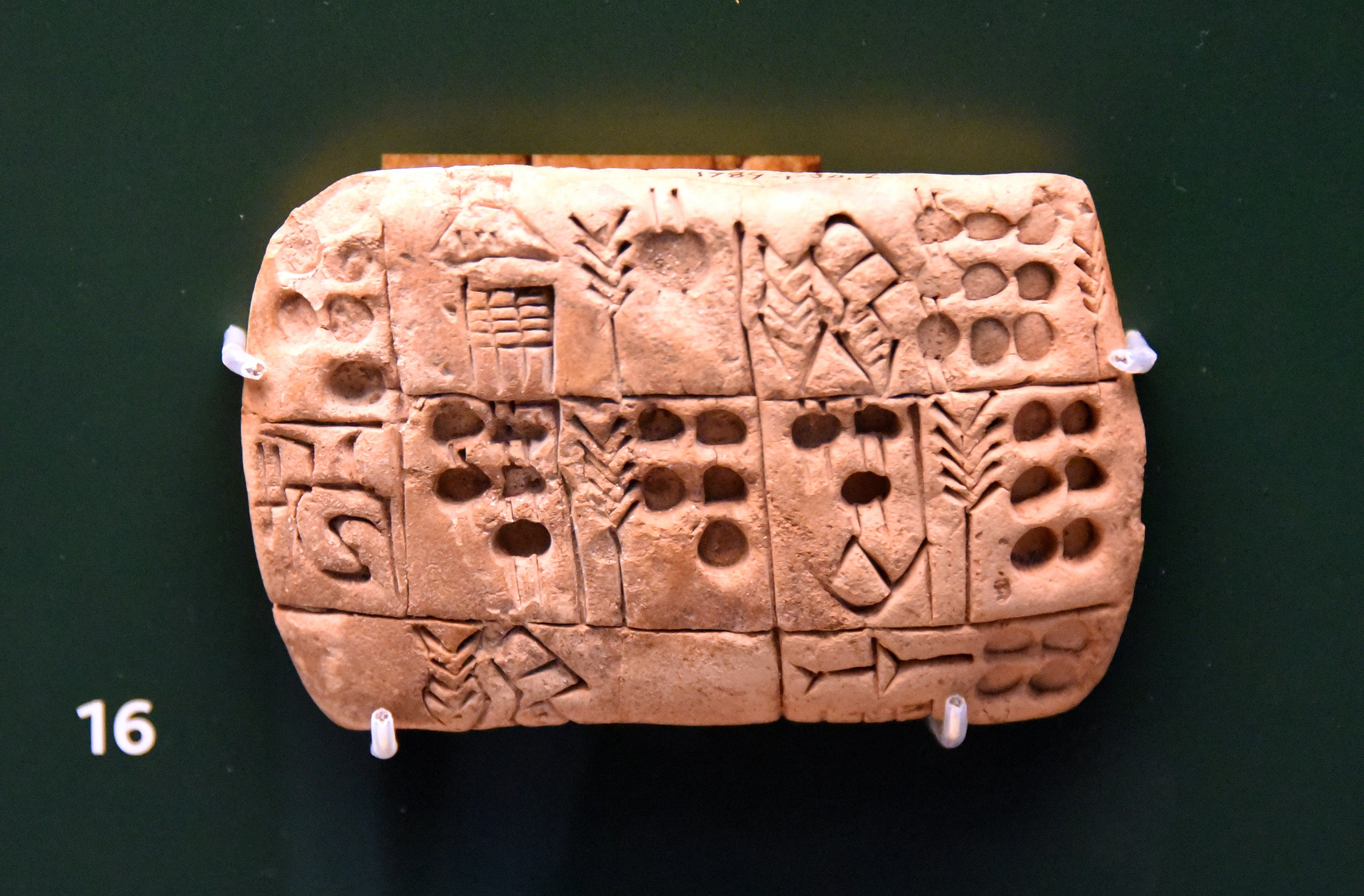
Tablette de comptabilité de provenance inconnue, période Uruk III. British Museum. Plusieurs cases de décompte de céréales, avec emploi de signes numériques du système Š pour l'orge, et du système Š’’ (cercles traversés par deux lignes) pour une autre céréale, probablement le blé.

Une soixantaine de signes environ sont de type numérique et métrologique. Ils sont aisément repérables par leur forme arrondie (curviforme), ils sont constitués de cercles ou de demi-cercles de tailles variées. Ainsi que le décrit Englund :

« Ils ont été imprimés profondément dans la surface de l'argile avec l'extrémité de deux calames ronds de diamètres différents. En règle générale, les impressions du plus large des calames représentent des nombres ou des mesures plus grands, ceux des plus petits calames des nombres et des mesures de l'échelle inférieure des systèmes numériques qu'ils représentaient. »

Les tablettes proto-cunéiformes présentent différents systèmes numériques, probablement dérivés de ceux employés auparavant dans le système des bulles, des jetons et des tablettes numériques. Les travaux de J. Friberg, P. Damerow et R. Englund ont permis de faire progresser leur compréhension. Il semble que chaque type de chose à quantifier réclame un système numérique spécifique. Un même signe a une valeur différente en fonction du système dans lequel il est employé et donc en fonction de l'objet auquel se rapporte ce système. Ces systèmes numériques peuvent être sexagésimaux (base 60, qui s'impose comme le système courant en Mésopotamie par la suite), ou « bisexagésimaux » (avec un incrément de 2), tout en intégrant çà et là des éléments décimaux (base 10). Le système sexagésimal de base (S) sert ainsi à quantifier les objets discrets (humains, animaux, produits laitiers et textiles, poissons, objets en bois et pierre, vases), un système sexagésimal dérivé (S') compte certains types d'objets (animaux morts, jarres contenant certains types de liquides). Le système bisexagésimal de base (B) sert à compter d'autres objets discrets qui relèvent apparemment du système de rations (produits céréaliers, fromages, poissons frais), le système bisexagésimal dérivé (B*) sert à compter d'autres produits de rations non clairement identifiés (des poissons ?). Viennent ensuite les systèmes de mesure, notamment le système de base pour les surfaces des champs (GAN2), celui employé pour le temps et les unités calendaires (U4), ceux servant les mesures de capacité de grains (Š, Š', Š’’, Š*), correspondant chacun sans doute à un certain type de céréale ou produit céréalier (orge, malt d'orge, blé, orge broyée). La fonction du système de base appelé EN en raison de son signe de base reste indéterminée.
| Système sexagésimal S (objets discrets)               |       |      |     |     |     |    |             |             |
| Symbole                                               | N50   | N45  | N48 | N34 | N14 | N1 | N8          | N8          |
| Valeur                                                | 36000 | 3600 | 600 | 60  | 10  | 1  | 1/2 ou 1/10 | 1/2 ou 1/10 |
| Système de mesure de capacité de céréales ŠE Š (orge) |       |      |     |     |     |    |             |             |
| Symbole                                               |       | N48  | N34 | N45 | N14 | N1 | N39         | N24         |
| Valeur                                                |       | 1800 | 180 | 60  | 6   | 1  | 1/5         | 1/10        |
| Système bisexagésimal B (produits de rations)         |       |      |     |     |     |    |             |             |
| Symbole                                               | N56   | N54  | N51 | N34 | N14 | N1 | N8          | N8          |
| Valeur                                                | 7200  | 1200 | 120 | 60  | 10  | 1  | 1/2         | 1/2         |

### Les signes non numériques

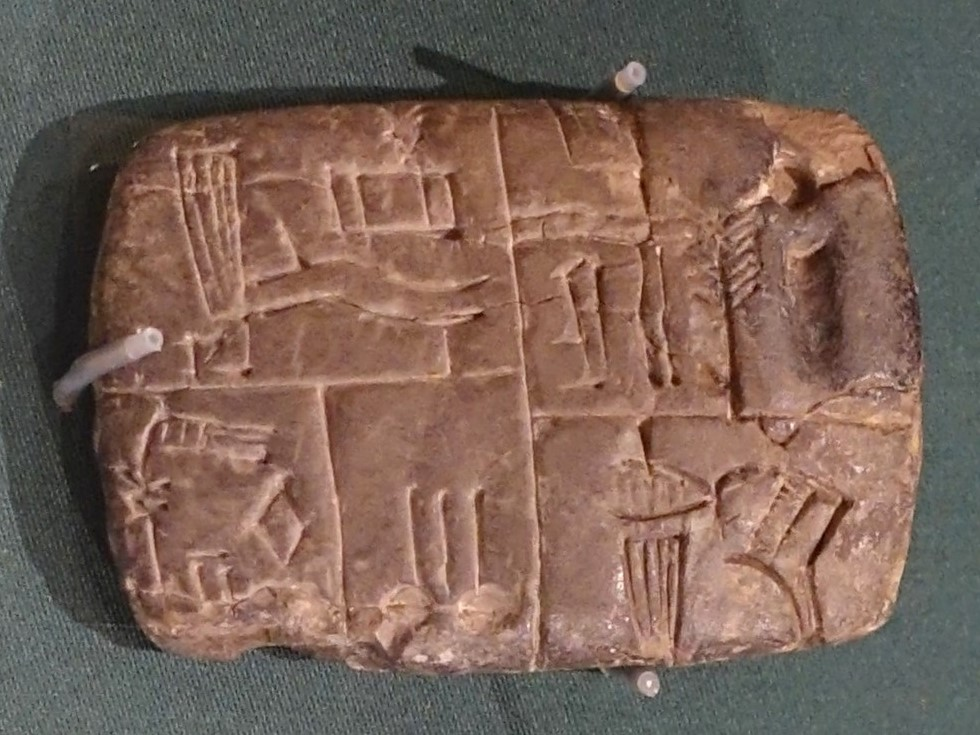
Tablette administrative provenant de Tell Asmar, phase Uruk III. Musée de l'Institut oriental de Chicago. Sont notamment visibles dans la case en haut à droite les pictogrammes de l'orge ŠE (en forme d'épi) et du temple E2 (en partie sur la tranche), celui du roseau GI est visible dans la case en bas à gauche. Le signe répété dans les cases en haut à gauche et en bas à droite constitué d'une forme quadrangulaire allongée avec des rayures, SANGA, désigne un administrateur, et pourrait représenter selon Englund un instrument de calcul employé par les comptables urukéens.

L'émergence de l'écriture se caractérise par l'apparition de signes non numériques, qui sont fondamentalement des logogrammes, c'est-à-dire des signes qui indiquent un mot. Ainsi, un signe peut désigner une chose tangible, notamment de l'orge, des roseaux, du poisson, une montagne, la bouche, une chose intangible comme la parole ou la voix, ou encore une action, comme prendre, aller, parler.
Le proto-cunéiforme comprend un corpus de plus de 1 500 signes non numériques, mais employés de façon très inégale : plus de 500 ne sont employés qu'une fois, 600 autres moins de dix fois, et environ 100 signes sont employés plus de dix fois, dont deux (ENa et GALa, des noms de personnes ou bureaux) apparaissent plus de 1 000 fois chacun. D'importantes évolutions ont lieu entre la période d'Uruk IV et celle d'Uruk III : le nombre de signes du répertoire explose, ce qui témoigne d'une grande capacité d'innovation et d'une volonté d'enregistrer les opérations avec plus de détail.
La signification des signes proto-cunéiformes est généralement comprise grâce à la connaissance du système cunéiforme postérieur, quand il est possible d'identifier un signe proto-cunéiforme comme l'ancêtre d'un signe cunéiforme. En particulier, le fait que les listes de signes élaborées à l'époque d'Uruk aient été copiées et transmises durant les siècles suivants permet de faire des correspondances. Mais le sens de beaucoup de signes reste encore opaque.

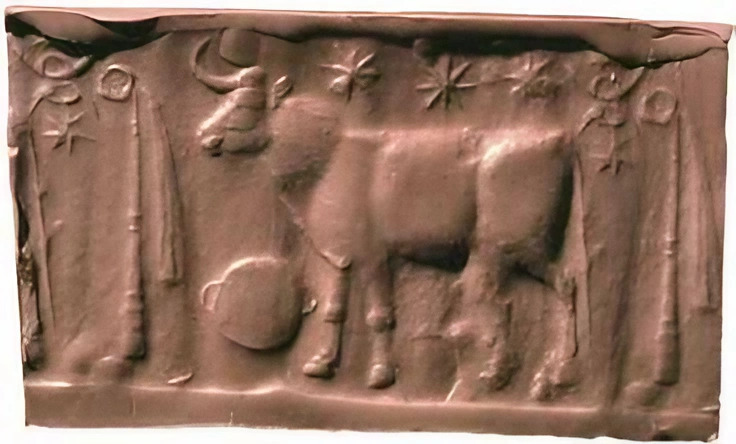
La porosité des limites entre l'art et l'écriture à cette période se retrouve dans ce sceau-cylindre de provenance inconnue, qui a pour motif principal un taureau, associé à des pictogrammes représentés sous forme artistique : le soleil levant (UD), le soleil couchant (SIG), la fête religieuse (EZEN) et l'emblème de la déesse Inanna (MUŠ3). Cette séquence peut être interprétée comme signifiant « fête de l'étoile du matin et du soir », c'est-à-dire une fête d'Inanna, qui est identifiée à la planète Vénus. Ancienne collection Erlenmeyer - Berlin.

L'origine des signes est également discutée. Pour Englund, la majeure partie des signes est d'origine pictographique — des signes figuratifs, des dessins représentant et désignant des choses réelles. Cela semble au moins être le cas pour l'époque Uruk IV. Il est possible de distinguer différents types de signes pictographiques : ceux qui représentent l'objet en entier, ceux qui ne représentent qu'une partie de celui-ci. Ce dernier type signifiera néanmoins la totalité (pars pro toto) de l'objet : par exemple, une tête d'animal pour désigner un animal. Un pictogramme pourra également représenter une action, par exemple la main représente l'action de donner ou recevoir, un contenant (jarre, vase ou panier) pourra désigner son contenu (lait, beurre, céréales voire une ration),. Mais assez rapidement, et au moins à l'époque Uruk III, un nombre non négligeable de signes est totalement abstrait. Nissen en dénombre 98. Il souligne aussi que peu de signes picturaux sont naturalistes, mais sont déjà très abstraits. Ce qui l'amène à considérer que le proto-cunéiforme n'est pas pictographique et puise dans des codes graphiques préexistants. En effet, l'origine ou du moins l'inspiration de plusieurs signes proto-cunéiformes a pu être identifiée dans d'autres instruments administratifs ou des représentations figurées de l'époque d'Uruk : des jetons, des cachets, des motifs figurant sur des sceaux-cylindres et d'autres bas-reliefs, notamment des représentations d'emblèmes divins. 

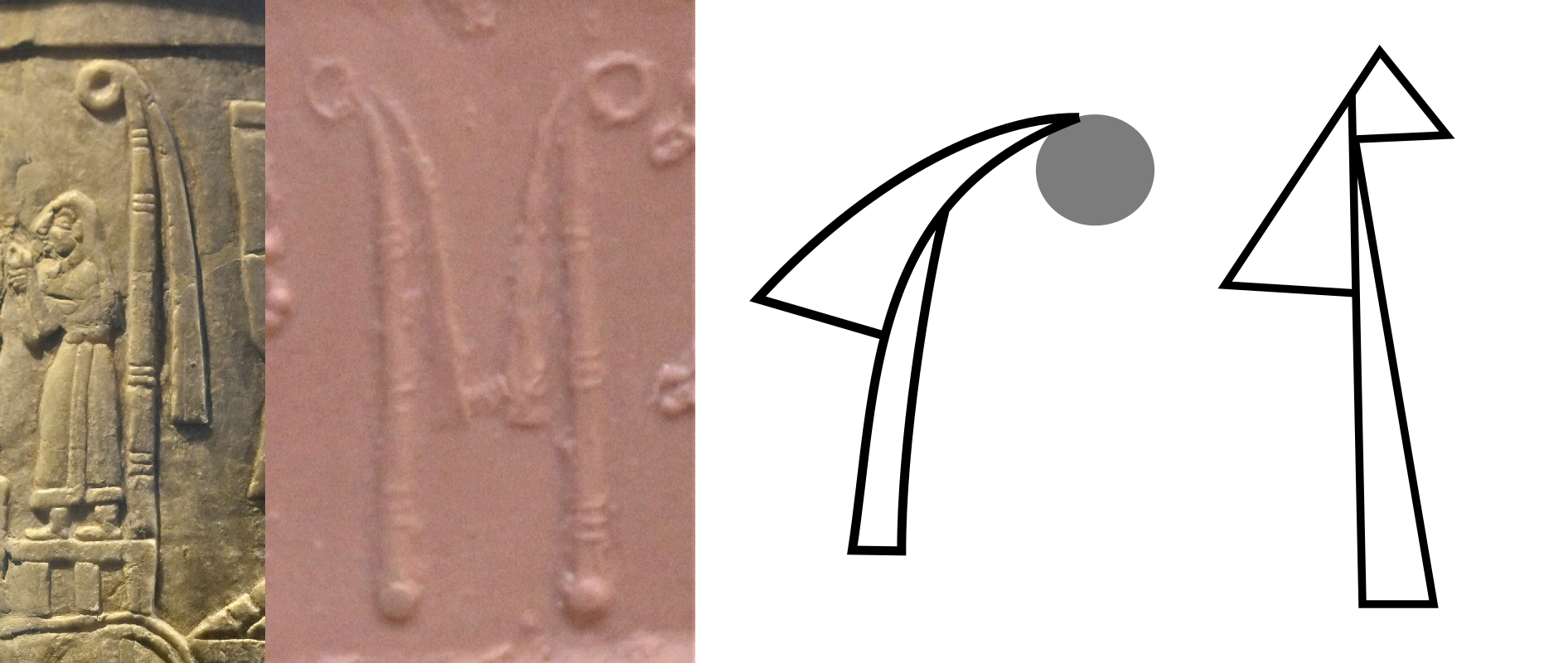
Un signe dérivé d'un symbole religieux : l'étendard divin de la déesse Inanna, devenu le logogramme MUŠ3 désignant la déesse. De gauche à droite : sur le vase d'Uruk ; sur un sceau-cylindre ; copie d'après une tablette de la phase Uruk IV ; copie d'après une tablette de la phase Uruk III.

La majeure partie du corpus est constituée de signes dérivés des précédents. En effet, plutôt que d'inventer de nouvelles formes, les scribes urukéens ont privilégié la création par modification de formes existantes. Cela se fait notamment par la combinaison de deux signes : par exemple, l'association de la tête (SAG) et de l'écuelle (GUR) qui équivaut à « ration » donne le sens de « versement/dépense (de ration) » (GU7). Autre exemple : le signe désignant la ville de Larsa, ville du Dieu-Soleil, est la combinaison du signe du soleil (U4 ou UD) et de celui désignant une installation cultuelle (AB), ce qui renvoie clairement à la divinité tutélaire de la ville. La création de nouveaux signes peut aussi se faire par une différenciation graphique à partir d'un seul signe, notamment au moyen de hachures, de doublement, de représentation en miroir, etc. ; ainsi le signe de la tête hachuré au niveau de la bouche signifiera cette partie du corps, le signe du mouton hachuré signifiera une agnelle. Tout un ensemble de signes est ainsi dérivé de celui signifiant la jarre (DUG), pour désigner des choses qu'elle pouvait contenir dans les magasins des institutions. Cela démontre que l'écriture fait rapidement l'objet d'un processus d'abstraction et de nouvelles inventions, tout cela étant en bonne partie déterminé par la recherche de signes plus aisément traçables dans l'argile,,. Le système proto-cunéiforme repose sur un groupe de signes de base fréquemment employés qui servent de modèle pour d'autres signes dérivés. Ces derniers peuvent n'être employés que très rarement et n'avoir aucune postérité. Cela reflète le fait que les habitudes d'écriture semblent varier selon les bureaux, ce qui explique que certains signes soient couramment employés dans des textes écrits au même endroit, mais jamais ou presque jamais ailleurs.

Exemples de signes logographiques proto-cunéiformes, graphie Uruk III (à partir de dessins de R. Englund).

Les signes logographiques peuvent aussi être employés suivant le principe du rébus, de façon à renvoyer le lecteur à un terme homonyme pour lequel il n'existe pas de signe, notamment des abstractions. Ainsi, dans le système cunéiforme postérieur, le signe du jardin SAR est employé pour désigner l'action d'écrire, sar en sumérien. Cela permet donc une évolution vers la constitution d'un ensemble de signes phonétiques (phonogrammes), des syllabogrammes puisqu'ils représentent une syllabe. Ainsi le signe de l'eau A sert aussi pour la syllabe [a]. Déterminer si cet aspect de l'écriture cunéiforme est déjà présent dans le proto-cunéiforme est problématique et a fait l'objet de nombreuses discussions, notamment parce que cela renvoie à la question de savoir si la langue parlée par les scribes des époques d'Uruk IV et III est ou non le sumérien (voir plus bas). En effet, pour comprendre le son dérivé d'un signe, il faut forcément savoir dans quelle langue ce dernier est prononcé. La majeure partie des spécialistes du proto-cunéiforme considère, à l'appui d'un nombre limité d'exemples, que le principe du rébus à partir d'une lecture en sumérien de certains signes est présent dans des textes en proto-cunéiforme. Mais même en admettant cela, ces cas sont très rares, et le système proto-cunéiforme est considéré comme essentiellement non-phonétique. Il repose sur des signes logographiques, renvoyant à des choses telles qu'un mouton, de la bière, un champ qui peuvent être lus dans n'importe quelle langue. Il est généralement admis qu'il n'a pas pour but (ou pour but principal) de transcrire une langue parlée et a fortiori de reproduire des phrases,,,,,.

### «Mise en page» des tablettes
Les textes administratifs décrivent des opérations économiques de façon concise. Ils sont organisés autour de signes numériques accompagnés de logogrammes. Ils identifient l'objet de l'opération (par exemple « 5 jarres de bière », « 10 moutons », « un champ (d'une surface) de 16 bùr », etc.) ainsi que la personne ou le bureau impliqué.
Concernant leur « mise en page », les tablettes de l'époque d'Uruk IV sont généralement simples, contenant souvent une seule entrée, mais des séparations en lignes et colonnes apparaissent aussi. Elles sont rarement écrites sur leurs deux côtés. En revanche, il n'y a quasiment plus de tablettes à une seule entrée à l'époque d'Uruk III, durant laquelle se développent des procédés visant à entrer le plus d'informations possibles sur une tablette, notamment pour rédiger des documents récapitulatifs. Cela passe par divers procédés conduisant à un compartimentage plus complexe des tablettes, suivant une grande variété de modalités. Chacune des différentes entrées est isolée dans une case, et les cases sont organisées en rangées ou colonnes ; certaines cases sont subdivisées de manière à rajouter des informations. Certaines lignes séparant les rangées de case sont redoublées, parfois hachurées, de façon à faire apparaître plus clairement les séparations. La majorité des tablettes comprend plus de trois de ces lignes de cases, et elles sont souvent écrites sur les deux faces. Quand il y a des récapitulatifs, ceux-ci sont disposés au revers, après les opérations individuelles qu'ils additionnent. Il y a des différences entre les sites, puisque les tablettes provenant d'Uruk sont plus complexes que celles de Djemdet-Nasr.
Chaque case forme une unité cohérente qui fournit une information complète. Le tout associant signes numériques et logogrammes : les signes numériques sont écrits en premier (en haut), tandis que les logogrammes peuvent être placés de façon arbitraire, même si les signes représentant les choses décomptées ont tendance à être inscrits juste après les signes numériques les dénombrant,.

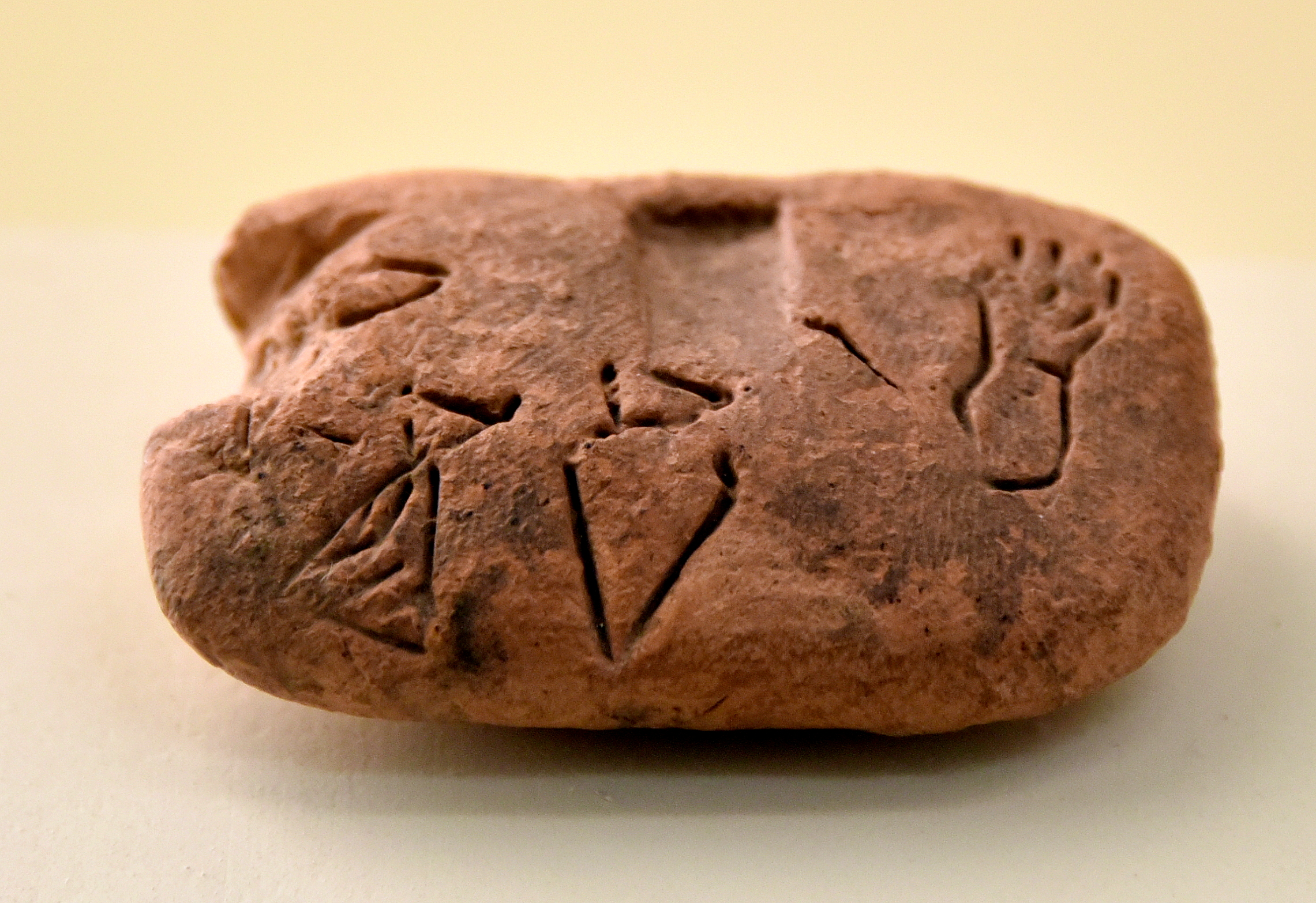
Tablette administrative de petit format sans compartiment, Uruk IV, Uruk. Pergamon Museum. Le signe DUG « jarre » est visible au milieu.
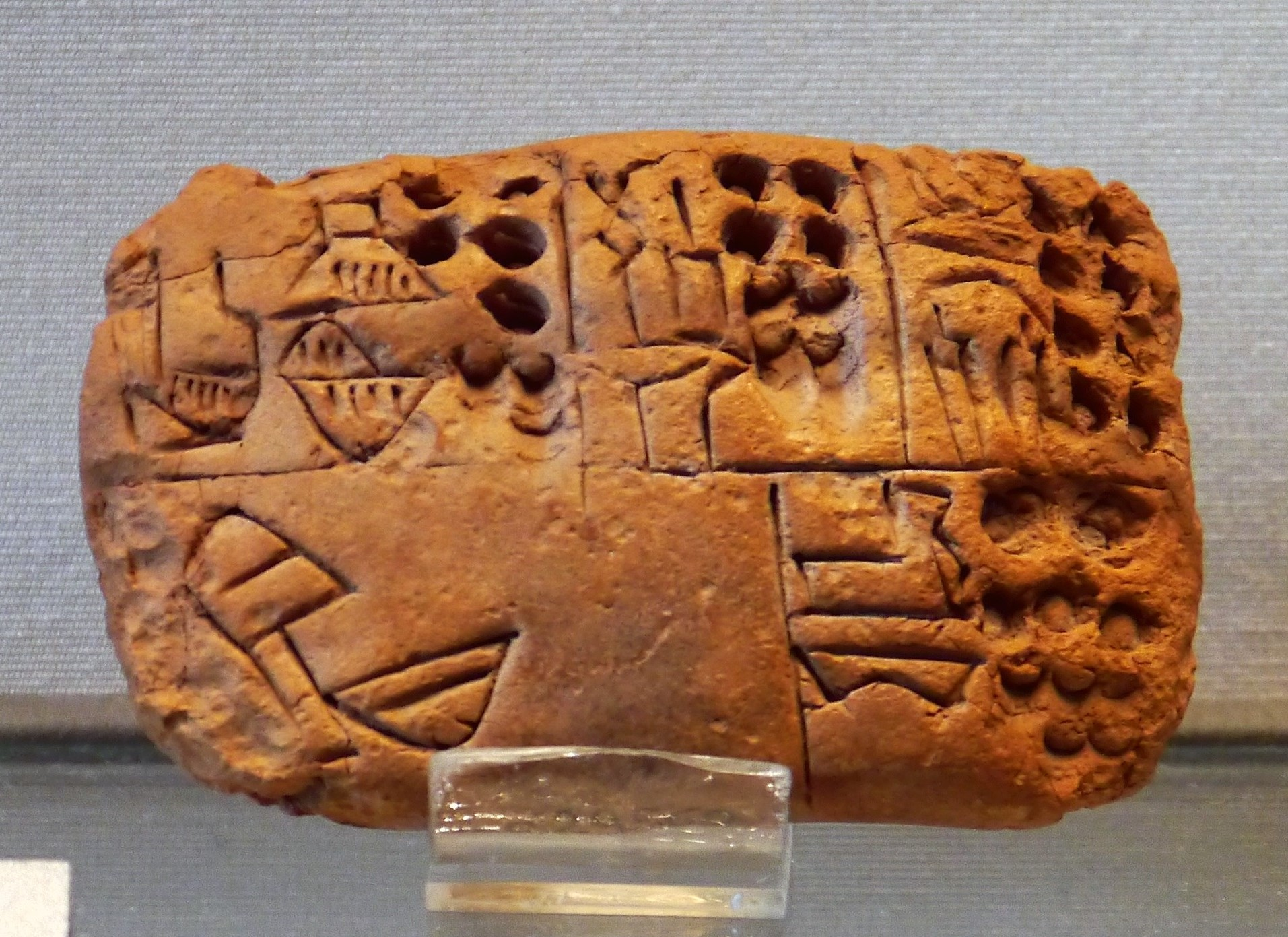
Petite tablette administrative de l'époque d'Uruk III, enregistrant la distribution de rations, à compartimentation irrégulière. Musée du Louvre.
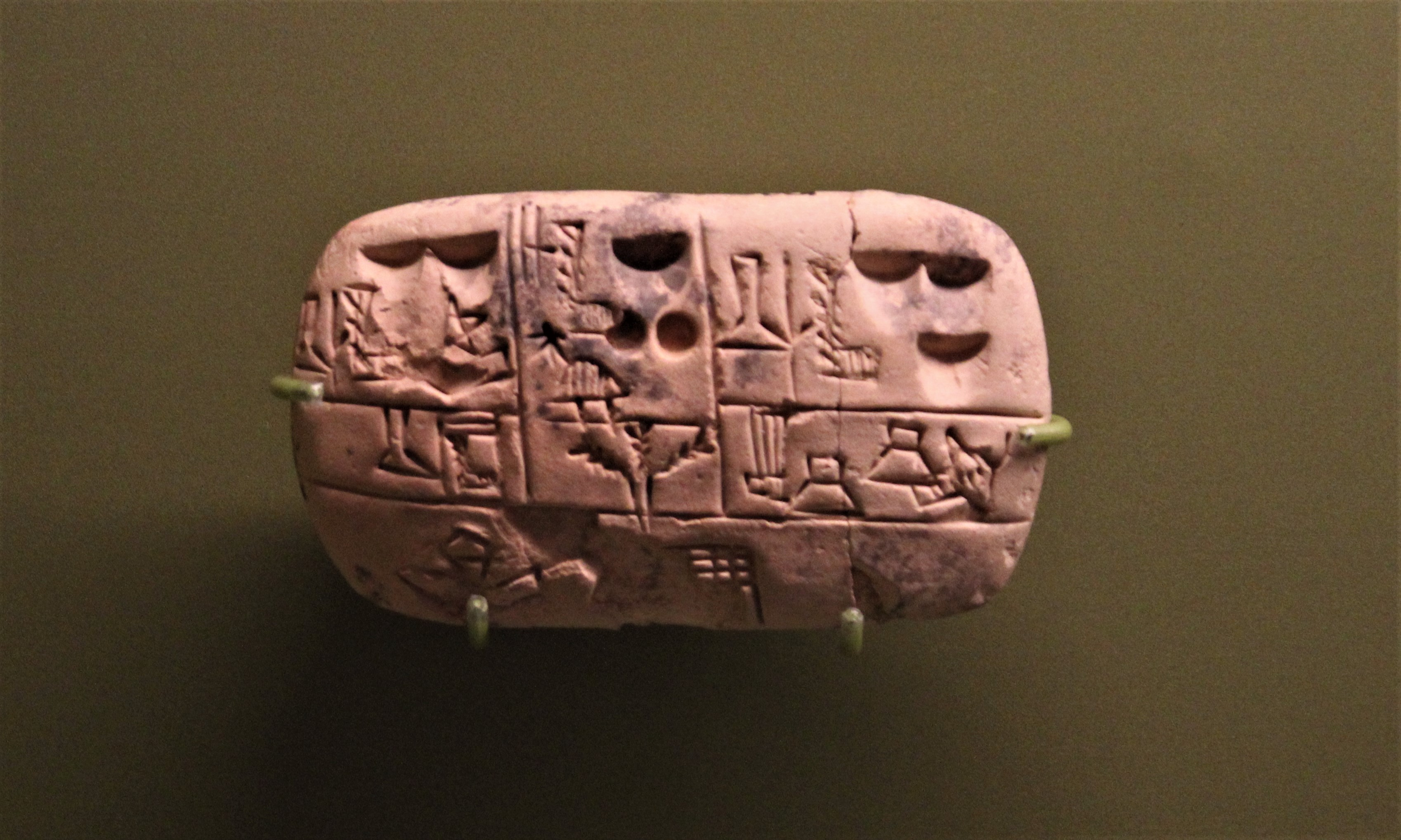
Petite tablette administrative de Djemdet Nasr, divisée en cases sur trois lignes, arrangement irrégulier. Ashmolean Museum.
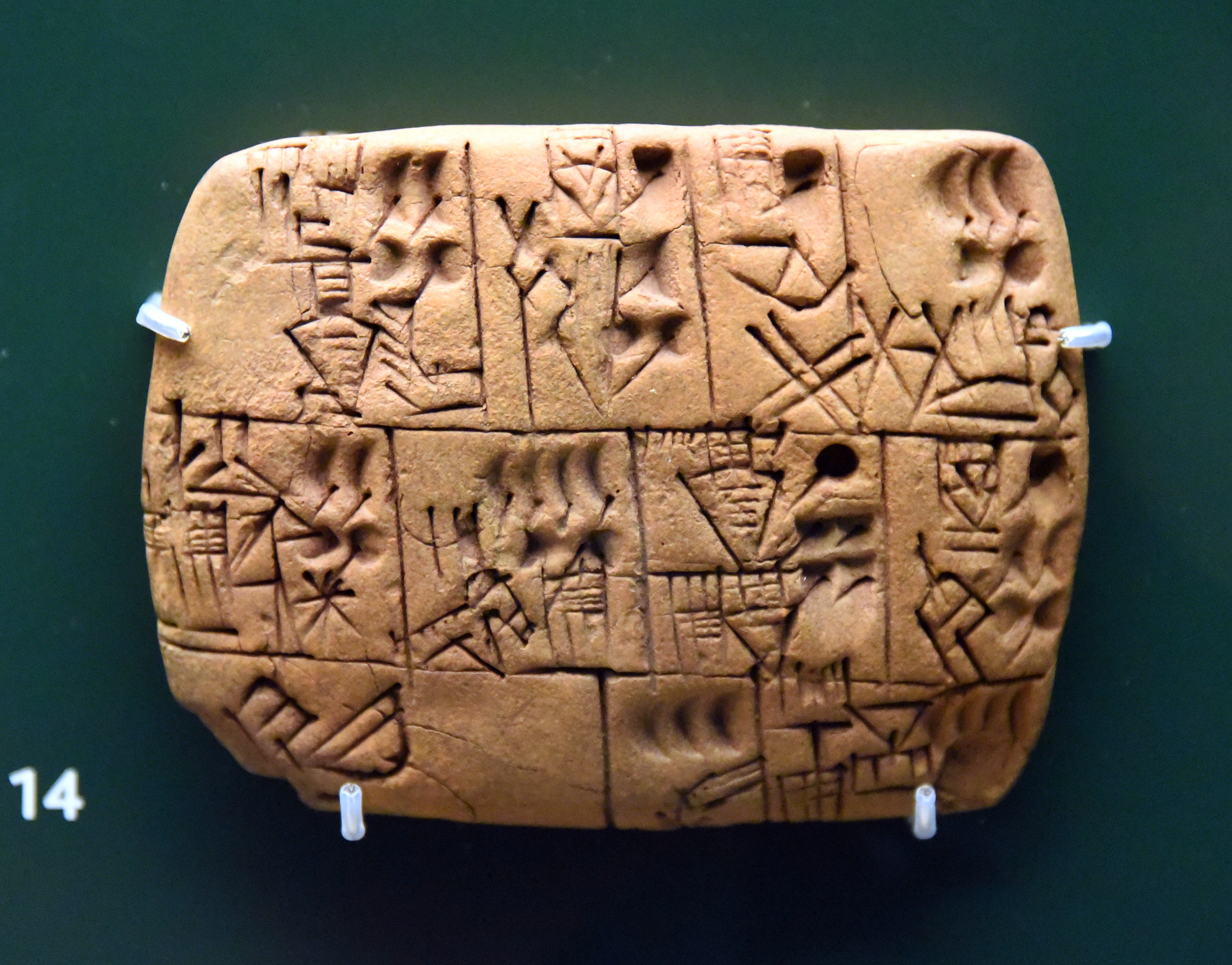
Tablette administrative de l'époque d'Uruk III enregistrant des rations quotidiennes, dont les cases sont organisées en trois rangées. British Museum.
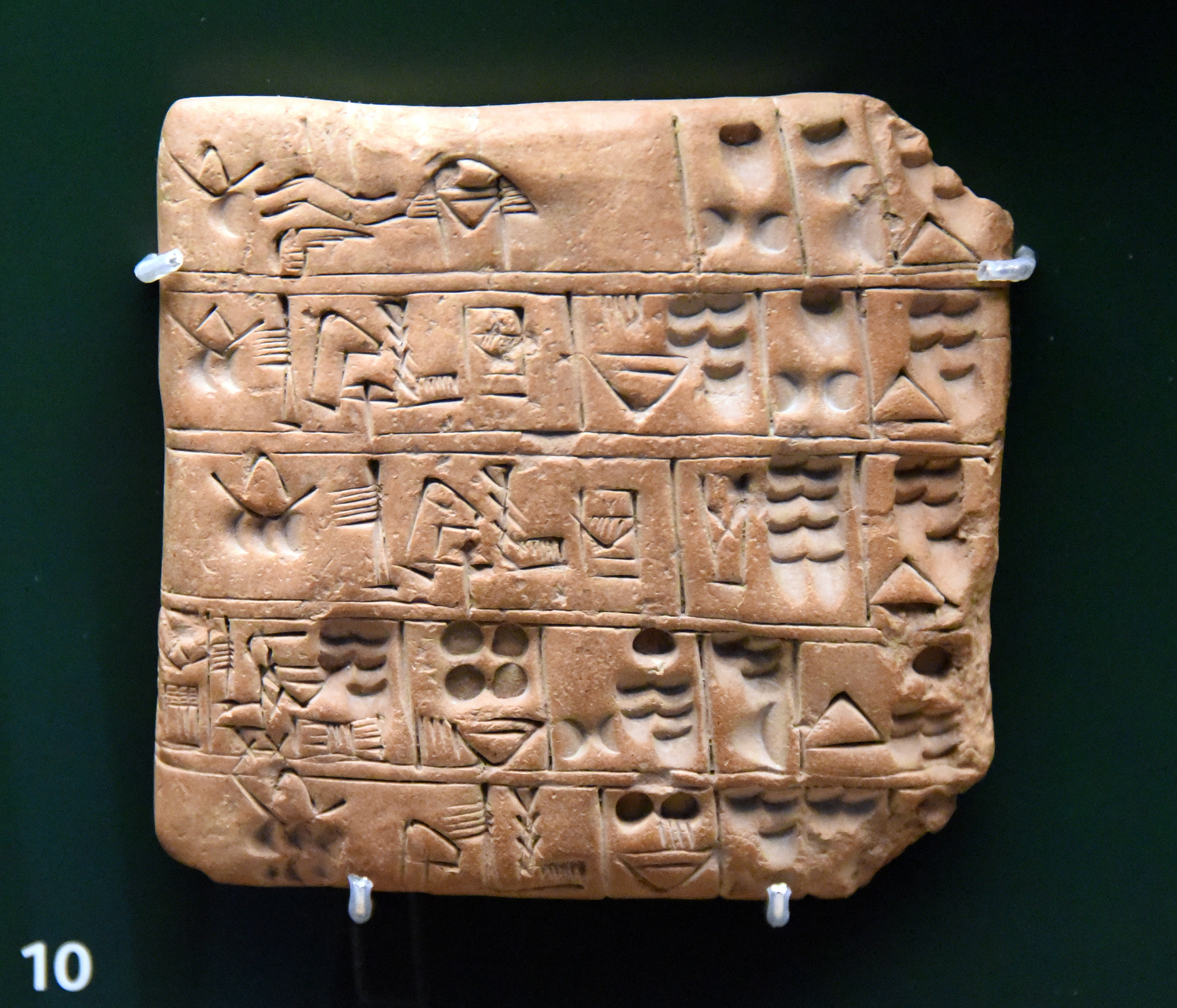
Tablette administrative complexe de l'époque d'Uruk III. Enregistrement de rations distribuées durant cinq jours, chaque ligne correspondant à un jour (le signe du jour figure à gauche avec des signes numériques), chaque case à une opération. Les lignes sont clairement identifiées par un redoublement du trait. British Museum.

Quant au sens d'écriture et de lecture, il ne semble pas uniformisé non plus. Nissen relève que l'orientation des pictogrammes indiquerait qu'à l'intérieur des cases les signes sont de façon préférentielle lus à la verticale, de haut en bas. Les habitudes des spécialistes les ont souvent conduits à représenter les tablettes dans une orientation différente de celle dans laquelle elles étaient originellement lues, ce qui explique que les pictogrammes ont l'air « renversés » (le signe de la tête avec le visage vers le haut plutôt qu'à droite) : pour en retrouver le sens originel, il faut les faire tourner de 90° dans le sens des aiguilles d'une montre. Bien souvent la séquence d'écriture et de lecture des cases qui sont alignées se fait de droite à gauche, et on passe d'une rangée à l'autre de haut en bas. Mais il n'y a pas d'unité et les dispositions des cases et les sens de lecture sont variables. S'observent différents types de situations et donc de mises en page, suivant la complexité du document administratif, qui va du traitement de données basique enregistrant de petits mouvements de biens jusqu'au document synthétique reprenant plusieurs opérations et se terminant par des totaux.
Les listes lexicales ont une mise en page propre qui est rapidement identifiable, notamment par leurs cases alignées de forme allongée débutant par le chiffre 1. Elles ont un ordre de lecture uniforme, le passage d'une case à l'autre se faisant de droite à gauche et de haut en bas.

### Une écriture ou une proto-écriture?
Étant donné que les signes sont souvent agencés de façon aléatoire et qu'il n'y a pas (ou quasiment pas) de signes phonétiques, les textes de tablettes proto-cunéiformes n'ont pas vraiment de syntaxe,. Il n'est pas possible de transférer les principes de compréhension du système cunéiforme sur son ancêtre proto-cunéiforme, car de nombreux changements se sont produits entre les deux. Ces documents sont certes des instruments d'enregistrement d'informations plus efficaces que les autres, notamment par leur capacité à rapporter plusieurs informations en même temps. Cependant, il reste nécessaire d'avoir une connaissance de leur contexte de rédaction pour bien en comprendre le contenu. La rareté des racines verbales et l'absence (à une possible exception près) de texte narratif dans le corpus fait que le système proto-cunéiforme a pu être décrit comme un aide-mémoire. Un texte dans ce système n'est pas forcément destiné à être lu, il nécessite en tout cas que le lecteur connaisse déjà les grandes lignes des informations qu'il va lire. C'est ce qui explique les difficultés rencontrées pour le comprendre une fois ces éléments contextuels oubliés,.
Selon la manière dont le résume N. Veldhuis :

« Les signes archaïques sont capables d'enregistrer des biens, des titres professionnels et une variété de systèmes métrologiques. Les textes n'enregistrent pas les événements administratifs de manière narrative mais utilisent la disposition de la tablette (colonnes, recto et verso) pour indiquer les relations entre les éléments, les totaux et les personnes impliquées. À cet égard, le cunéiforme archaïque (du moins dans les décomptes les plus complexes) ressemble plus à un tableur moderne qu'à un système d'écriture moderne. »

La définition de ce qu'est une écriture est discutée, avec deux extrêmes : d'un côté une vision selon laquelle c'est un système de signes conventionnels d'intercommunication entre humains, de l'autre une vision selon laquelle ne mérite ce qualificatif qu'un système cherchant à reproduire le langage et la parole, donc une phrase parlée,.
Si on s'en tient à la première acception, le proto-cunéiforme est sans contestation possible une écriture, et il est même possible de considérer que les tablettes numériques sont déjà une forme d'écriture.
Mais si on se tient à l'autre approche, celle de l'écriture en tant que représentation de la langue, étant donné que les liens entre le proto-cunéiforme et le langage sont au mieux ténus, cela inciterait à remettre en cause son statut d'écriture à proprement parler tant qu'on n'y identifie pas avec certitude le principe du rébus, qui permet le passage du signe qui indique un mot au signe qui indique (aussi) un son. C'est ce que fait P. Damerow, pour qui le proto-cunéiforme est une « proto-écriture ». L'écriture à proprement parler ne se met selon lui en place que dans le courant du IIIe millénaire av. J.-C., avec le développement des signes phonétiques.

## Le contexte et les causes de l'invention

### La période d'Uruk récent: une époque «révolutionnaire»

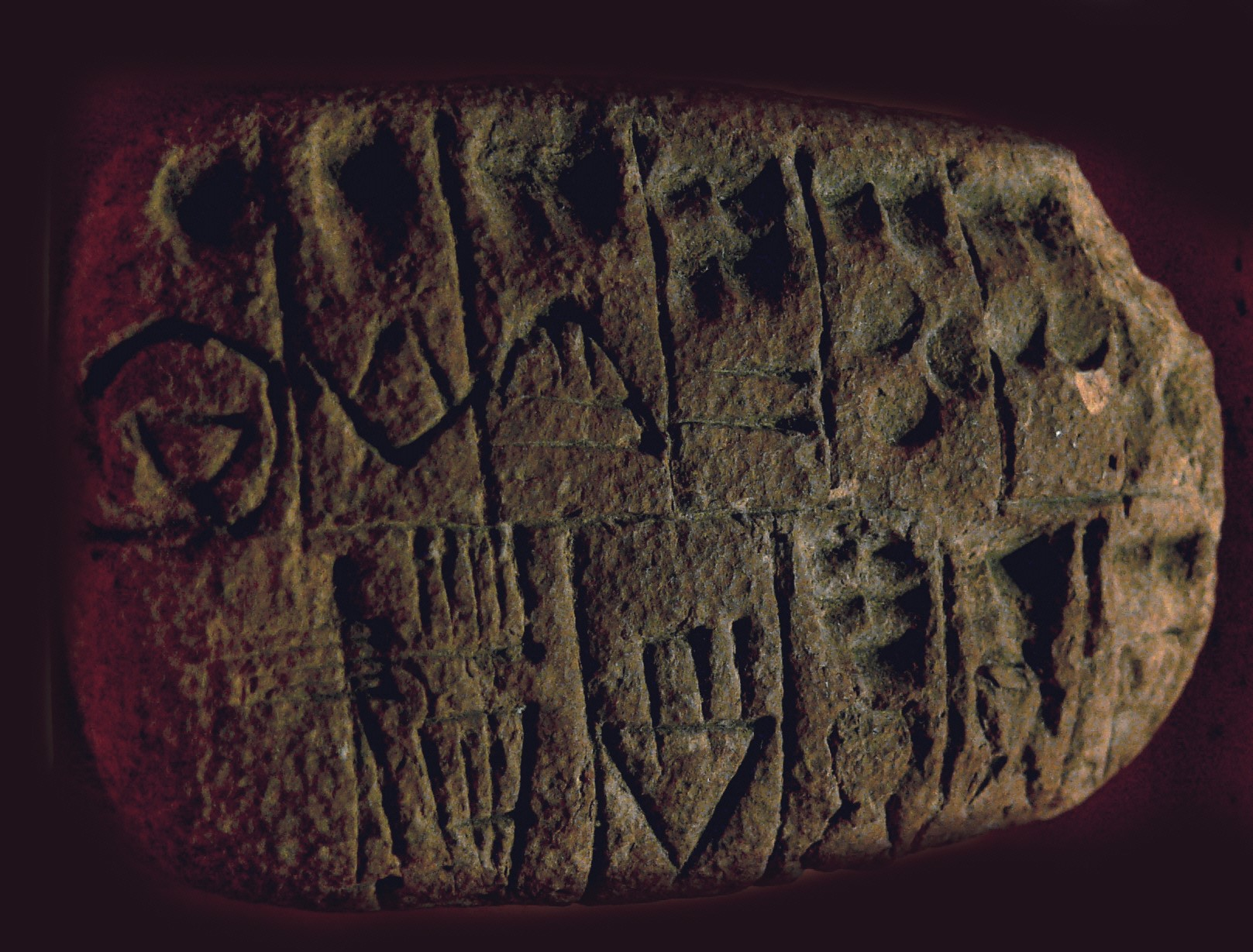
Tablette administrative d'Uruk III (v. 3200-3000 av. J.-C.), enregistrement d'une livraison de produits céréaliers pour une fête de la déesse Inanna. Pergamon Museum.

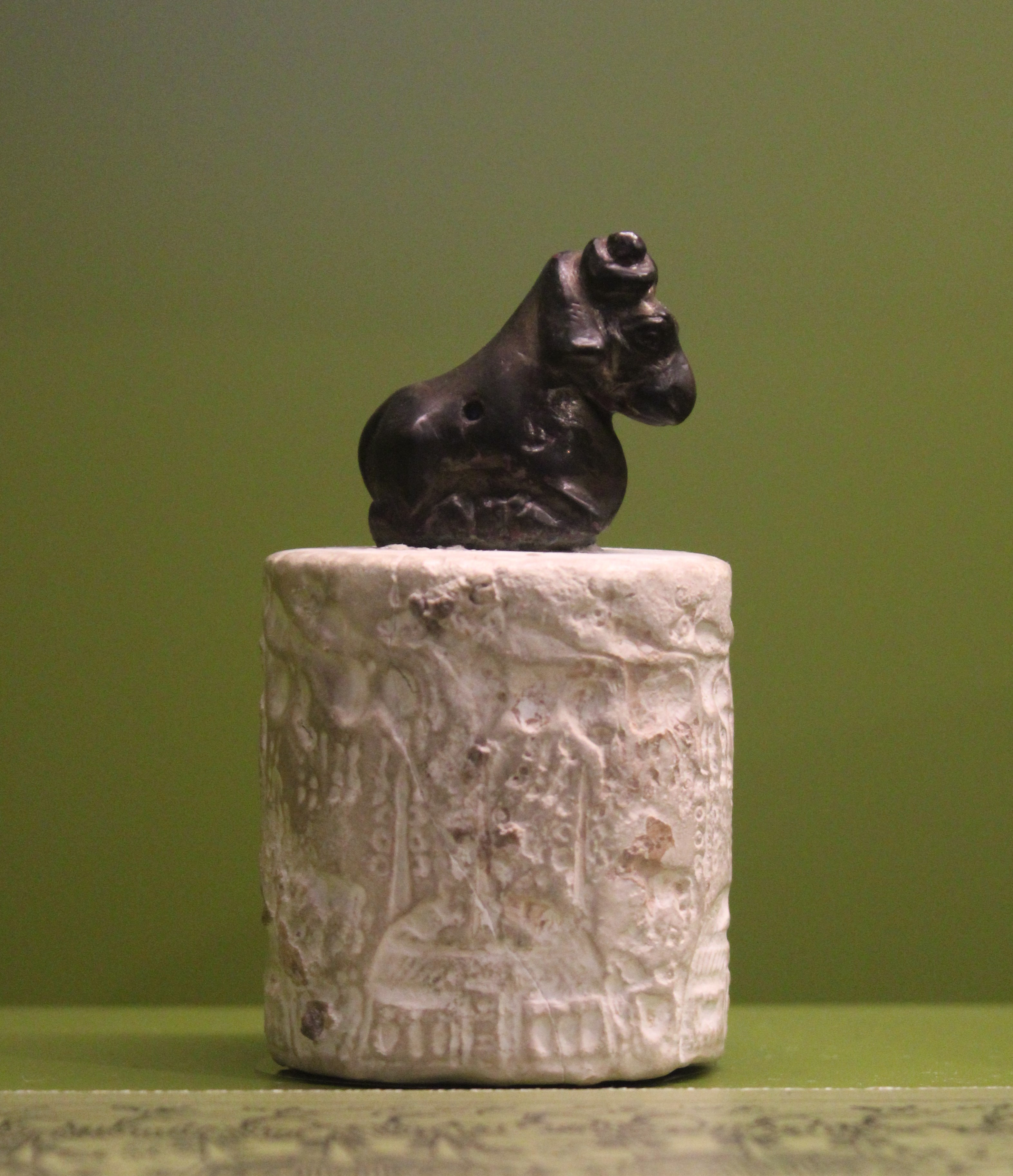
Sceau-cylindre représentant des bovins et des huttes en roseau, surmonté d'un bélier accroupi en alliage cuivreux. Période d'Uruk récent, Ashmolean Museum.

La période d'Uruk récent, ou plus largement la seconde moitié du IVe millénaire av. J.-C., est une période riche en changements, souvent rassemblés sous l'expression de « révolution urbaine », ou de période de « formation de l’État », donc une phase caractérisée par l'apparition de structures politiques plus complexes que par le passé, et d'agglomérations qui ont un caractère urbain ou « proto-urbain ». Elle est également marquée par des innovations techniques et développements économiques : développement de l'agriculture irriguée, de l'araire à semoir, des chariots à roue, de l'artisanat de la laine, de celui de la céramique avec l'introduction du tour de potier, de nouveaux procédés architecturaux, etc..
L'écriture proto-cunéiforme reflète ce contexte riche en créativité, et le fait qu'elle soit avant tout documentée à Uruk, la principale agglomération de la période (souvent présentée comme « la première ville »), n'est pas une coïncidence. Selon G. Selz :

« Le phénomène urukéen a reçu beaucoup d'attention en tant qu'exemple précoce d'un État émergent. Dans quelle mesure cet État est considéré comme une organisation entièrement centralisée contrôlant les institutions bureaucratiques, juridiques, militaires et religieuses est en grande partie une question d'interprétation. L'émergence de l'État dans le sud de la Mésopotamie fut clairement liée au processus d'urbanisation et au développement d'Uruk en tant que centre qui fonctionnait comme le pôle administratif et politique dont dépendaient hiérarchiquement d'autres sites. Cela coïncide avec la spécialisation progressive et la division du travail, ce dont témoignent le mieux les archives proto-cunéiformes de la période d'Uruk récent. »

Ainsi selon le scénario proposé par Nissen, la région d'Uruk connaît un processus de croissance démographique, provoqué par des changements écologiques, avec une organisation spatiale centrée sur Uruk, qui est la tête d'un réseau d'agglomérations dans son arrière-pays, qu'elle administre. Pour faire face aux difficultés liées à cette organisation administrative d'une nouvelle ampleur, des instruments de contrôle et de gestion sont développés.
La période d'Uruk récent a souvent été présentée comme une époque de « révolutions » : révolution urbaine, révolution managériale, révolution du travail, etc. D'importants changements ont manifestement lieu dans l'échelle des productions et des échanges. Chronologiquement, les tablettes proto-cunéiformes se situent à la fin de ce phénomène. Les plus anciennes sont datées pour partie de l'époque d'Uruk IV, la dernière phase de la période d'Uruk récent. Les plus récentes, et la majeure partie d'entre elles, datent de la période d'Uruk III, correspondant à la période archéologique dite de Djemdet Nasr. Cette phase voit un reflux de l'influence urukéenne, après d'importants changements ayant affecté l'architecture du quartier de l'Eanna d'Uruk, des abandons de sites, et diverses évolutions dans la culture matérielle. Tout cela indique une période de changements, si ce n'est de crise structurelle,.
Les tablettes proto-cunéiformes fournissent également des informations sur la société de leur temps : elles sont certes peu utiles pour comprendre l'organisation politique de la période, mais les listes de métiers et de fonctions permettent d'identifier une hiérarchie sociale et la présence de personnages encadrant l'économie de l'époque ; elles attestent de la présence d'une administration économique en développement, avec des gestionnaires, les premiers scribes, et des bureaux spécialisés ; les documents administratifs fournissent également des informations sur le culte religieux, notamment par la présence du signe d'Inanna, la déesse tutélaire d'Uruk, dans les tablettes de cette cité.

### Un instrument d'administration et de contrôle

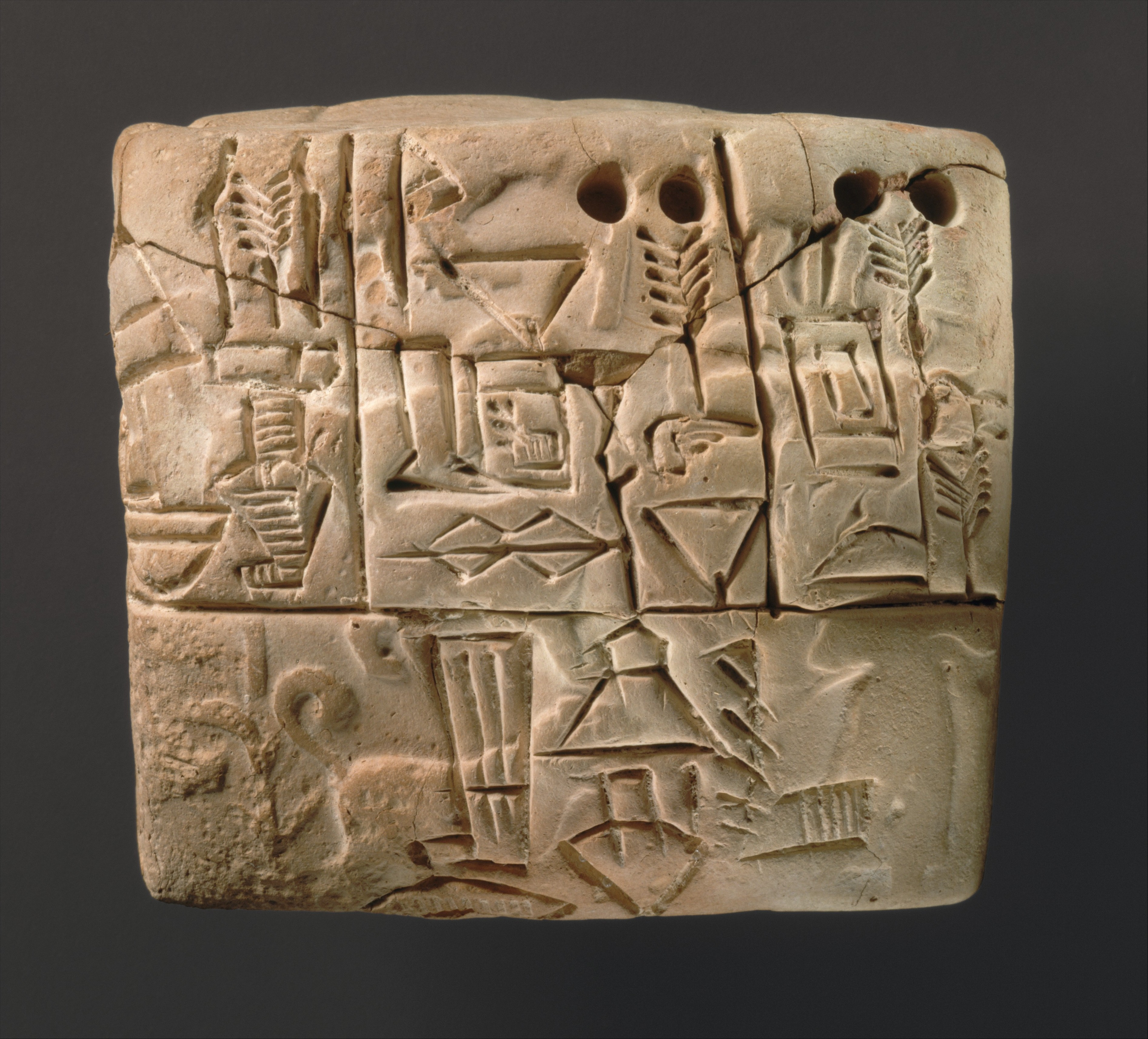
Tablette administrative avec impression de sceau-cylindre, provenant sans doute d'Uruk, période Uruk III, Metropolitan Museum of Art..

La théorie dominante postule une origine comptable à l'écriture, qui est née de la numératie, développée à partir des systèmes de numération qui se mettent en place avant son invention et qui améliorent leur capacité à enregistrer des informations jusqu'à aboutir progressivement à la mise en place d'un nouveau système plus efficace. Le but est donc de constituer un outil d'administration en mesure de répondre aux besoins liés à la gestion des institutions qui se développent durant la période d'Uruk et gèrent une organisation sociale et économique bien plus complexe que par le passé,,. En effet la majorité des textes proto-cunéiformes sont de nature administrative, enregistrant des transactions de produits et indiquant l'identité de personnes ou bureaux de l'administration, tandis que les listes lexicales fournissent des inventaires de ces mêmes biens et administrateurs. Selon B. Lafont :

« Ce qu'illustrent d'abord les premiers textes, ce sont principalement le décompte et la gestion des denrées, du bétail, de la force de travail, des terres agricoles, ainsi que des unités de temps et d'espace dans lesquelles ces éléments pouvaient être répartis. »

De plus la structure formelle et la sémantique de cette écriture dérivent manifestement de son origine et de ses usages administratifs. C'est en fin de compte une réponse à des problèmes entraînés par le fait que la société est devenue plus « complexe ». Ainsi que résumé par C. Woods :

« En Mésopotamie, l'invention de l'écriture représenta une solution plus globale à un certain nombre de problèmes administratifs et comptables posés par une bureaucratie de plus en plus complexe, problèmes qui étaient abordés un par un, mais seulement de façon partielle, par des instruments antérieurs. Ces dispositifs administratifs préhistoriques antérieurs, qui étaient également des produits de la période d'Uruk tardive, comprennent les sceaux-cylindres, les bulles d'argile solides, les tablettes numériques, les compteurs d'argile susmentionnés — généralement appelés jetons — et des enveloppes d'argile. Chacun servait de moyen de contrôle et de surveillance du flux de matériaux, de marchandises et de main-d'œuvre. Bien que l'écriture ait plus souvent complété plutôt que remplacé ces outils, elle a fourni un moyen beaucoup plus solide, efficace et flexible d'enregistrer et d'organiser les données. »

Le contexte immédiat de l'invention de l'écriture est donc manifestement comptable, mais en allant plus loin il prend une coloration politique. Certes, la Mésopotamie se distingue des autres foyers d'apparition de l'écriture, l'Égypte, la Chine et la Mésoamérique, par le fait que l'écriture n'y sert pas dès le début à la commémoration et à la manifestation d'un pouvoir monarchique, domaine qu'elle n'investit que plusieurs siècles après son invention. Mais elle est tout de même liée à des relations de pouvoir. M. Hudson a insisté sur le fait que le développement des instruments de comptabilité et des techniques comptables en Mésopotamie s'accompagne de celui d'instruments de découpage du temps, de poids et mesures, de prix, donc de diverses pratiques de standardisation voire de planification, formalisant les rapports économiques, et mettant en place une « technologie de contrôle social » (l'expression est reprise de C. Lamberg-Karlovsky) au service des institutions pour leur permettre de coordonner l'usage de leurs ressources. En cherchant à analyser les intentions des acteurs de l'époque, selon G. Algaze on peut voir dans la façon dont les administrateurs urukéens traitent les travailleurs serviles qu'ils emploient (considérés dans les documents comptables à peu près de la même manière que les animaux du cheptel des institutions) une volonté de « domestication du travail humain », et plus généralement la tentative des élites de l'époque de consolider leur emprise sur la société et ses ressources :

« En bref, à la fin de la période d'Uruk, les innovations cumulatives dans les modes de collecte, de traitement et de transmission des connaissances à travers le temps et l'espace ont fourni aux décideurs du sud de la Mésopotamie et aux institutions urbaines pour lesquelles ils travaillaient un flux de données économiques variées et fiables, du type qui est nécessaire à la formation, au maintien et à l'expansion efficace d'économies et de groupes sociaux à grande échelle. Plus important encore, ces données ont permis aux élites d'Uruk d'employer le travail et les biens disponibles là où ils étaient le plus nécessaires afin de maximiser leurs revenus, d'étendre leur pouvoir et de consolider la stabilité du système social qu'ils étaient en train de transformer. »

Il en résulte que l'invention de l'écriture n'est généralement pas vue comme l'aboutissement d'une tentative de représenter graphiquement le langage humain, par le biais de pictogrammes représentant des mots. Cette ancienne interprétation est aujourd'hui caduque car les caractéristiques du proto-cunéiforme ne vont pas dans son sens,. Pour Englund, « en tant que système administratif, le proto-cunéiforme sert avant tout à communiquer et enregistrer des données administratives », même si de façon secondaire il a pu entretenir des liens avec le langage et servir au développement d'une littérature avec les listes lexicales (surtout datées de la phase Uruk III).
Des visions alternatives ont été proposées, en particulier par J.-J. Glassner qui critique tant l'hypothèse de l'origine pictographique que celle de l'origine comptable de l'écriture, et considère que celle-ci n'est pas totalement indépendante de la langue parlée dès les premiers temps. Sans susciter l'adhésion des spécialistes des débuts de l'écriture, ce type de critique de l'approche dominante contribue à mettre en évidence le fait que la première écriture ne peut être réduite à son volet comptable. Elle développe rapidement d'autres fonctions et implications, visibles en particulier dans les listes lexicales et marque une évolution cognitive majeure, une nouvelle vision de l'espace et du temps (voir plus bas).

### Les premiers scribes et la diffusion de l'écriture
L'écriture semble avoir été une invention soudaine, peut-être le fait d'un seul individu, travaillant dans un bureau d'une institution d'Uruk et déjà versé dans les techniques comptables, afin de disposer d'un système d'enregistrement d'information plus efficace, une solution permettant d'unifier et de simplifier les différents instruments alors employés (bulles, jetons, tablettes numériques). Cet outil sophistiqué est ensuite approuvé et accepté par ceux qui travaillent dans ces bureaux, car il est vu comme la solution à leurs problèmes, et se diffuse. Mais sans modifier ce constat on peut également envisager l'écriture comme le produit d'un effort collectif, accompli par plusieurs générations de gestionnaires qui ont élaboré sur plusieurs millénaires des instruments d'enregistrement de l'information de plus en plus efficaces.
Avec l'émergence de l'écriture, les spécialistes de la numératie des époques antérieures deviennent les premiers scribes, ce qui introduit un changement dans l'organisation administrative. Néanmoins aucun signe ne semble exister pour désigner un scribe, spécialisé dans l'écriture, comme c'est le cas pour les périodes postérieures de l'histoire mésopotamienne. En ces temps de début de l'écriture, les personnes sont avant tout désignées par leur fonction administrative, et à ce stade il n'existe manifestement pas encore de personnes qui sont spécialisées dans l'écriture. Ceux qui écrivent les premières tablettes sont donc les mêmes administrateurs que par le passé, à cela près qu'ils ont à leur disposition un nouvel outil pour exercer leurs fonctions : l'écriture.
L'écriture semble se diffuser à partir d'Uruk, site qui a livré de loin le plus grand nombre de tablettes proto-cunéiformes. Mais pour l'époque d'Uruk III des tablettes se retrouvent sur plusieurs sites du Sud mésopotamien, tels que Tell Uqair, Djemdet Nasr, Umma, Tell Asmar. Néanmoins on n'en trouve pas de trace dans les sites de la sphère d'influence urukéenne, que ce soit dans le nord de la Mésopotamie, ou en Susiane où se développe l'écriture proto-élamite. Cela reste à expliquer : la fin de la période d'Uruk se marque par un reflux de l'influence du sud mésopotamien, et donc des contacts moins poussés avec les régions voisines ; des systèmes de comptabilité alternatifs ont pu exister en plus du proto-élamite.
La transmission des savoir-faire administratifs, donc de l'écriture, entre les générations, se fait selon Nissen au sein des institutions d'administration. En tout cas le fait que les pratiques de l'écriture connaissent une évolution importante durant l'époque d'Uruk III et soient relativement homogènes sur les différents sites pourrait indiquer l'existence d'une sorte de corporation de scribes ou d'une centralisation de l'enseignement de l'écriture,.
N. Veldhuis a tenté de reconstituer la manière dont se déroulait l'apprentissage du proto-cunéiforme. Certaines tablettes retrouvées semblent avoir eu une fonction scolaire, pour l'apprentissage des signes et aussi du calcul. Les listes de signes ont probablement servi pour l'enseignement de l'écriture, car c'est une de leurs fonctions principales durant les périodes postérieures. Elles contiennent certes de nombreux signes qui ne sont pas employés pour la rédaction de textes administratifs, mais cela devait servir à permettre d'envisager des situations inédites qui surviendraient et devraient être enregistrées sur des tablettes administratives. Elles reflètent aussi le fait que l'enseignement de l'écriture est dès cette période relativement strict.

### Une invention des Sumériens?
Depuis la découverte des premières tablettes en écriture proto-cunéiforme, une des questions récurrentes relatives à celle-ci est de déterminer si elle a été inventée par des Sumériens, c'est-à-dire des personnes parlant le sumérien, le « peuple » auquel on attribue traditionnellement les inventions essentielles à l'origine de la civilisation mésopotamienne. Cela renvoie également à la « question sumérienne », qui consiste à déterminer depuis quand les Sumériens sont présents dans le sud mésopotamien (et d'où ils sont arrivés), et aussi aux questionnements sur l'hypothétique présence de populations antérieures aux Sumériens dans la région, qui n'a jamais été démontrée. Il est du reste probable que plusieurs langues coexistent à l'époque d'Uruk,.
Donner une réponse à cette question avec certitude est impossible en l'état actuel des connaissances. D'abord parce que, comme exposé ci-dessus, l'écriture proto-cunéiforme n'a pas pour objectif de transcrire une langue parlée, et le corpus connu comprend au mieux quelques occurrences de signes phonétiques. De plus, tenter de reconstituer la phonologie du sumérien pour les périodes plus récentes est déjà une affaire complexe, alors le faire pour une période aussi reculée relève de la gageure, ce qui rend l'exercice encore plus complexe. Des tentatives anciennes d'identifier des séquences en sumérien dans les textes proto-cunéiformes ont tourné court, devant la difficulté de se mettre d'accord sur le sens d'un texte complexe, et aucun nom de personne en sumérien n'a été identifié. L'un des plus éminents spécialistes du proto-cunéiforme, Englund, a toujours maintenu qu'il était impossible d'affirmer que des Sumériens ont rédigé ces textes,. Étant donné que l'écriture proto-cunéiforme a sans doute été inventée dans un contexte où plusieurs langues étaient parlées, le fait qu'elle ne renvoie pas à l'une d'entre elles en particulier en faisait un outil utilisable par des personnes parlant ces différentes langues.
Mais d'autres travaux, comme ceux de T. Krispijn, ont mis en avant des textes plaidant en faveur d'un proto-cunéiforme rédigé par des gens parlant le sumérien. En tout et pour tout, une dizaine voire une quinzaine de cas d'écritures phonétiques en sumérien (avec les rébus) seraient identifiables dans les textes de cette période. Mais c'est encore débattu,.
La position de la majorité des spécialistes est cependant que le sumérien est bien le langage en arrière-plan derrière les plus anciens textes écrits en Mésopotamie, ou du moins un des langages parlés par les premiers scribes mésopotamiens,.

### Une innovation majeure
L'invention de l'écriture est couramment présentée comme un tournant capital dans l'histoire humaine, qui permet de conserver plus d'informations que par le passé, de les transmettre au sein de la société, et aussi pour les générations futures, jusqu'aux historiens modernes qui disposent grâce à elle d'un nombre plus important de données à analyser. En ce sens, elle est couramment considérée comme marquant le passage de la préhistoire à l'histoire. Cela peut être tempéré par le constat que l'écriture n'est jamais qu'une innovation parmi d'autres qui se produisent durant l'époque de la « révolution urbaine », mais tout de même une des plus significatives. Selon M. Liverani :

« L'origine de l'écriture a également été considérée comme marquant le début de l'histoire au sens propre du terme, à cause de l'idée dépassée qu'il n'y aurait pas d'histoire avant que des sources écrites ne soient disponibles. Mais maintenant qu'une telle idée est considérée comme simpliste ou fausse, nous pouvons toujours considérer l'écriture comme le point culminant le plus évident et symbolique de tout le processus. »

Sur la longue durée, il est indubitable que l'écriture introduit d'importants changements pour les sociétés humaines. Elle est ainsi un instrument révolutionnant la communication et l'enregistrement des informations, qui se diffusent plus facilement dans l'espace et dans le temps. Selon G. Buccellati :

« L'écriture en est venue à servir de banque de mémoire supplémentaire, mais - et c'est là une différence cruciale par rapport à la mémoire humaine - une banque dans laquelle les individus pouvaient puiser ce qu'ils n'avaient pas apporté personnellement. C'est l'aspect essentiellement impersonnel du phénomène de l'écriture : la communication de l'information, la transmission du savoir est devenue possible sans contact personnel, sans communication face-à-face. »

L'impact et la perception de cette invention durant l'époque d'Uruk finale sont discutés. L'écriture proto-cunéiforme est au début un outil de gestion qui reste proche dans ses usages de ceux déjà existants (jetons, bulles-enveloppes, tablette numériques). Il est donc possible que son apparition n'ait pas été perçue sur le moment comme une révolution. Mais son potentiel à enregistrer plus d'informations que les autres est rapidement compris, comme en témoigne le fait que des documents administratifs de plus en plus complexes soient développés dès les premiers temps. Algaze considère qu'avec l'écriture les entités politiques du Sud mésopotamien urukéen ont entre leurs mains un instrument qui rend leur administration encore plus efficace et complexe que celles des régions voisines (où, en plus de l'absence d'écriture, les sceaux semblent bien moins employés), ce qui constitue à ses yeux un « avantage compétitif » pour cette région (au même titre que l'agriculture irriguée à hauts rendements et le réseau de transport fluvial).
Moins prosaïquement, il y a diverses raisons supplémentaires de ne pas relativiser l'importance de cette invention dès cette période, au regard des changements culturels et intellectuels qu'elle permet. Comme l'ont notamment mis en avant les travaux de Jack Goody, l'invention de l'écriture porte en germe des évolutions cognitives significatives, une révolution intellectuelle, visible notamment dans les listes de signes. Selon B. Lafont :

« Les conséquences de l'écriture sur les processus cognitifs, ses potentialités pour déployer de nouveaux moyens de communication ont provoqué une modification de la perception du monde chez ceux qui l'avaient inventée. Elle a permis que se développe un système de pensée différent et a progressivement donné à ses utilisateurs de nouvelles manières, non seulement de se projeter dans le temps et dans l'espace, mais aussi d'entreprendre une réflexion sur le monde et son organisation. »

Selon J.-J. Glassner l'invention du cunéiforme constitue une « aventure intellectuelle » d'une grande ampleur, qui se prolonge durant les siècles suivants :

« Elle a conduit la société mésopotamienne à penser différemment son rapport au monde et à elle-même, par l'instauration de critères rationnels, puis politiques, permettant à l'homme d'exercer un pouvoir sur les choses, voire sur les forces surnaturelles qui sont à l'abri de l'histoire et pourtant si historiques. »

## Le proto-élamite
Autour de 3000 av. J.-C. (3100-2900 av. J.-C. selon la fourchette retenue par la Cuneiform Digital Library Initiative) se développe, dans le sud-ouest iranien, une autre sorte d'écriture : le proto-élamite. C'est également le nom donné à la culture qui se développe à cette période, désignée ainsi parce qu'elle semble être un antécédent de la civilisation de l'Élam qui occupe ces mêmes régions par la suite (civilisation proto-élamite). Ce système est avant tout documenté par des tablettes mises au jour à Suse (phase III), qui sont également les plus complexes, mais d'autres ont été retrouvées sur des sites d'Iran (Tell-e Malyan, Tepe Yahya, Tepe Sialk, Tepe Sofalin, Shahr-e Sokhta, etc.),.

Tablettes proto-élamites de Suse.
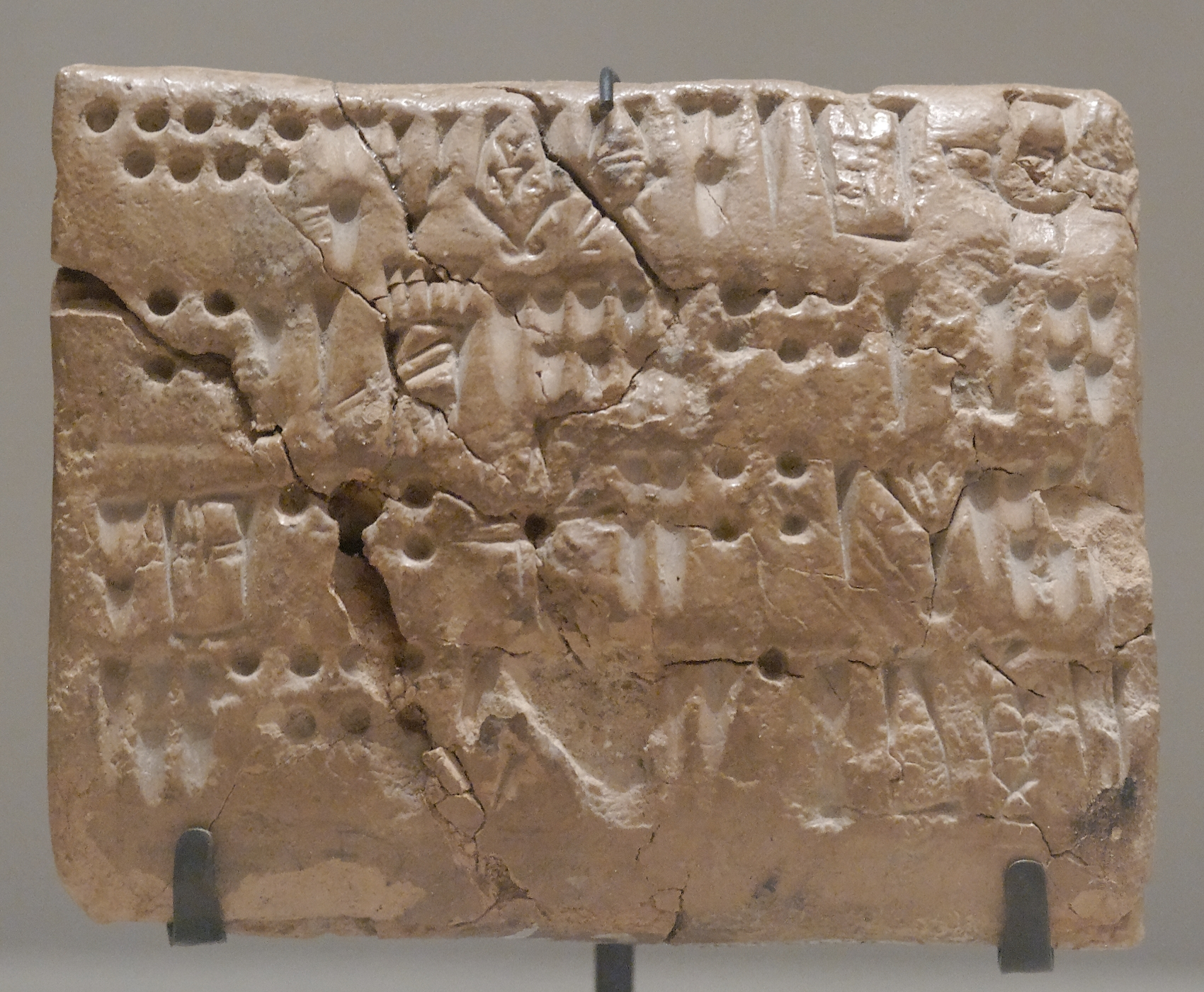
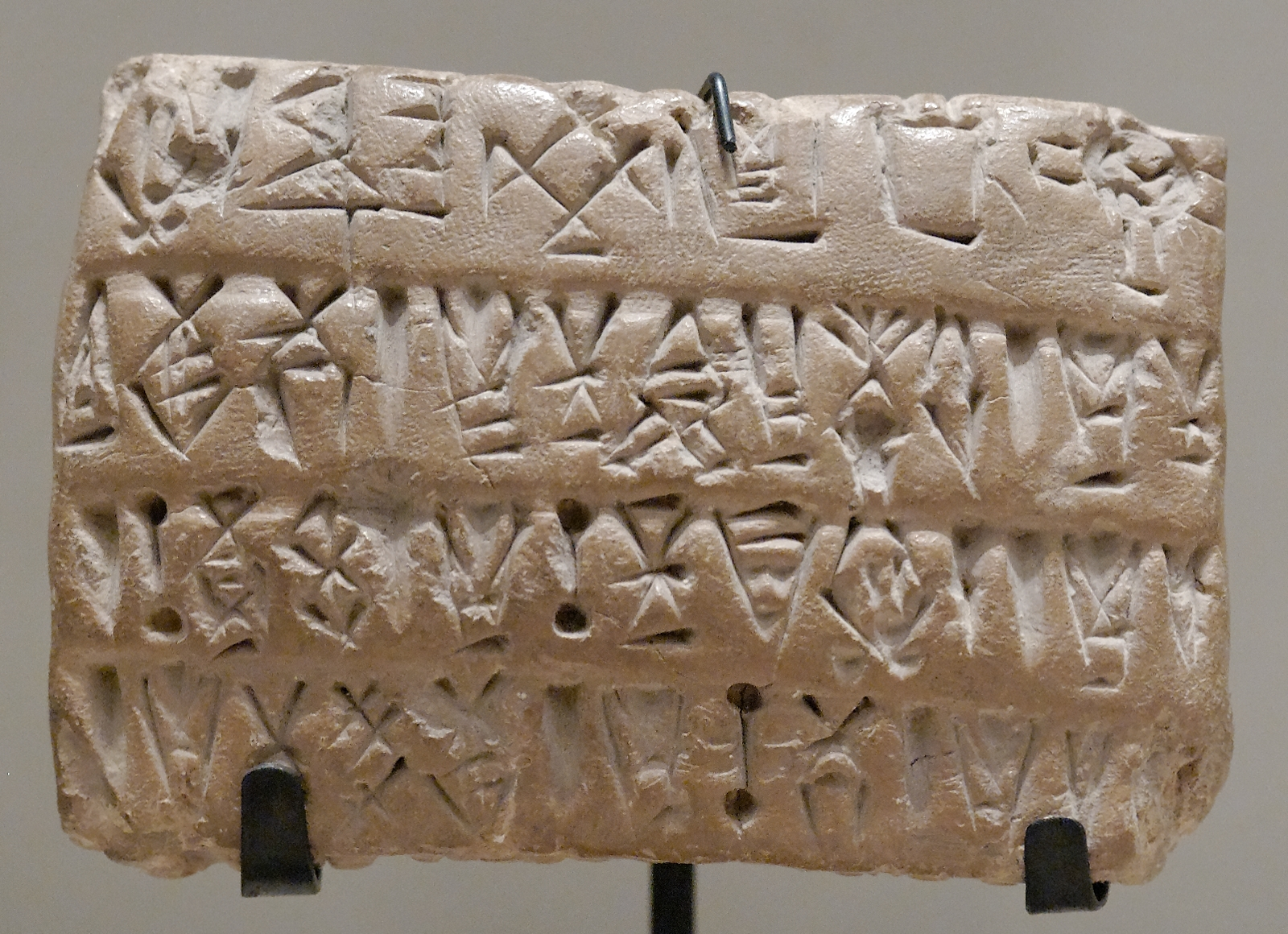
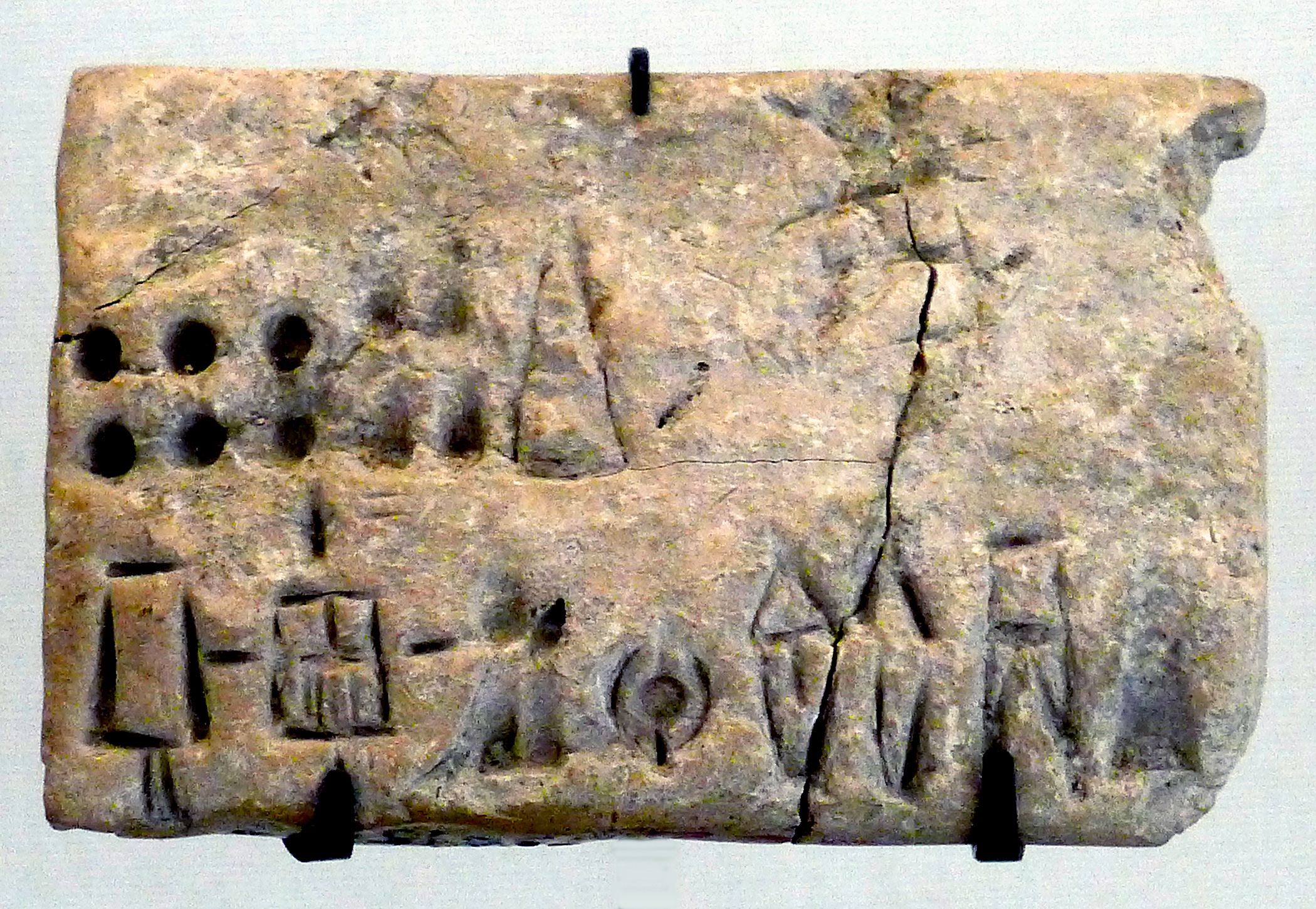
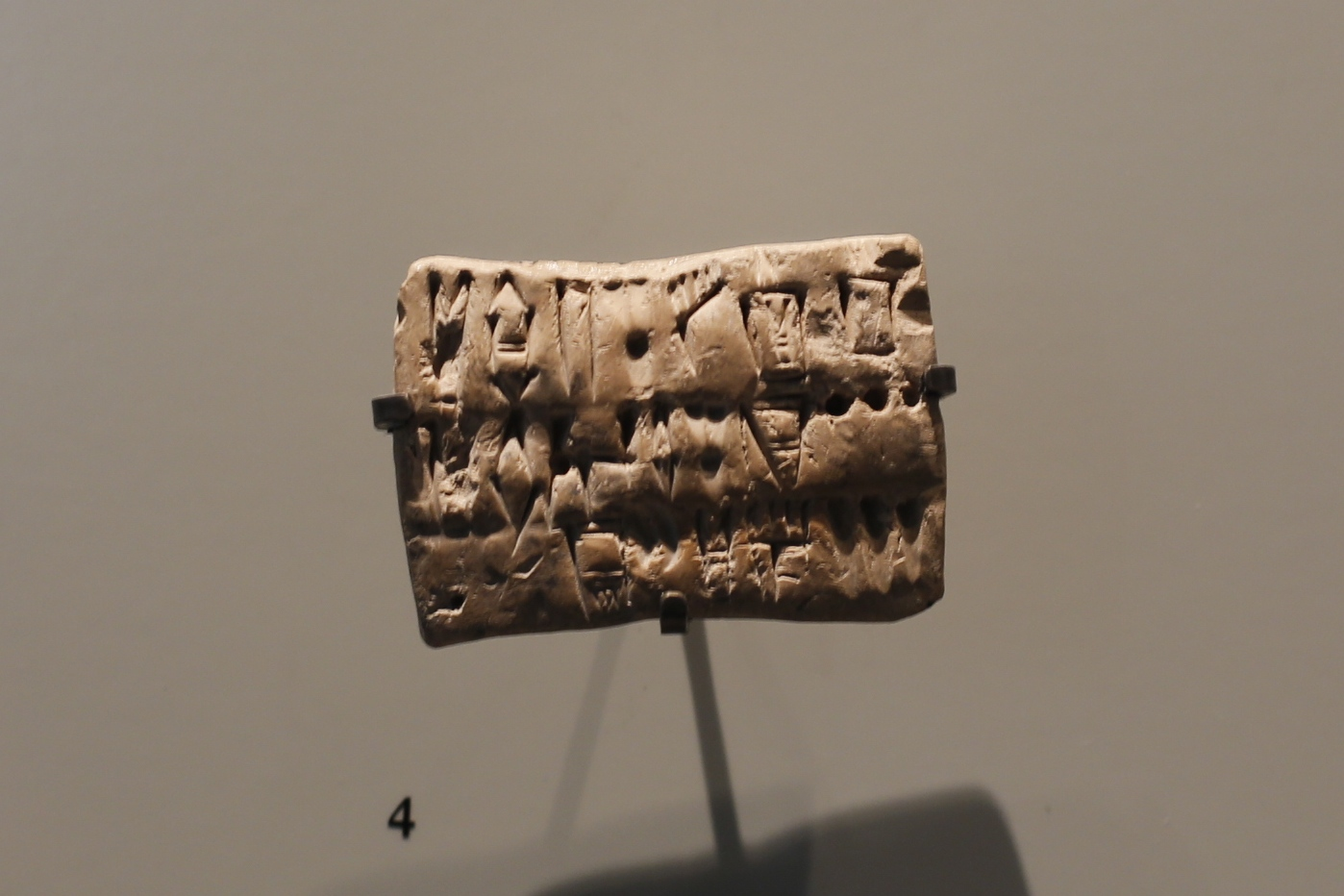
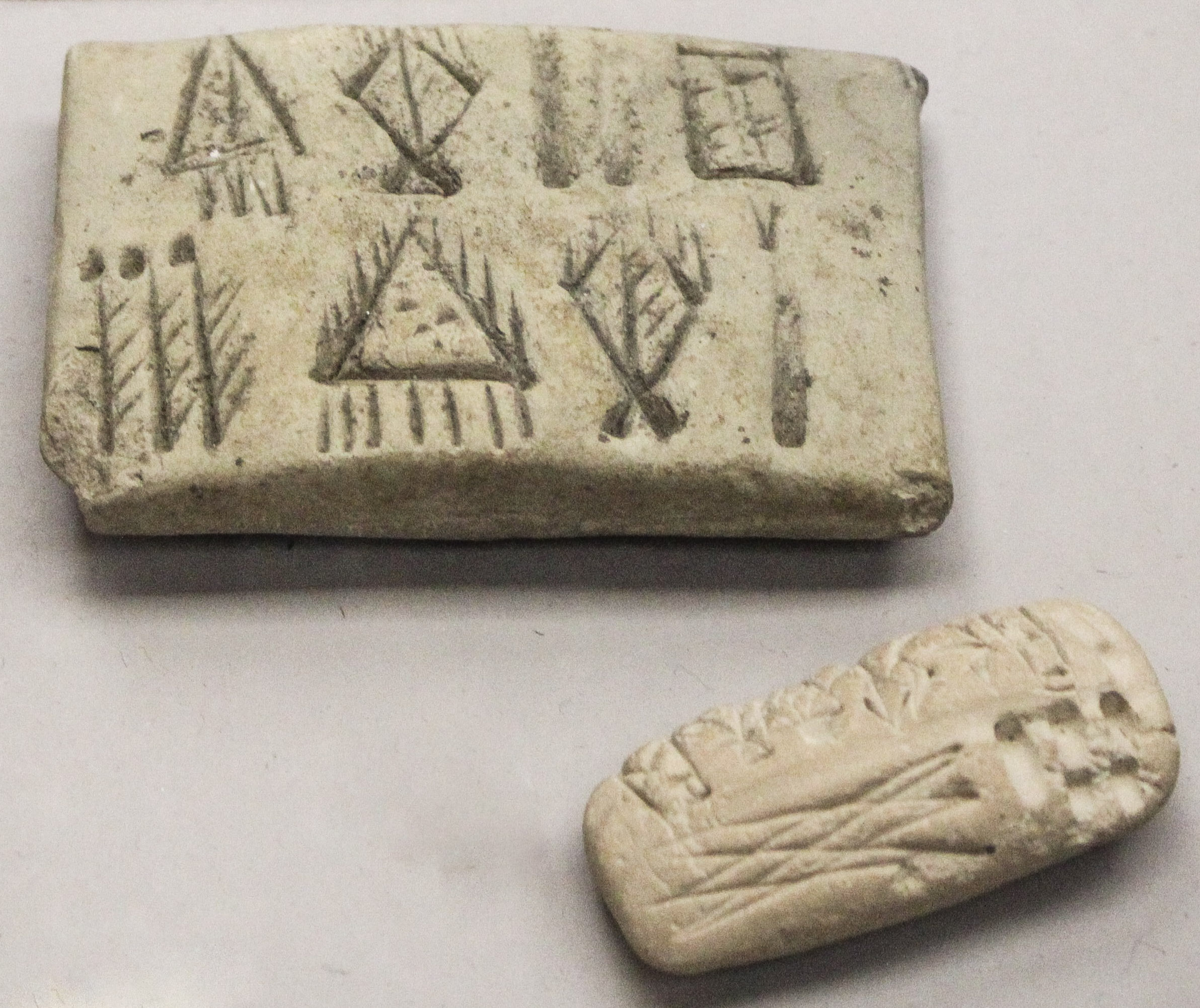

Il s'agit d'un système intégralement administratif (deux tablettes pourraient être de nature métrologique ou mathématique), concernant essentiellement des activités et produits agricoles, comprenant des signes numériques, des signes pictographiques représentant des objets, et des signes abstraits, la valeur des signes étant souvent énigmatique.
Comme on l'a déjà souligné, le site de Suse a fourni une documentation capitale pour la compréhension des précurseurs de l'écriture (jetons, bulles-enveloppes, tablettes numériques et numéro-idéographiques), mais pas d'exemplaire de tablette proto-cunéiforme. Ce site aurait donc suivi une évolution similaire à Uruk, mais sans l'étape décisive. Reste à savoir quand la coupure entre les deux évolutions s'effectue. L'opinion générale est que le système est inspiré du proto-cunéiforme, qui lui serait donc au moins légèrement antérieur. Mais cela reste discuté, car au-delà des signes numériques et de quelques idéogrammes les deux systèmes sont très différents. Il est donc possible que les deux soient des « écritures-sœurs » apparues chacune de leur côté, constituant deux évolutions différentes à partir des tablettes numériques et numéro-idéographiques, attestées à Suse comme à Uruk, précédant directement l'apparition de l'écriture. L'emploi de signes numériques et de séparateurs entre lignes similaires dans le répertoire Uruk IV et le proto-élamite sembleraient indiquer qu'il y a des contacts entre les scribes des deux sites jusqu'à la fin de l'époque d'Uruk IV, et le signe de Suse apparaît dans la liste de villes de la phase Uruk III,,.
L'écriture proto-élamite a été employée durant une période brève. Après cela l'écriture n'est plus attestée en Élam pendant un bon demi-millénaire. Après quoi l'écriture cunéiforme y apparaît. Il n'y a manifestement aucun successeur à ce système, même s'il est parfois envisagé que certains de ses signes soient repris dans une écriture développée en Élam autour de 2200-2100 av. J.-C., l'élamite linéaire.

## Du proto-cunéiforme au cunéiforme

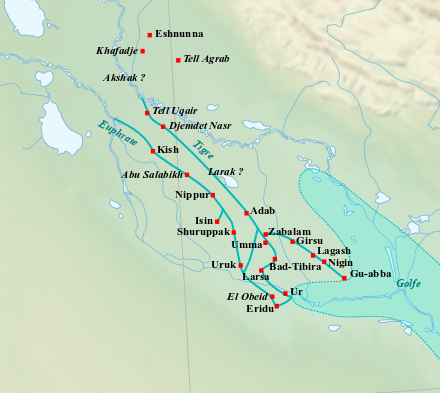
Les principaux sites de Basse Mésopotamie durant la période des dynasties archaïques.

Après la période des tablettes proto-cunéiformes qui s'achève au plus tard autour de 3000-2900 av. J.-C., les développements de l'écriture dans la première moitié du IIIe millénaire av. J.-C., s'ils sont pauvrement documentés, sont néanmoins clairs dans les grandes lignes : les signes en forme de coins ou clous qui ont donné son nom à l'écriture cunéiforme se généralisent, et l'écriture se dote de signes phonétiques qui transcrivent des syllabes. Plus largement s'observent des évolutions dans le format des tablettes et les conventions d'écriture.
Cette phase correspond à la période des dynasties archaïques (abrégé DA), dans ses sous-périodes DA I (v. 2900-2750), DA II (v. 2750-2600) et DA IIIA (v. 2600-2500),.
Depuis la phase d'Uruk III les signes quittent la forme de lignes courbes, pour être constitués de lignes droites, ce qui leur donne un aspect de plus en plus abstrait. Comme on l'a déjà souligné, c'est lié au fait qu'il était plus simple d'inciser des lignes droites que de tracer des lignes courbes dans de l'argile. La phase d'Uruk III voit aussi se diffuser l'usage de calames à l'extrémité taillée en biseau, qui vont donner une forme de clous aux signes tracés dans les tablettes, donnant l'aspect cunéiforme qui sert à distinguer l'écriture mésopotamienne antique. Le processus de « cunéiformisation » de l'écriture semble achevé au moment de la rédaction des tablettes d'Ur datées des alentours de 2750-2700 av. J.-C. L'abstraction de l'écriture se poursuit et dans les tablettes de l'époque de Fara (l'antique Shuruppak, v. 2600-2500 av. J.-C.). Les signes sont constitués de lignes dont l'extrémité est en forme de clous, qui ne permettent généralement pas de reconnaître le pictogramme qui en est à l'origine. Les calames à l'extrémité arrondie sont cependant encore en usage pour écrire des signes numériques jusqu'aux derniers siècles du IIIe millénaire av. J.-C., quand ils sont remplacés par des signes numériques cunéiformes.
La première moitié du IIIe millénaire av. J.-C. voit également se produire un ensemble d'évolutions qui vont rendre l'écriture mésopotamienne de plus en plus phonétique et lui permettre de transcrire la langue parlée, donc des phrases. Comme vu précédemment, il est possible que des signes proto-cunéiformes aient été lus de façon phonétique, mais quand bien même ce serait le cas ils sont très minoritaires dans le corpus connu. L'écriture proto-cunéiforme ne se préoccupe pas de rendre une langue, agençant les signes logographiques dans un ordre aléatoire. Autour de 2750-2700 av. J.-C. les corpus d'Ur et d'Uruk datés du DA I comprennent en revanche un certain nombre de signes phonétiques, sous la forme de déterminatifs phonétiques qui visent à préciser le sens d'un logogramme, et qui renvoient au sumérien. On trouve par exemple dans le corpus d'Ur le suffixe /-a/ servant à transformer des verbes en noms (forme souvent traduite par un participe passé) : la séquence ZIG3-GA, décomposée en un premier signe compris comme la racine ZIG3 « s'élever/se (re)lever » et un second signe GA servant de complément phonétique ajoutant ce suffixe /-a/, sera comprise en sumérien zig3.a « levé(e) », et en contexte administratif « prélèvement »/« dépense »,. Ce développement de l'aspect phonétique de l'écriture cunéiforme est en particulier visible dans l'écriture des noms de personnes (sumériens). Il se poursuit durant les siècles suivants. Cela semble en bonne partie lié à son adaptation à l'autre langue couramment parlée dans le Sud mésopotamien à cette période, l'akkadien, dont les débuts s'observent en particulier dans les textes d'Abu Salabikh datés des alentours de 2600-2500. La syntaxe des textes est également adaptée à ces évolutions, puisqu'au milieu du IIIe millénaire av. J.-C. les signes sont arrangés dans l'ordre linguistique correct et non plus de façon aléatoire. L'évolution se décèle dans les textes d'Abu Salabikh et apparaît clairement dans ceux de Girsu, qui datent surtout des premières décennies du siècle suivant. Il s'agit donc sans équivoque possible d'une « écriture » dans toutes les acceptions du terme, adaptée pour écrire une langue orale.
De plus, le cunéiforme étoffe progressivement son répertoire : toujours utilisé principalement pour des besoins administratifs dans les tablettes archaïques d'Ur (v. 2750-2700), il commence aussi à être employé pour enregistrer des actes de vente de terre (les « anciens kudurrus », sur pierre, v. 2900-2500), puis d'autres types de transactions, des rituels religieux ainsi que des compositions littéraires (hymnes, textes sapientiaux) à Shuruppak et à Abu Salabikh (v. 2600-2500), et des inscriptions commémorant les actes pieux ou militaires des souverains et de l'élite dans les textes de Girsu. Les spécialistes de l'écriture, les « scribes » (en sumérien dub-sar, mot composé des termes signifiant « tablette » et « écrire ») apparaissent dans les textes de l'époque, avec l'existence de diverses dénominations témoignant de hiérarchies et de spécialisations au sein de ce groupe. Leur savoir-faire est donc désormais assurément reconnu.

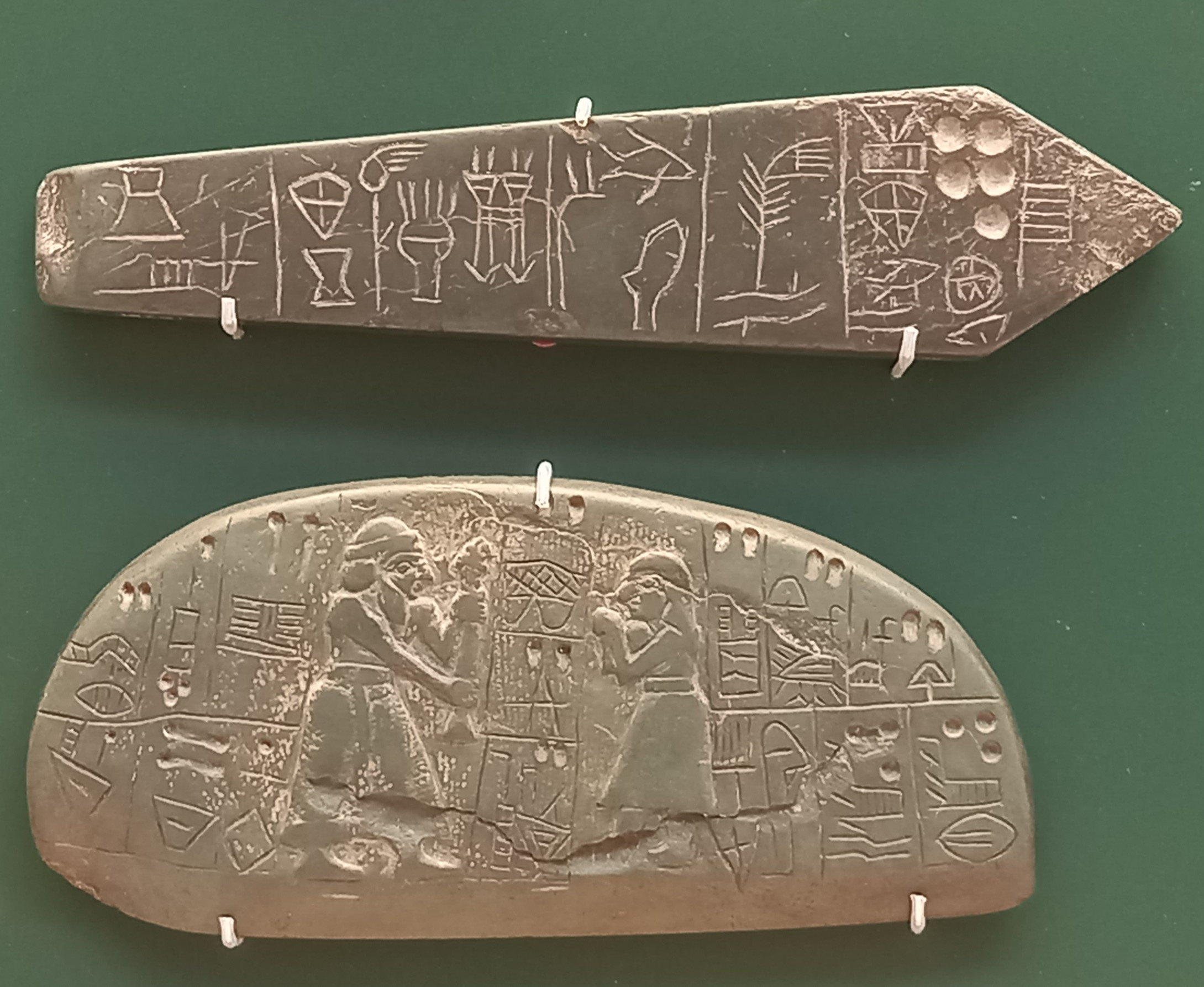
« Monuments Blau » : deux pierres gravées de provenance inconnue, comportant des signes archaïques et rapportant sans doute une cession de terre, datables approximativement de la période 2900-2700 av. J.-C. British Museum.
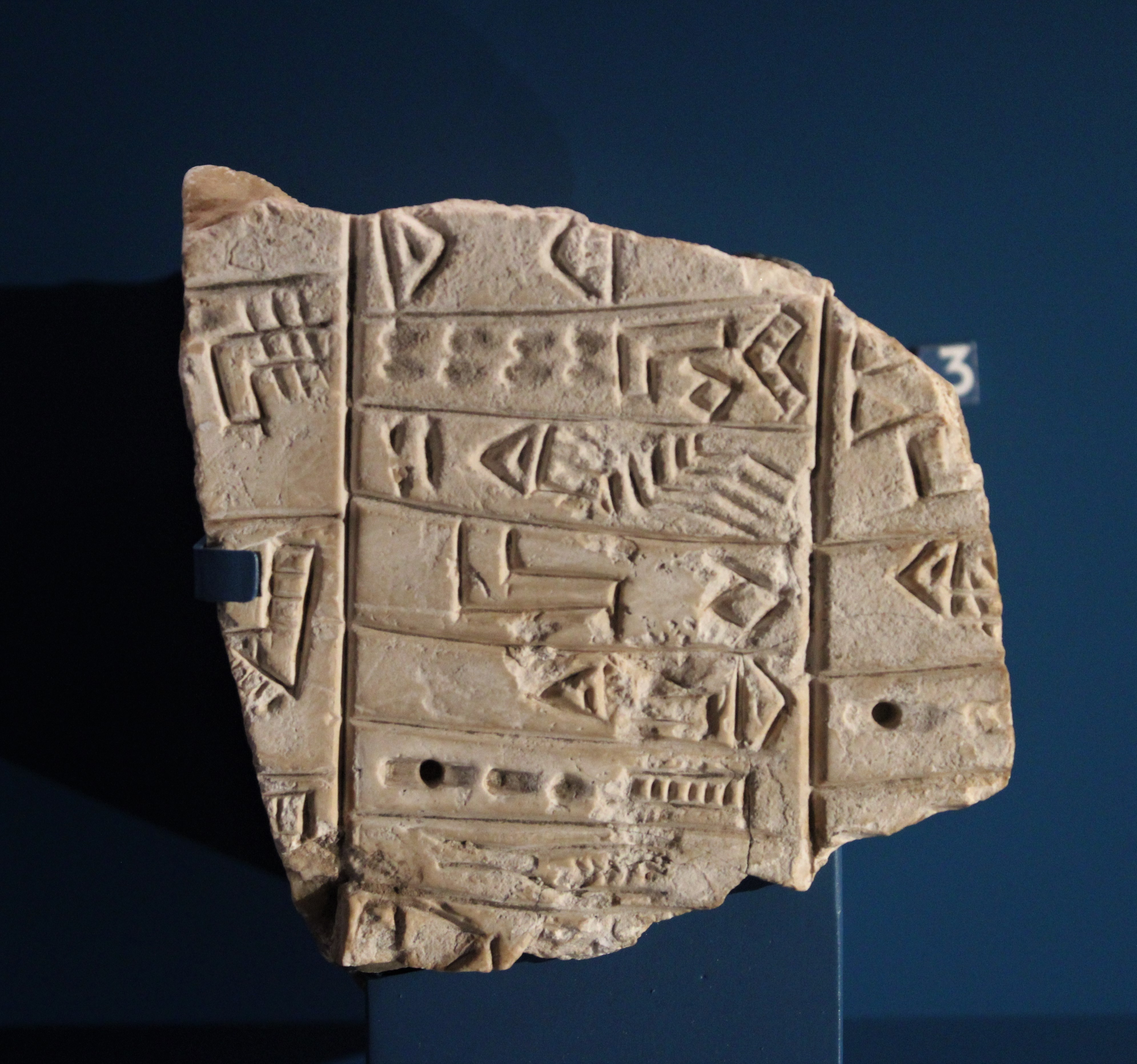
Fragment d'inscription sur pierre, transfert de propriété d'une terre, provenant de Kish, v. 2600-2500 av. J.-C. (DA IIIA). Ashmolean Museum.
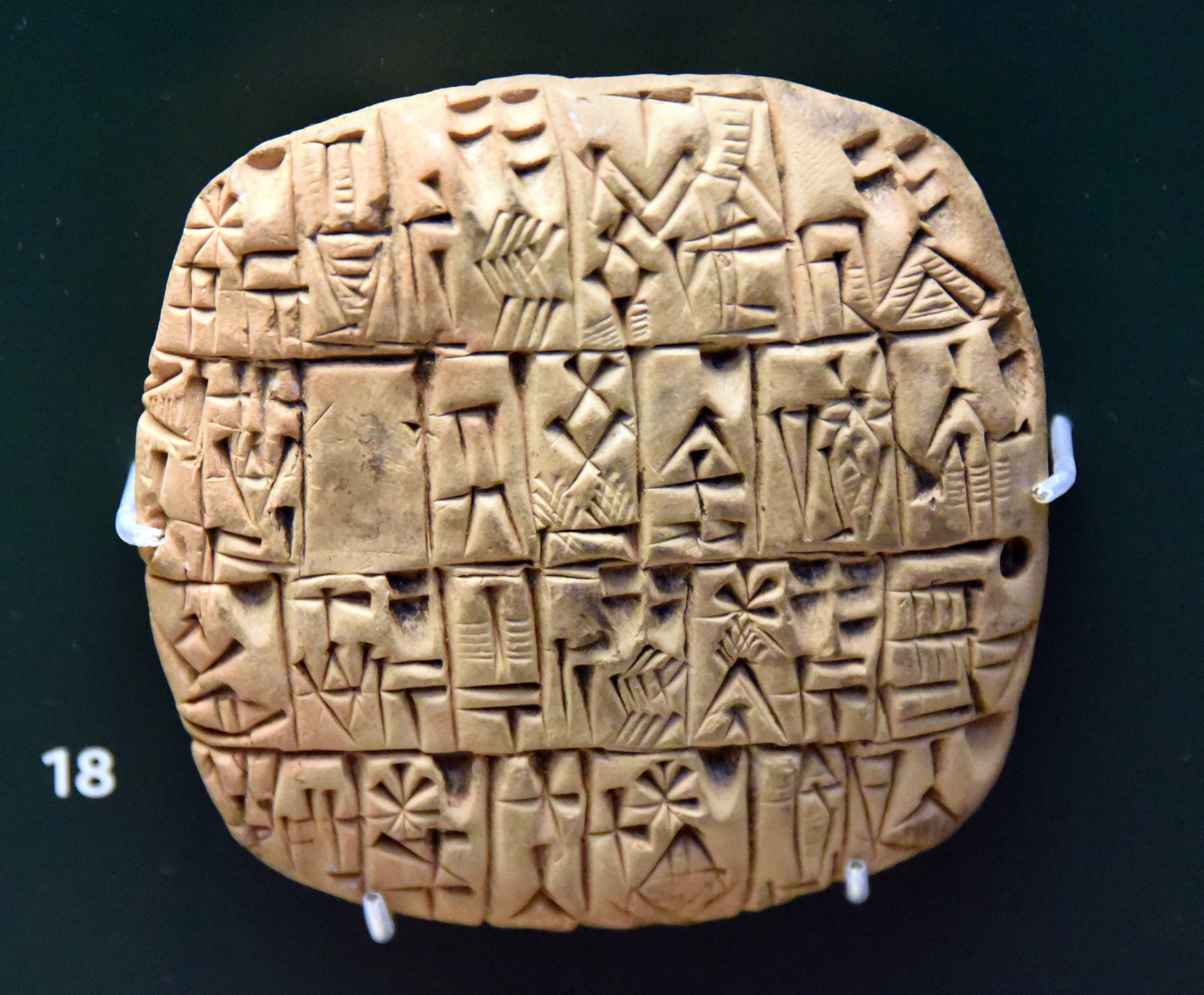
Tablette administrative, compte d'un versement d'argent pour le gouverneur. Shuruppak, v. 2600-2500 av. J.-C. (DA IIIA). British Museum.
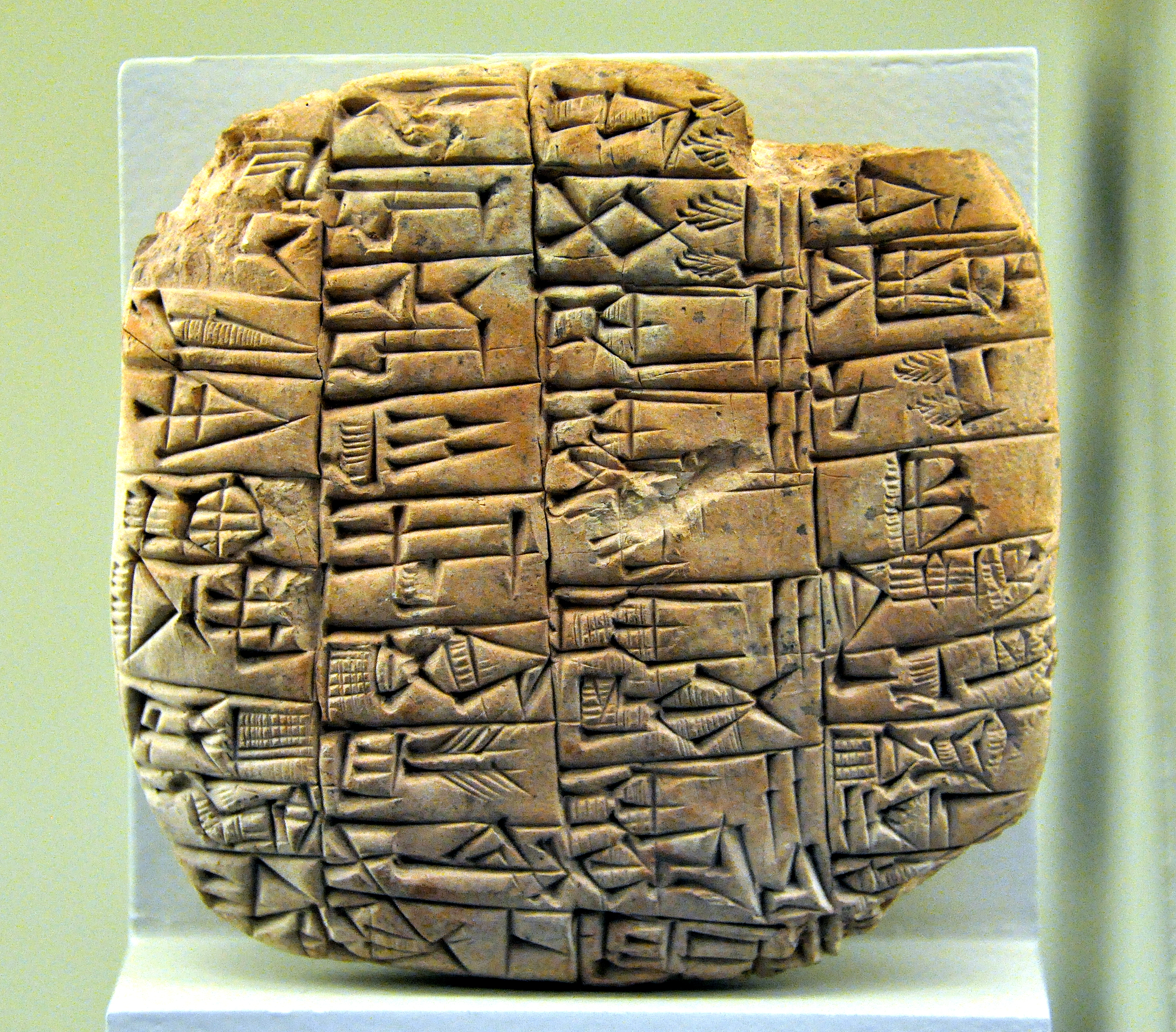
Liste lexicale de professions, Shuruppak, v. 2600-2500 av. J.-C. (DA IIIA) Pergamon Museum.
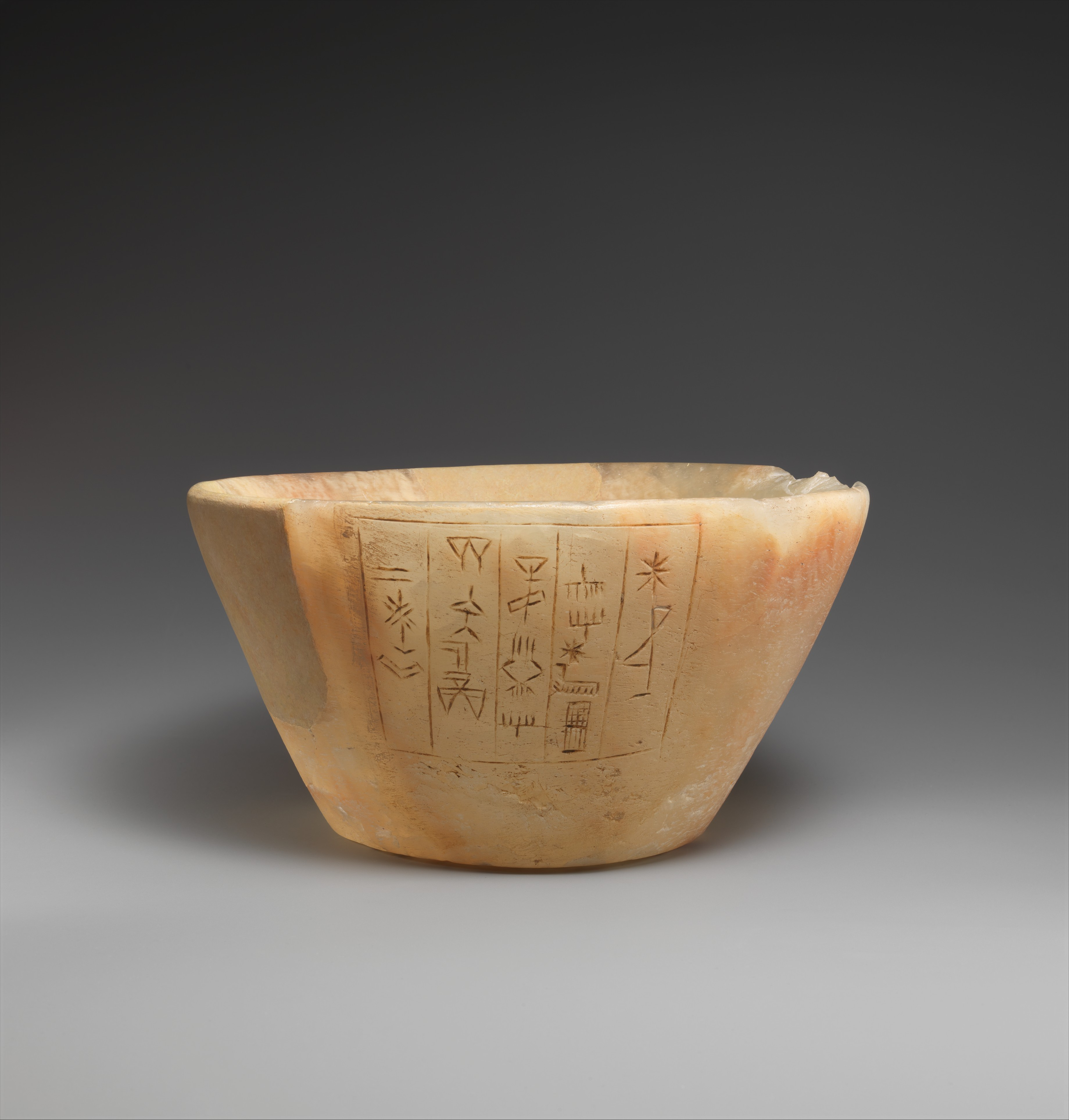
Vase en pierre inscrit voué à la déesse Inanna par Aka-Enlil, chef des marchands. Nippur, v. 2600-2500 av. J.-C. (DA IIIA). Metropolitan Museum.
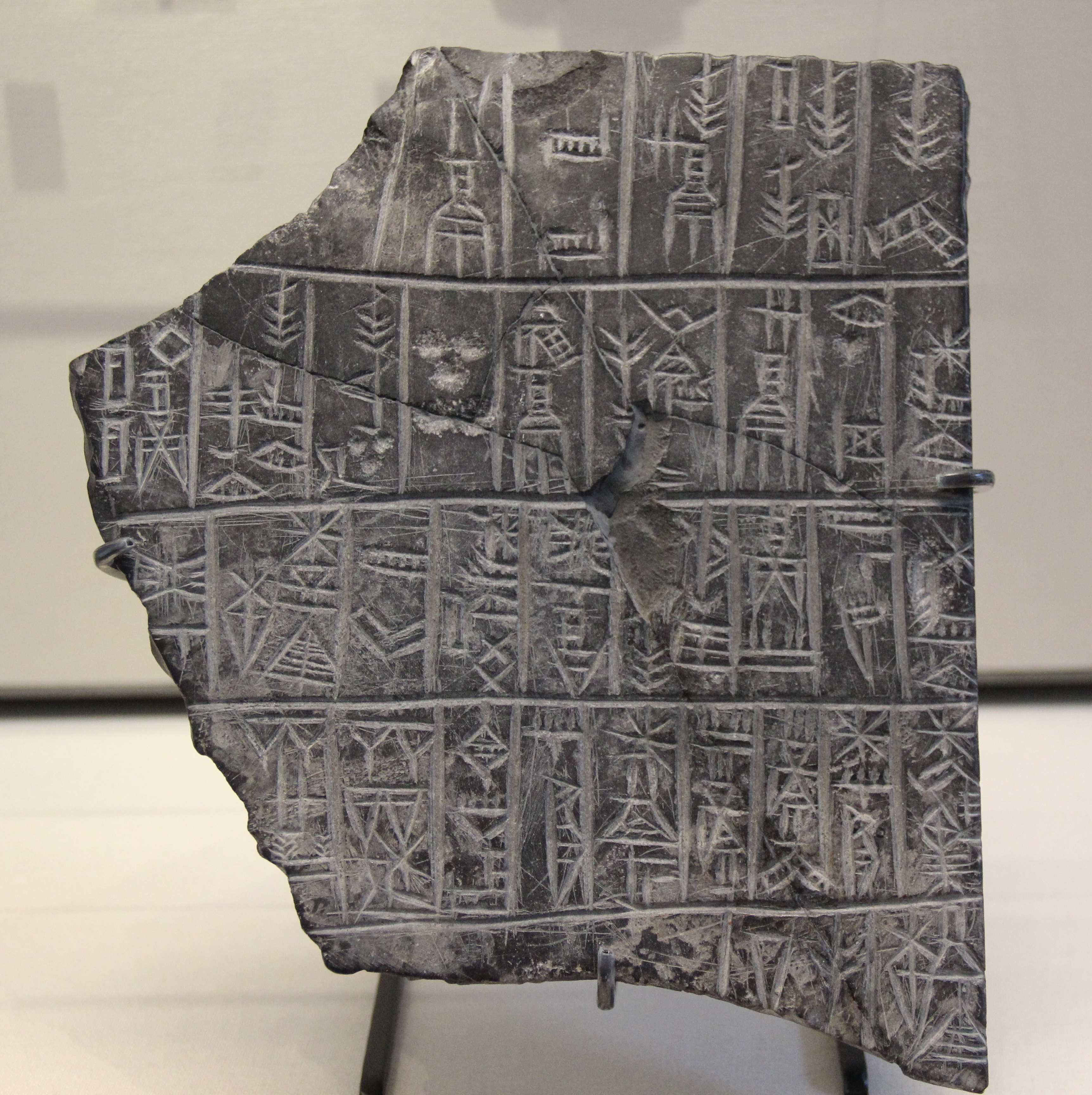
Inscription sur pierre du roi Ur-Nanshe de Lagash, v. 2500 av. J.-C. : commémoration de la construction d'un temple, avec un passage comprenant une incantation. Musée du Louvre.

### Cadre historique
- Bertrand Lafont, « Uruk et la révolution urbaine (3500-2900) », dans Bertrand Lafont, Aline Tenu, Philippe Clancier et Francis Joannès, Mésopotamie : De Gilgamesh à Artaban (3300-120 av. J.-C.), Paris, Belin, coll. « Mondes anciens », 2017, p. 49-103
- (de) Nicola Crüsemann, Margarete van Ess, Beate Salje et Markus Hilgert (dir.), Uruk : First City of the Ancient World, Los Angeles, J. Paul Getty Museum, 2019
- (en) Gebhard J. Selz, « The Uruk Phenomenon », dans Karen Radner, Nadine Moeller et Daniel T. Potts (dir.), The Oxford History of the Ancient Near East, Volume 1: From the Beginnings to Old Kingdom Egypt and the Dynasty of Akkad, New York, Oxford University Press, 2020, p. 163-244

### Débuts de l'écriture
- (en) Hans-Jörg Nissen, Peter Damerow et Robert K. Englund (trad. Paul Larsen), Archaic Bookkeeping : Writing and Techniques of Economic Administration in the Ancient Near East [« Frühe Schrift und Techniken der Wirtschaftsverwaltung im alten Vorderen Orient: Informationsspeicherung und -verarbeitung vor 5000 Jahren »], Chicago, University of Chicago Press, 1993 (1re éd. 1991)
- Denise Schmandt-Besserat, La Genèse de l’écriture [« How Writing Came About »], Paris, Les Belles Lettres, 2022 (1re éd. 1996)
- Hans-Jörg Nissen, « L'invention de l'écriture cunéiforme : les tablettes archaïques d'Uruk », dans Philippe Talon et Karel Van Lerberghe (dir.), En Syrie, aux origines de l'écriture, Turnhout, Brepols, 1997, p. 21-31
- (en) Robert K. Englund, « Texts from the Late Uruk Period », dans Joseph Bauer, Robert K. Englund et Manfred Krebernik, Mesopotamien: Späturuk-Zeit und Frühdynastische Zeit, Fribourg et Göttingen, Universitätsverlag Freiburg Schweiz et Vandenhoeck & Ruprecht, coll. « Orbis Biblicus et Orientalis », 1998, p. 15-233
- Jean-Jacques Glassner, Écrire à Sumer : L'invention du cunéiforme, Paris, Éditions du Seuil, coll. « L'Univers historique », 2000
- (en) Jerrold S. Cooper, « Babylonian beginnings: the origin of the cuneiform writing system in comparative perspective », dans Steven D. Houston (dir.), The First Writing: Script Invention as History and Process, Cambridge, Cambridge University Press, 2004, p. 71-99
- (en) Peter Damerow, « The Origins of Writing as a Problem of Historical Epistemology », Cuneiform Digital Library Journal, no 2006:1,‎ 2006, p. 1-10 (lire en ligne)
- Remo Mugnaioni, « L’apparition de l’écriture en Mésopotamie », dans Rina Viers (dir.), Langues et écritures de la Méditerranée, Actes du forum des 9, 10 et 11 mars 2001, Maison du Séminaire, Nice, Paris, Karthala, 2007, p. 37-50
- (en) Christopher Woods, « The Earliest Mesopotamian Writing », dans Christopher Woods (dir.), Visible Language: Inventions of Writing in the Ancient Middle East and Beyond, Chicago, The Oriental Institute of Chicago, 2010, p. 33-50.
- (en) Robert K. Englund, « Accounting in Proto-Cuneiform », dans Karen Radner et Eleanor Robson (dir.), The Oxford Handbook of Cuneiform Culture, Oxford, Oxford University Press, 2011, p. 32-50
- (en) Jacob L. Dahl, « Early Writing in Iran », dans Daniel T. Potts (dir.), The Oxford Handbook of Ancient Iran, Oxford, Oxford University Press, 2013, p. 233-262
- (en) Jon Taylor, « Administrators and Scholars: The First Scribes », dans Harriet Crawford (dir.), The Sumerian World, Londres et New York, Routledge, 2013, p. 290-304
- (en) Hans-Jörg Nissen, « Uruk: Early Administration Practices and the Development of Proto-Cuneiform Writing », Archéo-Nil. Revue de la société pour l'étude des cultures prépharaoniques de la vallée du Nil, no 26 « Naissance de l'état, naissance de l’administration : le rôle de l'écriture en Égypte, au Proche-Orient et en Chine / Emergence of the state and development of the administration: the role of writing in Egypt, Near East and China »,‎ 2016, p. 33-48 (lire en ligne)
- (en) Christopher Woods, « The Emergence of Cuneiform Writing », dans R. Hasselbach‐Andee (dir.), A Companion to Ancient Near Eastern languages, Hoboken, Wiley-Blackwell, 2020, p. 27-46.

### Séries de publications de textes
- Archaische Texte aus Uruk (ATU), Berlin ;
- Materialen zu den Frühen Schriftzeugnissen der Voderen Oriens (MVSO), Berlin.